# Playoffs NBA 2016
Navigation
Playoffs 2015 Playoffs 2017
Les playoffs NBA 2016 sont les séries éliminatoires (en anglais : playoffs) de la saison NBA 2015-2016. Ils débutent le samedi 16 avril 2016. Les finales gagnées par les Cavaliers de Cleveland face aux Warriors de Golden State furent longues car les Cavs menés 3-1 dans la série revinrent à 3-3 puis ils gagnèrent le septième et dernier match 93-89 à l'Oracle Arena.

## Règlement
Contrairement aux années précédentes, où les 3 équipes vainqueurs de division étaient directement qualifiées pour les playoffs, cette année ce sont les 8 premiers de chacune des deux conférences (Est et Ouest) qui se qualifient. Les 8 équipes qualifiées de chaque conférence sont classées de 1 à 8 selon leur nombre de victoires.
Les critères de départage des équipes sont :
1. équipe championne de division par rapport à une équipe non championne de division
2. face-à-face
3. bilan de division (si les équipes sont dans la même division)
4. bilan de conférence
5. bilan face aux équipes qualifiées en playoffs situées dans la même conférence
6. bilan face aux équipes qualifiées en playoffs situées dans l'autre conférence
7. différence générale de points.

Au premier tour, l'équipe classée numéro 1 affronte l'équipe classée numéro 8, la numéro 2 la 7, la 3 la 6 et la 4 la 5.
En demi-finale de conférence, l'équipe vainqueur du match entre la numéro 1 et la numéro 8 rencontre l'équipe vainqueur du match entre la numéro 4 et la numéro 5 et l'équipe vainqueur du match entre la numéro 2 et la numéro 7 rencontre l'équipe vainqueur du match entre la numéro 3 et la numéro 6.
Les vainqueurs des demi-finales de conférence s'affrontent en finale de conférence. Les deux équipes ayant remporté la finale de leur conférence respective sont nommées championnes de conférence et se rencontrent ensuite pour une série déterminant le champion NBA.
Chaque série de playoffs se déroule au meilleur des 7 matches, la première équipe à 4 victoires passant au tour suivant. Dans chaque série, l'avantage du terrain est attribué à l'équipe ayant le plus de victoires, quel que soit son classement à l'issue de la saison régulière.
Les séries se déroulent de la manière suivante : 
| Match | Équipe recevant |
| ----- | --------------- |
| 1     | Meilleur bilan  |
| 2     | Meilleur bilan  |
| 3     | Moins bon bilan |
| 4     | Moins bon bilan |
| 5     | Meilleur bilan  |
| 6     | Moins bon bilan |
| 7     | Meilleur bilan  |

## Équipes qualifiées

### Conférence Est
| Rang | Équipe                 | Bilan | Obtention         | Obtention         | Obtention                       | Obtention          |
| Rang | Équipe                 | Bilan | Place en playoffs | Titre de division | Meilleur bilan de la conférence | Meilleur bilan NBA |
| ---- | ---------------------- | ----- | ----------------- | ----------------- | ------------------------------- | ------------------ |
| 1    | Cavaliers de Cleveland | 57-25 | 18 mars           | 21 mars           | 11 avril                        | —                  |
| 2    | Raptors de Toronto     | 56-26 | 23 mars           | 31 mars           | —                               | —                  |
| 3    | Heat de Miami          | 48-34 | 2 avril           | 13 avril          | —                               | —                  |
| 4    | Hawks d'Atlanta        | 48-34 | 29 mars           | —                 | —                               | —                  |
| 5    | Celtics de Boston      | 48-34 | 3 avril           | —                 | —                               | —                  |
| 6    | Hornets de Charlotte   | 48-34 | 2 avril           | —                 | —                               | —                  |
| 7    | Pacers de l'Indiana    | 45-37 | 10 avril          | —                 | —                               | —                  |
| 8    | Pistons de Détroit     | 44-38 | 8 avril           | —                 | —                               | —                  |

### Conférence Ouest
| Rang | Équipe                    | Bilan | Obtention         | Obtention         | Obtention                       | Obtention          |
| Rang | Équipe                    | Bilan | Place en playoffs | Titre de division | Meilleur bilan de la conférence | Meilleur bilan NBA |
| ---- | ------------------------- | ----- | ----------------- | ----------------- | ------------------------------- | ------------------ |
| 1    | Warriors de Golden State  | 73-9  | 27 février        | 13 mars           | 7 avril                         | 7 avril            |
| 2    | Spurs de San Antonio      | 67-15 | 2 mars            | 12 mars           | —                               | —                  |
| 3    | Thunder d'Oklahoma City   | 55-27 | 18 mars           | 20 mars           | —                               | —                  |
| 4    | Clippers de Los Angeles   | 53-29 | 27 mars           | —                 | —                               | —                  |
| 5    | Trail Blazers de Portland | 44-38 | 6 avril           | —                 | —                               | —                  |
| 6    | Mavericks de Dallas       | 42-40 | 11 avril          | —                 | —                               | —                  |
| 7    | Grizzlies de Memphis      | 42-40 | 7 avril           | —                 | —                               | —                  |
| 8    | Rockets de Houston        | 41-41 | 13 avril          | —                 | —                               | —                  |

### Tableau
|  | 1er tour         | 1er tour                  | 1er tour                  |   |                          | Demi-finales de Conférence | Demi-finales de Conférence | Demi-finales de Conférence |  |   | Finales de Conférence    | Finales de Conférence | Finales de Conférence |  |    | Finales NBA            | Finales NBA | Finales NBA |
|  |                  |                           |                           |   |                          |                            |                            |                            |  |   |                          |                       |                       |  |    |                        |             |             |
|  | 1                | Cavaliers de Cleveland    | 4                         |   |                          |                            |                            |                            |  |   |                          |                       |                       |  |    |                        |             |             |
|  | 8                | Pistons de Détroit        | 0                         |   |                          |                            |                            |                            |  |   |                          |                       |                       |  |    |                        |             |             |
|  | 8                | Pistons de Détroit        | 0                         |   | 1                        | Cavaliers de Cleveland     | 4                          |                            |  |   |                          |                       |                       |  |    |                        |             |             |
|  |                  |                           |                           |   | 1                        | Cavaliers de Cleveland     | 4                          |                            |  |   |                          |                       |                       |  |    |                        |             |             |
|  |                  | 4                         | Hawks d'Atlanta           | 0 |                          |                            |                            |                            |  |   |                          |                       |                       |  |    |                        |             |             |
|  | 4                | 4                         | Hawks d'Atlanta           | 0 | Hawks d'Atlanta          | 4                          |                            |                            |  |   |                          |                       |                       |  |    |                        |             |             |
|  | 4                |                           |                           |   | Hawks d'Atlanta          | 4                          |                            |                            |  |   |                          |                       |                       |  |    |                        |             |             |
|  | 5                | Celtics de Boston         | 2                         |   |                          |                            |                            |                            |  |   |                          |                       |                       |  |    |                        |             |             |
|  | 5                | Celtics de Boston         | 2                         |   |                          |                            |                            |                            |  | 1 | Cavaliers de Cleveland   | 4                     |                       |  |    |                        |             |             |
|  | Conférence Est   |                           |                           |   |                          |                            |                            |                            |  | 1 | Cavaliers de Cleveland   | 4                     |                       |  |    |                        |             |             |
|  |                  | 2                         | Raptors de Toronto        | 2 |                          |                            |                            |                            |  |   |                          |                       |                       |  |    |                        |             |             |
|  | 3                | 2                         | Raptors de Toronto        | 2 | Heat de Miami            | 4                          |                            |                            |  |   |                          |                       |                       |  |    |                        |             |             |
|  | 3                |                           |                           |   | Heat de Miami            | 4                          |                            |                            |  |   |                          |                       |                       |  |    |                        |             |             |
|  | 6                | Hornets de Charlotte      | 3                         |   |                          |                            |                            |                            |  |   |                          |                       |                       |  |    |                        |             |             |
|  | 6                | Hornets de Charlotte      | 3                         |   | 3                        | Heat de Miami              | 3                          |                            |  |   |                          |                       |                       |  |    |                        |             |             |
|  |                  |                           |                           |   | 3                        | Heat de Miami              | 3                          |                            |  |   |                          |                       |                       |  |    |                        |             |             |
|  |                  | 2                         | Raptors de Toronto        | 4 |                          |                            |                            |                            |  |   |                          |                       |                       |  |    |                        |             |             |
|  | 2                | 2                         | Raptors de Toronto        | 4 | Raptors de Toronto       | 4                          |                            |                            |  |   |                          |                       |                       |  |    |                        |             |             |
|  | 2                |                           |                           |   | Raptors de Toronto       | 4                          |                            |                            |  |   |                          |                       |                       |  |    |                        |             |             |
|  | 7                | Pacers de l'Indiana       | 3                         |   |                          |                            |                            |                            |  |   |                          |                       |                       |  |    |                        |             |             |
|  | 7                | Pacers de l'Indiana       | 3                         |   |                          |                            |                            |                            |  |   |                          |                       |                       |  | E1 | Cavaliers de Cleveland | 4           |             |
|  |                  |                           |                           |   |                          |                            |                            |                            |  |   |                          |                       |                       |  | E1 | Cavaliers de Cleveland | 4           |             |
|  |                  | O1                        | Warriors de Golden State  | 3 |                          |                            |                            |                            |  |   |                          |                       |                       |  |    |                        |             |             |
|  | 1                | O1                        | Warriors de Golden State  | 3 | Warriors de Golden State | 4                          |                            |                            |  |   |                          |                       |                       |  |    |                        |             |             |
|  | 1                |                           |                           |   | Warriors de Golden State | 4                          |                            |                            |  |   |                          |                       |                       |  |    |                        |             |             |
|  | 8                | Rockets de Houston        | 1                         |   |                          |                            |                            |                            |  |   |                          |                       |                       |  |    |                        |             |             |
|  | 8                | Rockets de Houston        | 1                         |   | 1                        | Warriors de Golden State   | 4                          |                            |  |   |                          |                       |                       |  |    |                        |             |             |
|  |                  |                           |                           |   | 1                        | Warriors de Golden State   | 4                          |                            |  |   |                          |                       |                       |  |    |                        |             |             |
|  |                  | 5                         | Trail Blazers de Portland | 1 |                          |                            |                            |                            |  |   |                          |                       |                       |  |    |                        |             |             |
|  | 4                | 5                         | Trail Blazers de Portland | 1 | Clippers de Los Angeles  | 2                          |                            |                            |  |   |                          |                       |                       |  |    |                        |             |             |
|  | 4                |                           |                           |   | Clippers de Los Angeles  | 2                          |                            |                            |  |   |                          |                       |                       |  |    |                        |             |             |
|  | 5                | Trail Blazers de Portland | 4                         |   |                          |                            |                            |                            |  |   |                          |                       |                       |  |    |                        |             |             |
|  | 5                | Trail Blazers de Portland | 4                         |   |                          |                            |                            |                            |  | 1 | Warriors de Golden State | 4                     |                       |  |    |                        |             |             |
|  | Conférence Ouest |                           |                           |   |                          |                            |                            |                            |  | 1 | Warriors de Golden State | 4                     |                       |  |    |                        |             |             |
|  |                  | 3                         | Thunder d'Oklahoma City   | 3 |                          |                            |                            |                            |  |   |                          |                       |                       |  |    |                        |             |             |
|  | 3                | 3                         | Thunder d'Oklahoma City   | 3 | Thunder d'Oklahoma City  | 4                          |                            |                            |  |   |                          |                       |                       |  |    |                        |             |             |
|  | 3                |                           |                           |   | Thunder d'Oklahoma City  | 4                          |                            |                            |  |   |                          |                       |                       |  |    |                        |             |             |
|  | 6                | Mavericks de Dallas       | 1                         |   |                          |                            |                            |                            |  |   |                          |                       |                       |  |    |                        |             |             |
|  | 6                | Mavericks de Dallas       | 1                         |   | 3                        | Thunder d'Oklahoma City    | 4                          |                            |  |   |                          |                       |                       |  |    |                        |             |             |
|  |                  |                           |                           |   | 3                        | Thunder d'Oklahoma City    | 4                          |                            |  |   |                          |                       |                       |  |    |                        |             |             |
|  |                  | 2                         | Spurs de San Antonio      | 2 |                          |                            |                            |                            |  |   |                          |                       |                       |  |    |                        |             |             |
|  | 2                | 2                         | Spurs de San Antonio      | 2 | Spurs de San Antonio     | 4                          |                            |                            |  |   |                          |                       |                       |  |    |                        |             |             |
|  | 2                |                           |                           |   | Spurs de San Antonio     | 4                          |                            |                            |  |   |                          |                       |                       |  |    |                        |             |             |
|  | 7                | Grizzlies de Memphis      | 0                         |   |                          |                            |                            |                            |  |   |                          |                       |                       |  |    |                        |             |             |

### Conférence Est

#### Salles
Salles des huit participants.

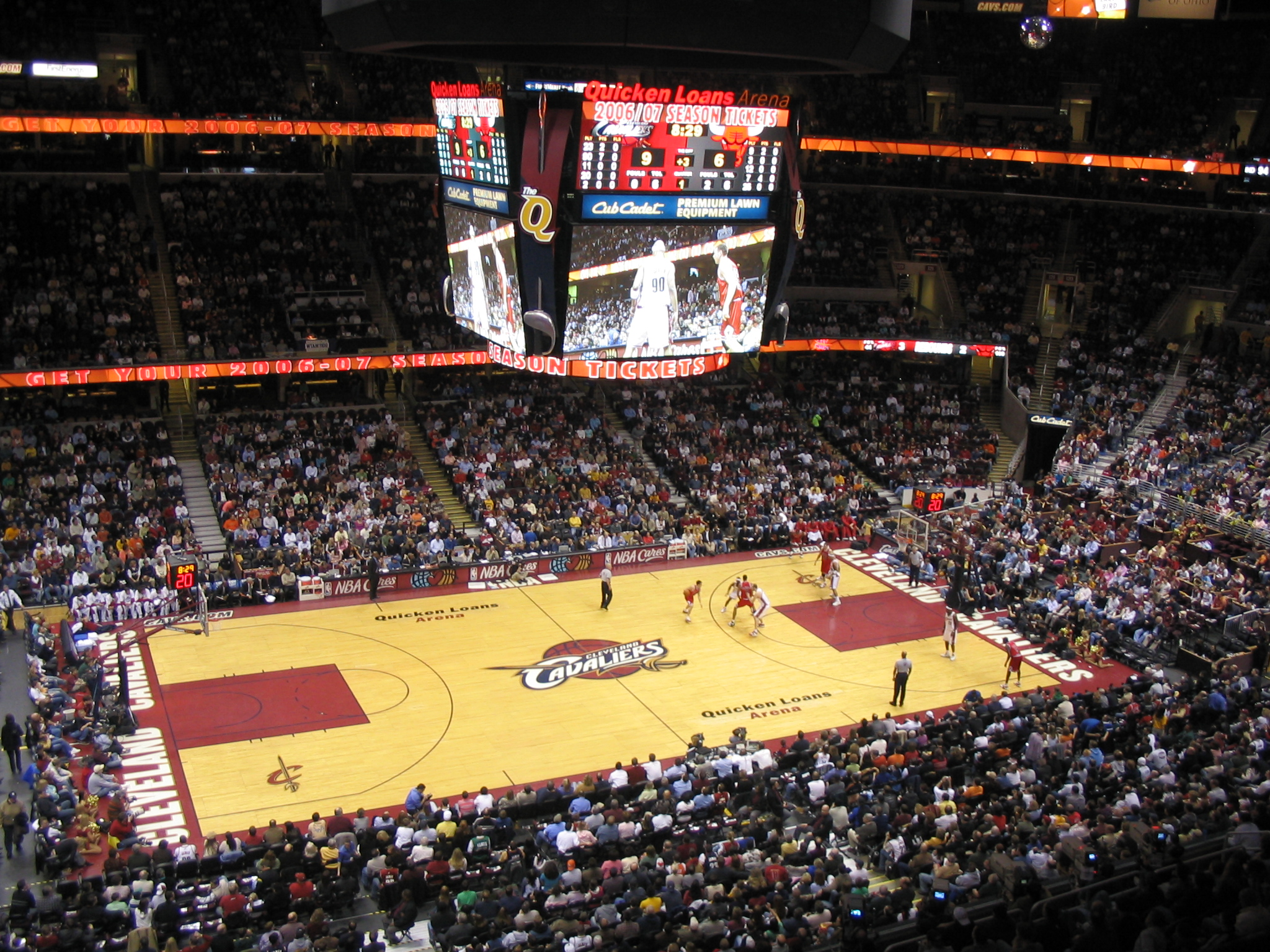
Quicken Loans Arena, Cleveland
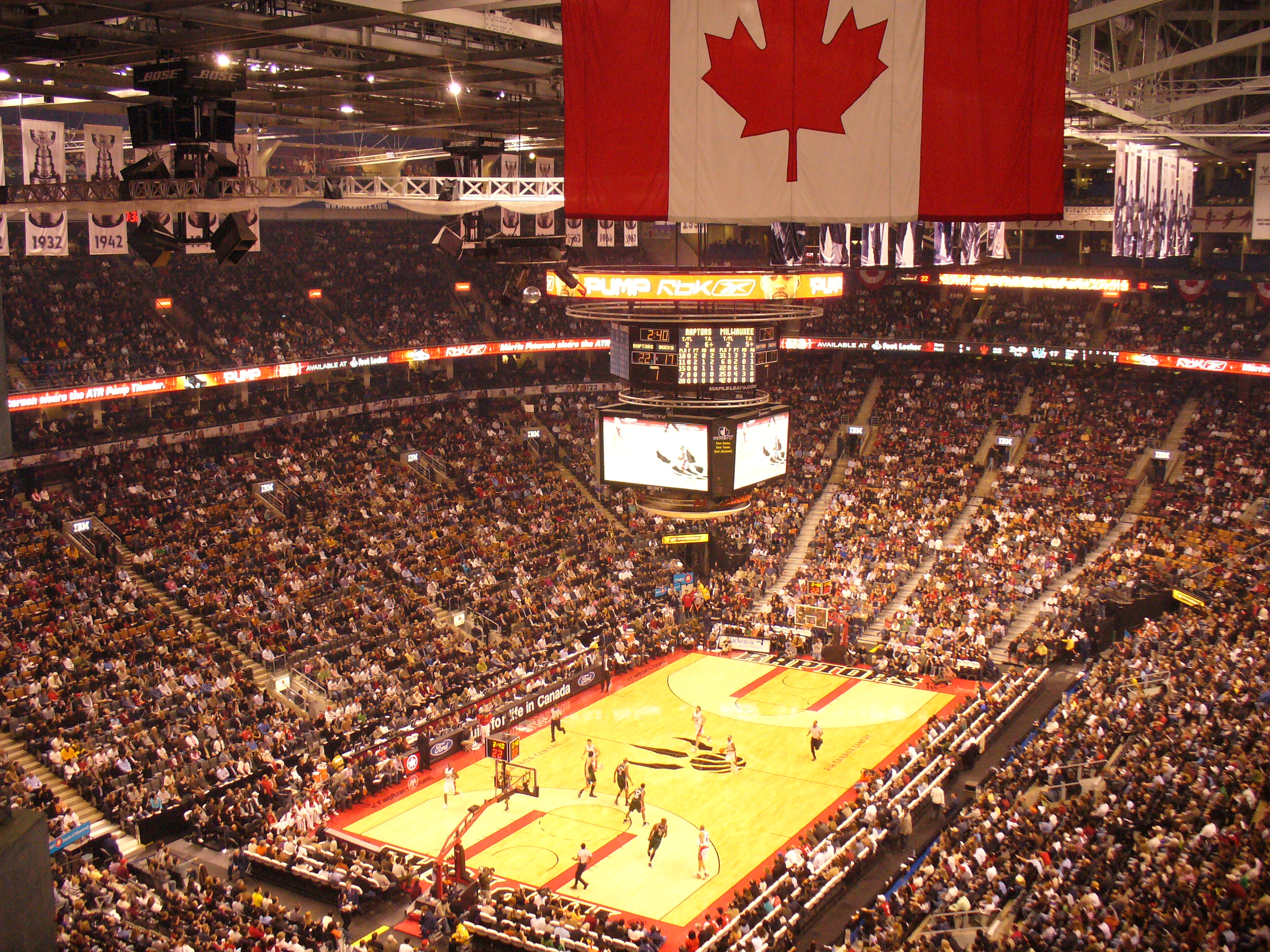
Centre Air Canada, Toronto
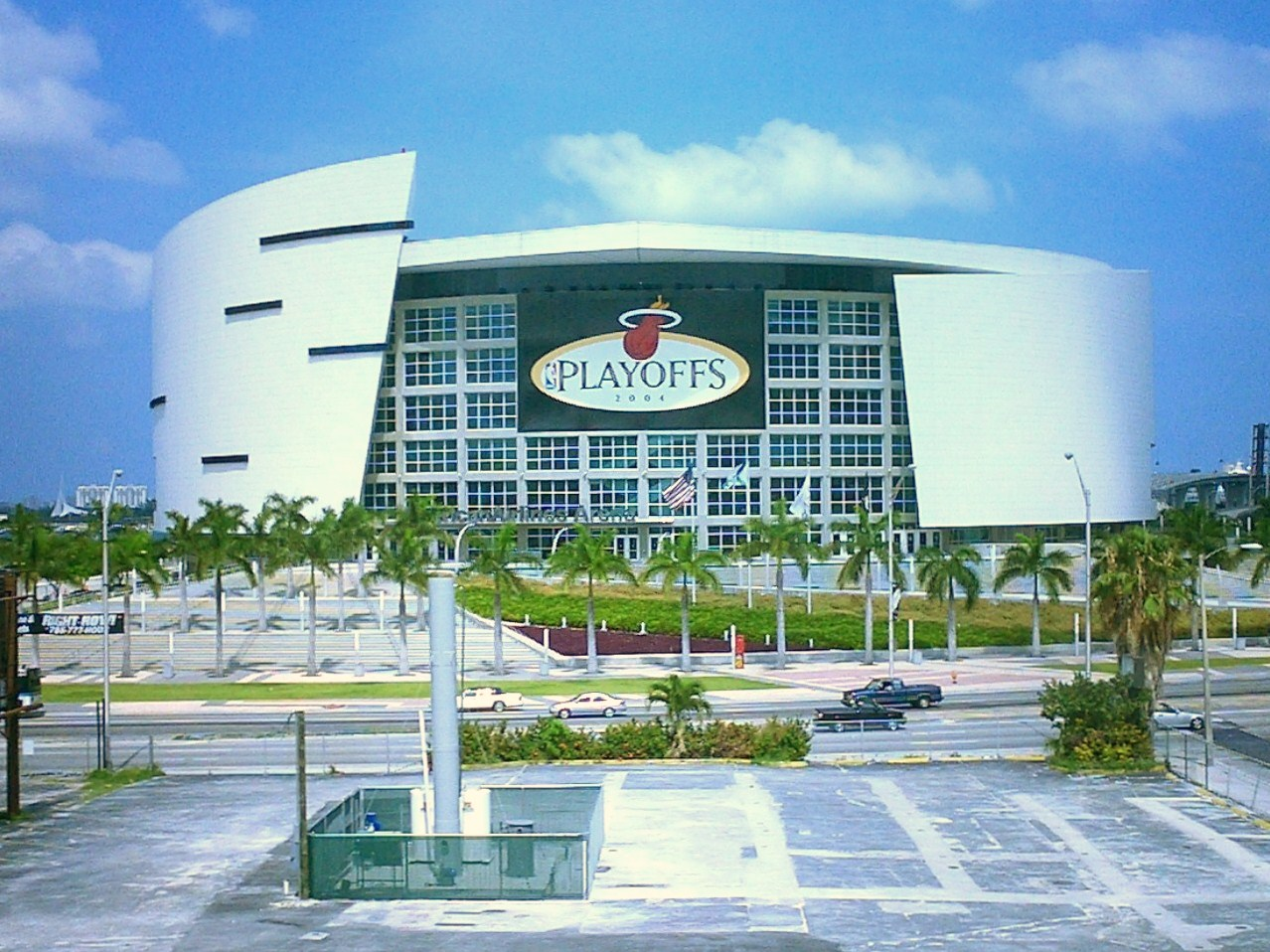
American Airlines Arena, Miami
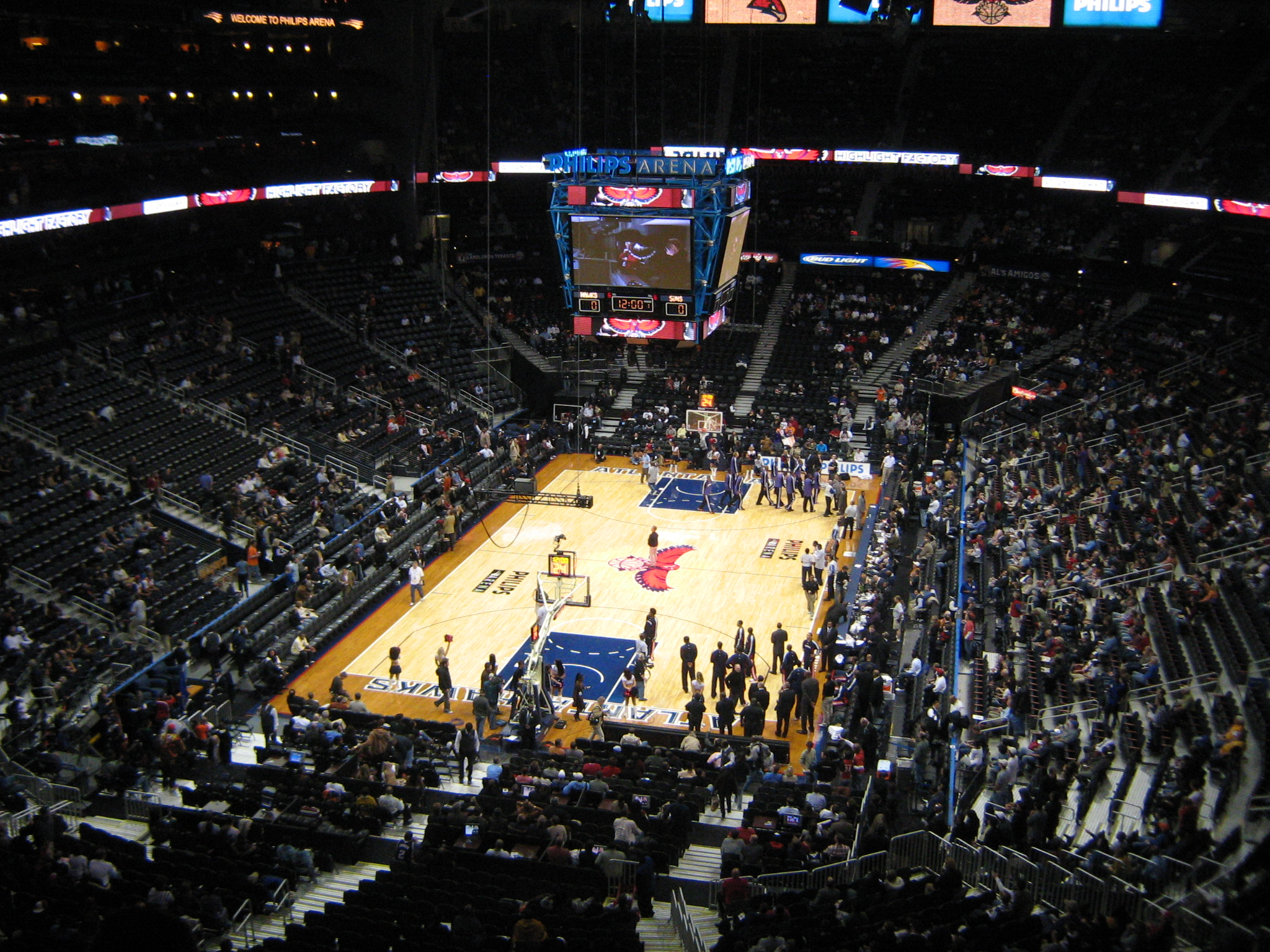
Philips Arena, Atlanta
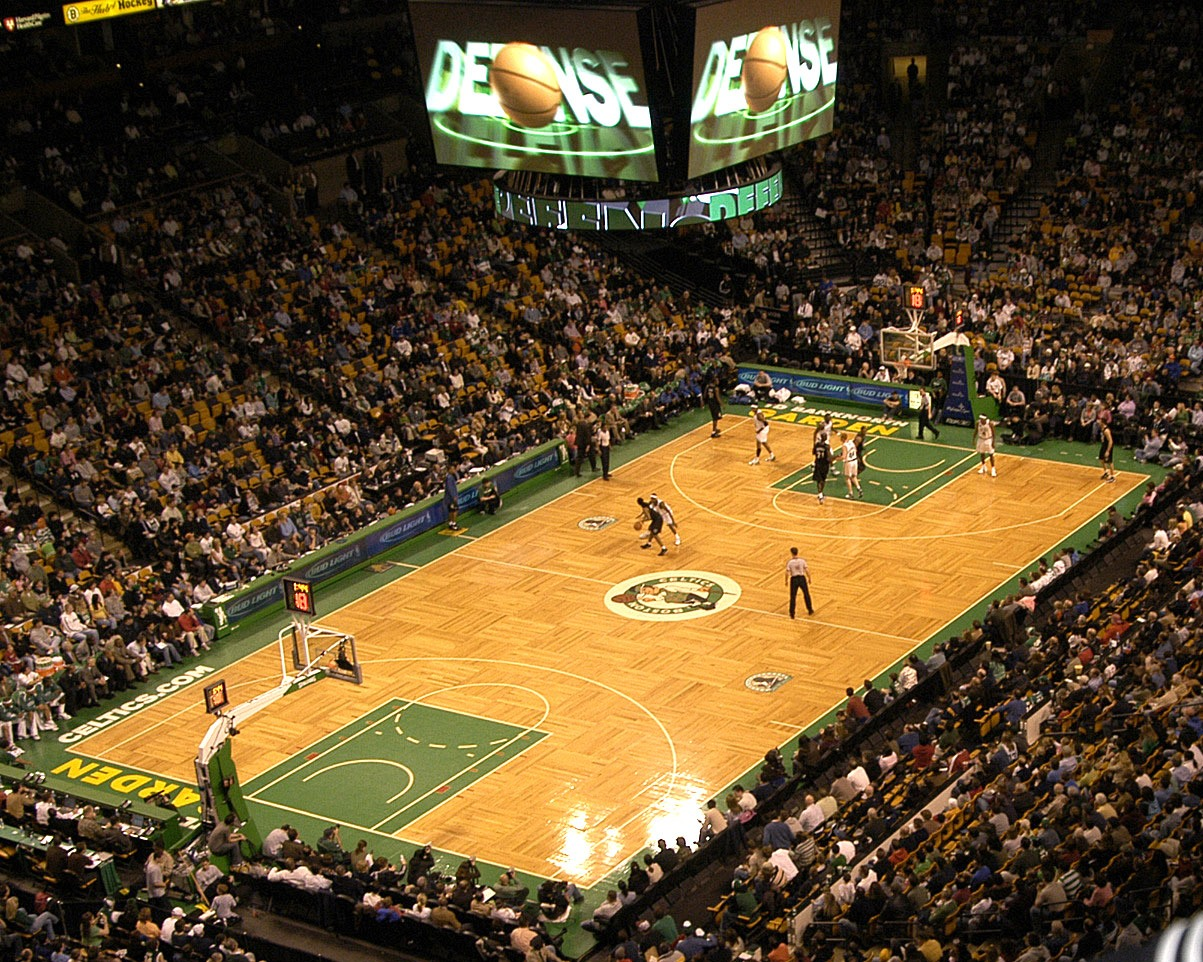
TD Garden, Boston
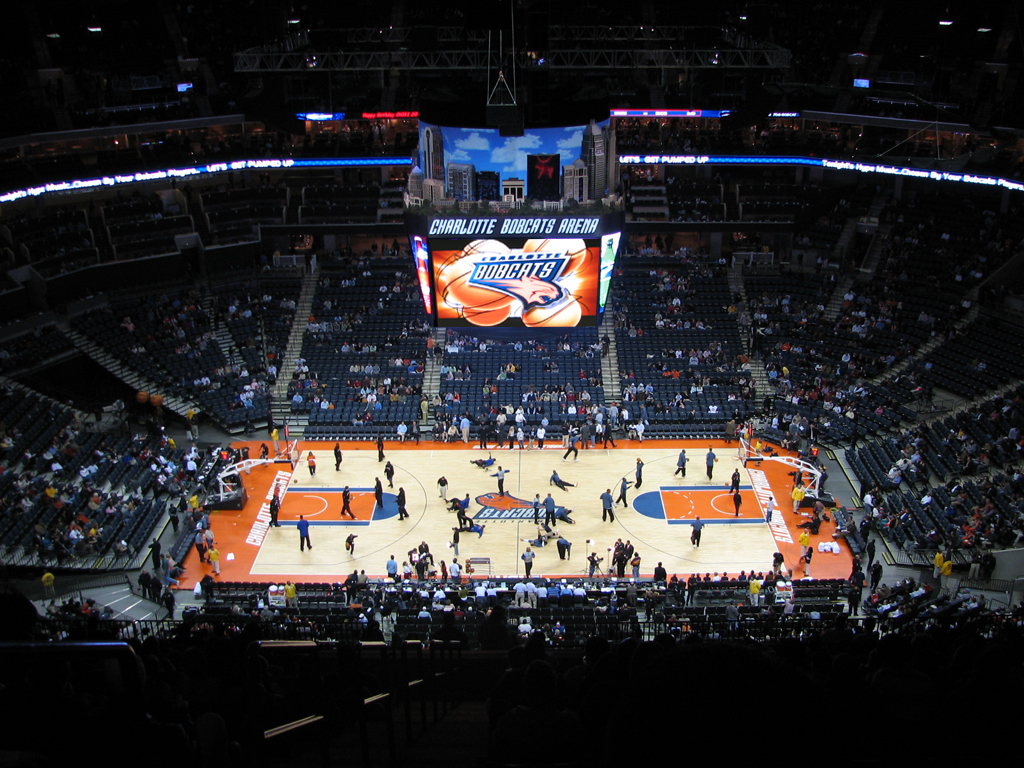
Time Warner Cable Arena, Charlotte
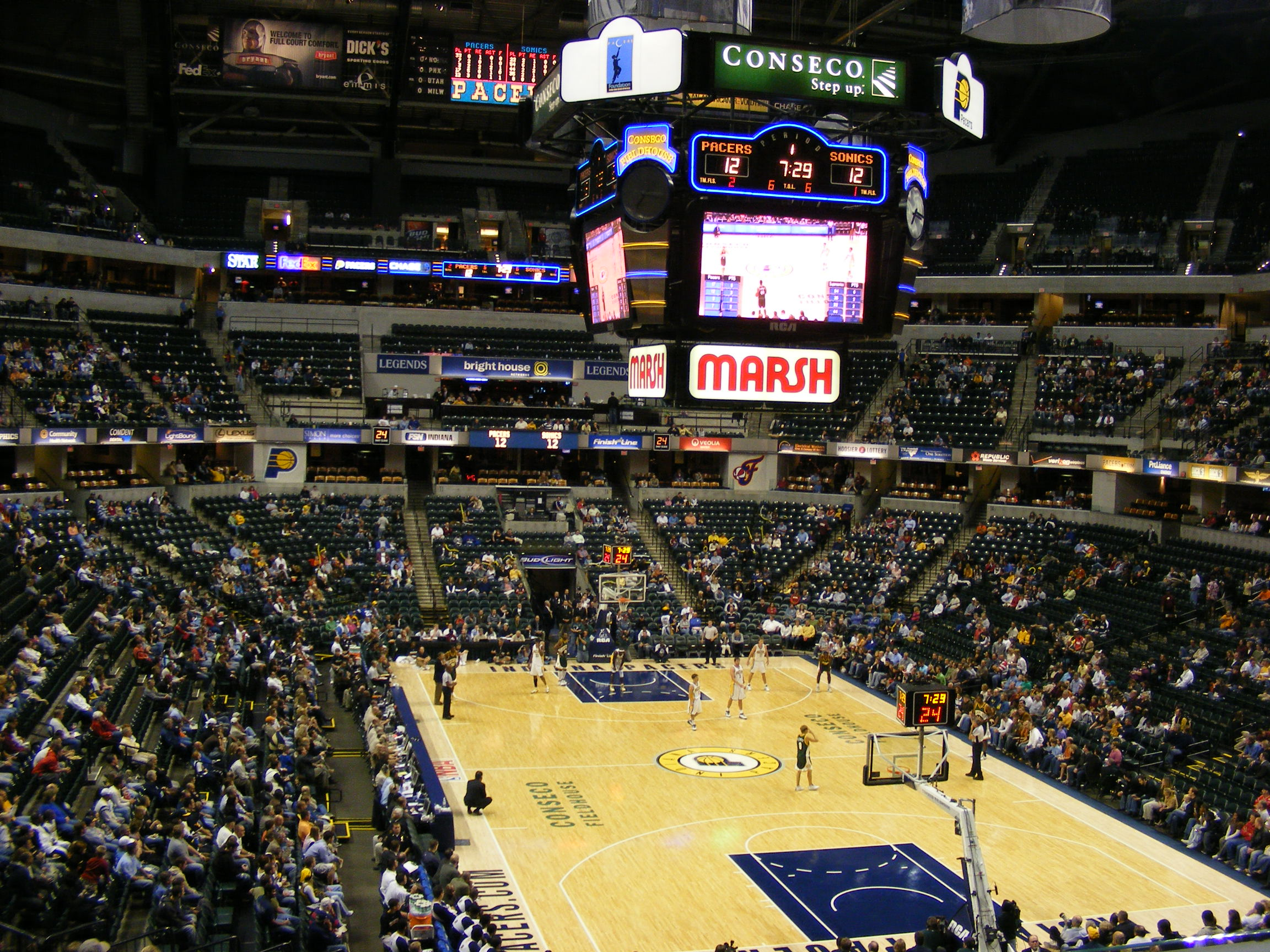
Bankers Life Fieldhouse, Indianapolis
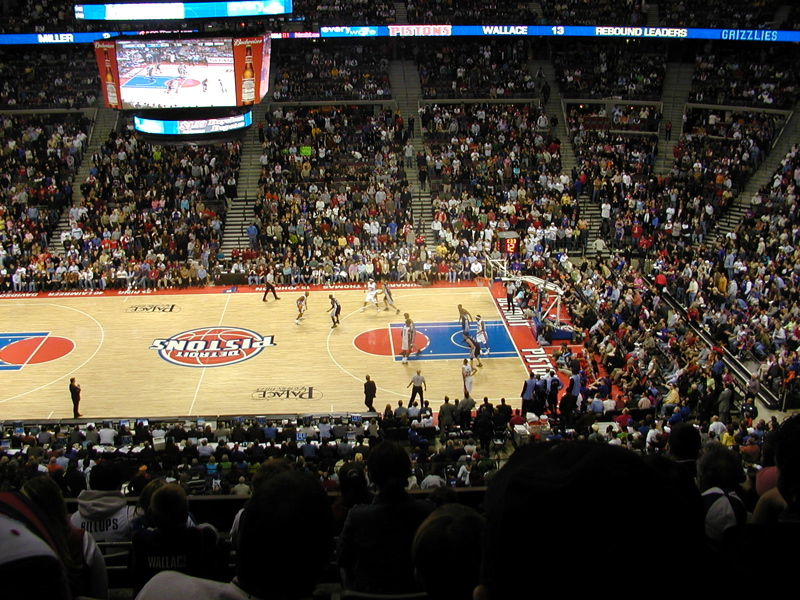
The Palace of Auburn Hills, Détroit

#### Premier tour

##### (1)Cavaliers de Clevelandvs.Pistons de Détroit(8)
| 17 avril 2016 15:00 EDT | Report | Pistons de Détroit 101, Cavaliers de Cleveland 106                | Pistons de Détroit 101, Cavaliers de Cleveland 106 | Pistons de Détroit 101, Cavaliers de Cleveland 106 |  | Quicken Loans Arena, Cleveland, Ohio Affluence : 20 562 Arbitres : Derrick Stafford, Leroy Richardson, Zach Zarba | ABC |
| 17 avril 2016 15:00 EDT | Report | Score par quart-temps : 25-27, 33-26, 20-23, 23-30                |                                                    |                                                    |  | Quicken Loans Arena, Cleveland, Ohio Affluence : 20 562 Arbitres : Derrick Stafford, Leroy Richardson, Zach Zarba | ABC |
| 17 avril 2016 15:00 EDT | Report | Score par mi-temps : 58-53, 43-53                                 |                                                    |                                                    |  | Quicken Loans Arena, Cleveland, Ohio Affluence : 20 562 Arbitres : Derrick Stafford, Leroy Richardson, Zach Zarba | ABC |
| 17 avril 2016 15:00 EDT | Report | Kentavious Caldwell-Pope, 21 Andre Drummond, 11 Reggie Jackson, 7 | Points Rebonds Passes d.                           | Kyrie Irving, 31 Kevin Love, 13 LeBron James, 11   |  | Quicken Loans Arena, Cleveland, Ohio Affluence : 20 562 Arbitres : Derrick Stafford, Leroy Richardson, Zach Zarba | ABC |

| 20 avril 2016 20:00 EDT | Report | Pistons de Détroit 90, Cavaliers de Cleveland 107             | Pistons de Détroit 90, Cavaliers de Cleveland 107 | Pistons de Détroit 90, Cavaliers de Cleveland 107      |  | Quicken Loans Arena, Cleveland, Ohio Affluence : 20 562 Arbitres : Ken Mauer, Kane Fitzgerald, Brian Forte | TNT |
| 20 avril 2016 20:00 EDT | Report | Score par quart-temps : 28-23, 25-32, 15-27, 22-25            |                                                   |                                                        |  | Quicken Loans Arena, Cleveland, Ohio Affluence : 20 562 Arbitres : Ken Mauer, Kane Fitzgerald, Brian Forte | TNT |
| 20 avril 2016 20:00 EDT | Report | Score par mi-temps : 53-55, 37-52                             |                                                   |                                                        |  | Quicken Loans Arena, Cleveland, Ohio Affluence : 20 562 Arbitres : Ken Mauer, Kane Fitzgerald, Brian Forte | TNT |
| 20 avril 2016 20:00 EDT | Report | Andre Drummond, 20 Caldwell-Pope, Harris, 8 Reggie Jackson, 6 | Points Rebonds Passes d.                          | LeBron James, 27 Kevin Love, 10 Matthew Dellavedova, 9 |  | Quicken Loans Arena, Cleveland, Ohio Affluence : 20 562 Arbitres : Ken Mauer, Kane Fitzgerald, Brian Forte | TNT |

| 22 avril 2016 19:00 EDT | Report | Cavaliers de Cleveland 101, Pistons de Détroit 91  | Cavaliers de Cleveland 101, Pistons de Détroit 91 | Cavaliers de Cleveland 101, Pistons de Détroit 91                   |  | The Palace of Auburn Hills, Auburn Hills, Michigan Affluence : 21 584 Arbitres : Monty McCutchen, Jason Phillips, Michael Smih | ESPN |
| 22 avril 2016 19:00 EDT | Report | Score par quart-temps : 24-27, 30-26, 25-20, 22-18 |                                                   |                                                                     |  | The Palace of Auburn Hills, Auburn Hills, Michigan Affluence : 21 584 Arbitres : Monty McCutchen, Jason Phillips, Michael Smih | ESPN |
| 22 avril 2016 19:00 EDT | Report | Score par mi-temps : 54-53, 47-38                  |                                                   |                                                                     |  | The Palace of Auburn Hills, Auburn Hills, Michigan Affluence : 21 584 Arbitres : Monty McCutchen, Jason Phillips, Michael Smih | ESPN |
| 22 avril 2016 19:00 EDT | Report | Kyrie Irving, 28 LeBron James, 13 LeBron James, 7  | Points Rebonds Passes d.                          | Kentavious Caldwell-Pope, 18 Drummond, Harris, 7 Reggie Jackson, 12 |  | The Palace of Auburn Hills, Auburn Hills, Michigan Affluence : 21 584 Arbitres : Monty McCutchen, Jason Phillips, Michael Smih | ESPN |

| 24 avril 2016 20:30 EDT | Report | Cavaliers de Cleveland 100, Pistons de Détroit 98  | Cavaliers de Cleveland 100, Pistons de Détroit 98 | Cavaliers de Cleveland 100, Pistons de Détroit 98      |  | The Palace of Auburn Hills, Auburn Hills, Michigan Affluence : 21 584 Arbitres : Marc Davis, Bill Kennedy, Courtney Kirkland | TNT |
| 24 avril 2016 20:30 EDT | Report | Score par quart-temps : 25-28, 28-24, 28-26, 19-20 |                                                   |                                                        |  | The Palace of Auburn Hills, Auburn Hills, Michigan Affluence : 21 584 Arbitres : Marc Davis, Bill Kennedy, Courtney Kirkland | TNT |
| 24 avril 2016 20:30 EDT | Report | Score par mi-temps : 53-52, 47-46                  |                                                   |                                                        |  | The Palace of Auburn Hills, Auburn Hills, Michigan Affluence : 21 584 Arbitres : Marc Davis, Bill Kennedy, Courtney Kirkland | TNT |
| 24 avril 2016 20:30 EDT | Report | Kyrie Irving, 31 Kevin Love, 13 LeBron James, 6    | Points Rebonds Passes d.                          | Marcus Morris, 24 Tobias Harris, 13 Reggie Jackson, 12 |  | The Palace of Auburn Hills, Auburn Hills, Michigan Affluence : 21 584 Arbitres : Marc Davis, Bill Kennedy, Courtney Kirkland | TNT |
| 24 avril 2016 20:30 EDT | Report | Cleveland remporte la série 4 à 0.                 |                                                   |                                                        |  | The Palace of Auburn Hills, Auburn Hills, Michigan Affluence : 21 584 Arbitres : Marc Davis, Bill Kennedy, Courtney Kirkland | TNT |

Matchs de saison régulière
Détroit gagne la série 3 à 1.
| 17 novembre 2015 | Rapport | Cavaliers de Cleveland 99, Pistons de Détroit 104 | Cavaliers de Cleveland 99, Pistons de Détroit 104 | Cavaliers de Cleveland 99, Pistons de Détroit 104 |  | The Palace of Auburn Hills, Auburn Hills, Michigan |

| 29 janvier 2016 | Rapport | Cavaliers de Cleveland 114, Pistons de Détroit 106 | Cavaliers de Cleveland 114, Pistons de Détroit 106 | Cavaliers de Cleveland 114, Pistons de Détroit 106 |  | The Palace of Auburn Hills, Auburn Hills, Michigan |

| 22 février 2016 | Rapport | Pistons de Détroit 96, Cavaliers de Cleveland 88 | Pistons de Détroit 96, Cavaliers de Cleveland 88 | Pistons de Détroit 96, Cavaliers de Cleveland 88 |  | Quicken Loans Arena, Cleveland, Ohio |

| 13 avril 2016 | Rapport | Pistons de Détroit 112, Cavaliers de Cleveland 110 | Pistons de Détroit 112, Cavaliers de Cleveland 110 | Pistons de Détroit 112, Cavaliers de Cleveland 110 |  | Quicken Loans Arena, Cleveland, Ohio |

Dernière rencontre en playoffsPremier tour de conférence Est 2009 (Cleveland gagne 4-0).

##### (2)Raptors de Torontovs.Pacers de l'Indiana(7)
| 16 avril 2016 12:30 EDT | Report | Pacers de l'Indiana 100, Raptors de Toronto 90     | Pacers de l'Indiana 100, Raptors de Toronto 90 | Pacers de l'Indiana 100, Raptors de Toronto 90      |  | Centre Air Canada, Toronto, Ontario Affluence : 19 800 Arbitres : Scott Foster, Tony Brothers, Josh Tiven | ESPN |
| 16 avril 2016 12:30 EDT | Report | Score par quart-temps : 19-24, 24-21, 27-22, 30-23 |                                                |                                                     |  | Centre Air Canada, Toronto, Ontario Affluence : 19 800 Arbitres : Scott Foster, Tony Brothers, Josh Tiven | ESPN |
| 16 avril 2016 12:30 EDT | Report | Score par mi-temps : 43-45, 57-45                  |                                                |                                                     |  | Centre Air Canada, Toronto, Ontario Affluence : 19 800 Arbitres : Scott Foster, Tony Brothers, Josh Tiven | ESPN |
| 16 avril 2016 12:30 EDT | Report | Paul George, 33 Allen, Miles, 7 Paul George, 6     | Points Rebonds Passes d.                       | Cory Joseph, 18 Jonas Valančiūnas, 19 Kyle Lowry, 7 |  | Centre Air Canada, Toronto, Ontario Affluence : 19 800 Arbitres : Scott Foster, Tony Brothers, Josh Tiven | ESPN |

| 18 avril 2016 19:30 EDT | Report | Pacers de l'Indiana 87, Raptors de Toronto 98      | Pacers de l'Indiana 87, Raptors de Toronto 98 | Pacers de l'Indiana 87, Raptors de Toronto 98             |  | Centre Air Canada, Toronto, Ontario Affluence : 19 800 Arbitres : Monty McCutchen, Tony Brown, Jason Phillips | NBA TV |
| 18 avril 2016 19:30 EDT | Report | Score par quart-temps : 16-27, 32-26, 18-21, 21-24 |                                               |                                                           |  | Centre Air Canada, Toronto, Ontario Affluence : 19 800 Arbitres : Monty McCutchen, Tony Brown, Jason Phillips | NBA TV |
| 18 avril 2016 19:30 EDT | Report | Score par mi-temps : 48-53, 39-45                  |                                               |                                                           |  | Centre Air Canada, Toronto, Ontario Affluence : 19 800 Arbitres : Monty McCutchen, Tony Brown, Jason Phillips | NBA TV |
| 18 avril 2016 19:30 EDT | Report | Paul George, 28 Solomon Hill, 6 Ellis, Lawson, 3   | Points Rebonds Passes d.                      | Jonas Valančiūnas, 23 Jonas Valančiūnas, 15 Kyle Lowry, 9 |  | Centre Air Canada, Toronto, Ontario Affluence : 19 800 Arbitres : Monty McCutchen, Tony Brown, Jason Phillips | NBA TV |

| 21 avril 2016 19:30 EDT | Report | Raptors de Toronto 101, Pacers de l'Indiana 85         | Raptors de Toronto 101, Pacers de l'Indiana 85 | Raptors de Toronto 101, Pacers de l'Indiana 85 |  | Bankers Life Fieldhouse, Indianapolis, Indiana Affluence : 18 165 Arbitres : James Capers, Bennie Adams, Rodney Mott | NBA TV |
| 21 avril 2016 19:30 EDT | Report | Score par quart-temps : 24-17, 29-19, 18-23, 30-23     |                                                |                                                |  | Bankers Life Fieldhouse, Indianapolis, Indiana Affluence : 18 165 Arbitres : James Capers, Bennie Adams, Rodney Mott | NBA TV |
| 21 avril 2016 19:30 EDT | Report | Score par mi-temps : 53-36, 58-46                      |                                                |                                                |  | Bankers Life Fieldhouse, Indianapolis, Indiana Affluence : 18 165 Arbitres : James Capers, Bennie Adams, Rodney Mott | NBA TV |
| 21 avril 2016 19:30 EDT | Report | DeRozan, Lowry, 21 Jonas Valančiūnas, 14 Kyle Lowry, 8 | Points Rebonds Passes d.                       | Paul George, 25 Paul George, 10 Pau George, 6  |  | Bankers Life Fieldhouse, Indianapolis, Indiana Affluence : 18 165 Arbitres : James Capers, Bennie Adams, Rodney Mott | NBA TV |

| 23 avril 2016 15:00 EDT | Report | Raptors de Toronto 83, Pacers de l'Indiana 100         | Raptors de Toronto 83, Pacers de l'Indiana 100 | Raptors de Toronto 83, Pacers de l'Indiana 100   |  | Bankers Life Fieldhouse, Indianapolis, Indiana Affluence : 18 165 Arbitres : Dan Crawford, Ron Garretson, Bill Spooner | TNT |
| 23 avril 2016 15:00 EDT | Report | Score par quart-temps : 16-28, 26-29, 16-16, 25-27     |                                                |                                                  |  | Bankers Life Fieldhouse, Indianapolis, Indiana Affluence : 18 165 Arbitres : Dan Crawford, Ron Garretson, Bill Spooner | TNT |
| 23 avril 2016 15:00 EDT | Report | Score par mi-temps : 42-57, 41-43                      |                                                |                                                  |  | Bankers Life Fieldhouse, Indianapolis, Indiana Affluence : 18 165 Arbitres : Dan Crawford, Ron Garretson, Bill Spooner | TNT |
| 23 avril 2016 15:00 EDT | Report | Jonas Valančiūnas, 16 Bismack Biyombo, 9 Kyle Lowry, 5 | Points Rebonds Passes d.                       | Hill, Mahinmi, 22 Ian Mahinmi, 10 Ian Mahinmi, 5 |  | Bankers Life Fieldhouse, Indianapolis, Indiana Affluence : 18 165 Arbitres : Dan Crawford, Ron Garretson, Bill Spooner | TNT |

| 26 avril 2016 18:00 EDT | Report | Pacers de l'Indiana 99, Raptors de Toronto 102    | Pacers de l'Indiana 99, Raptors de Toronto 102 | Pacers de l'Indiana 99, Raptors de Toronto 102      |  | Centre Air Canada, Toronto, Ontario Affluence : 19 800 Arbitres : Marc Davis, Bill Kennedy, Zach Zarba | TNT |
| 26 avril 2016 18:00 EDT | Report | Score par quart-temps : 35-20, 26-32, 29-25, 9-25 |                                                |                                                     |  | Centre Air Canada, Toronto, Ontario Affluence : 19 800 Arbitres : Marc Davis, Bill Kennedy, Zach Zarba | TNT |
| 26 avril 2016 18:00 EDT | Report | Score par mi-temps : 61-52, 38-50                 |                                                |                                                     |  | Centre Air Canada, Toronto, Ontario Affluence : 19 800 Arbitres : Marc Davis, Bill Kennedy, Zach Zarba | TNT |
| 26 avril 2016 18:00 EDT | Report | Paul George, 39 George, Turner, 8 Paul George, 8  | Points Rebonds Passes d.                       | DeMar DeRozan, 34 Bismack Biyombo, 16 Kyle Lowry, 5 |  | Centre Air Canada, Toronto, Ontario Affluence : 19 800 Arbitres : Marc Davis, Bill Kennedy, Zach Zarba | TNT |

| 29 avril 2016 19:30 EDT | Report | Raptors de Toronto 83, Pacers de l'Indiana 101         | Raptors de Toronto 83, Pacers de l'Indiana 101 | Raptors de Toronto 83, Pacers de l'Indiana 101 |  | Bankers Life Fieldhouse, Indianapolis, Indiana Arbitres : Mike Callahan, Kane Fitzgerald, John Goble | ESPN NBA TV |
| 29 avril 2016 19:30 EDT | Report | Score par quart-temps : 22-20, 22-20, 20-31, 19-30     |                                                |                                                |  | Bankers Life Fieldhouse, Indianapolis, Indiana Arbitres : Mike Callahan, Kane Fitzgerald, John Goble | ESPN NBA TV |
| 29 avril 2016 19:30 EDT | Report | Score par mi-temps : 44-40, 39-61                      |                                                |                                                |  | Bankers Life Fieldhouse, Indianapolis, Indiana Arbitres : Mike Callahan, Kane Fitzgerald, John Goble | ESPN NBA TV |
| 29 avril 2016 19:30 EDT | Report | Carroll, Joseph, 15 Bismack Biyombo, 10 Kyle Lowry, 10 | Points Rebonds Passes d.                       | Paul George, 21 Paul George, 11 Paul George, 6 |  | Bankers Life Fieldhouse, Indianapolis, Indiana Arbitres : Mike Callahan, Kane Fitzgerald, John Goble | ESPN NBA TV |

| 1er mai 2016 20:00 EDT | Report | Pacers de l'Indiana 84, Raptors de Toronto 89      | Pacers de l'Indiana 84, Raptors de Toronto 89 | Pacers de l'Indiana 84, Raptors de Toronto 89         |  | Centre Air Canada, Toronto, Ontario Affluence : 20 669 Arbitres : Dan Crawford, Ron Garretson, Bill Spooner | TNT |
| 1er mai 2016 20:00 EDT | Report | Score par quart-temps : 23-28, 21-22, 20-28, 20-11 |                                               |                                                       |  | Centre Air Canada, Toronto, Ontario Affluence : 20 669 Arbitres : Dan Crawford, Ron Garretson, Bill Spooner | TNT |
| 1er mai 2016 20:00 EDT | Report | Score par mi-temps : 44-50, 40-39                  |                                               |                                                       |  | Centre Air Canada, Toronto, Ontario Affluence : 20 669 Arbitres : Dan Crawford, Ron Garretson, Bill Spooner | TNT |
| 1er mai 2016 20:00 EDT | Report | Paul George, 26 Paul George, 12 Monta Ellis, 7     | Points Rebonds Passes d.                      | DeMar DeRozan, 30 Jonas Valančiūnas, 15 Kyle Lowry, 9 |  | Centre Air Canada, Toronto, Ontario Affluence : 20 669 Arbitres : Dan Crawford, Ron Garretson, Bill Spooner | TNT |
| 1er mai 2016 20:00 EDT | Report | Toronto remporte la série 4 à 3.                   |                                               |                                                       |  | Centre Air Canada, Toronto, Ontario Affluence : 20 669 Arbitres : Dan Crawford, Ron Garretson, Bill Spooner | TNT |

Matchs de saison régulière
Toronto gagne la série 3 à 1.
| 28 octobre 2015 | Rapport | Pacers de l'Indiana 99, Raptors de Toronto 106 | Pacers de l'Indiana 99, Raptors de Toronto 106 | Pacers de l'Indiana 99, Raptors de Toronto 106 |  | Centre Air Canada, Toronto, Ontario |

| 14 décembre 2016 | Rapport | Raptors de Toronto 90, Pacers de l'Indiana 106 | Raptors de Toronto 90, Pacers de l'Indiana 106 | Raptors de Toronto 90, Pacers de l'Indiana 106 |  | Bankers Life Fieldhouse, Indianapolis, Indiana |

| 17 mars 2016 | Rapport | Raptors de Toronto 101, Pacers de l'Indiana 94 | Raptors de Toronto 101, Pacers de l'Indiana 94 | Raptors de Toronto 101, Pacers de l'Indiana 94 | OT | Bankers Life Fieldhouse, Indianapolis, Indiana |

| 8 avril 2016 | Rapport | Pacers de l'Indiana 98, Raptors de Toronto 111 | Pacers de l'Indiana 98, Raptors de Toronto 111 | Pacers de l'Indiana 98, Raptors de Toronto 111 |  | Centre Air Canada, Toronto, Ontario |

C'est la première fois que ces deux équipes se rencontrent en Playoffs.

##### (3)Heat de Miamivs.Hornets de Charlotte(6)
| 17 avril 2016 17:30 EDT | Report | Hornets de Charlotte 91, Heat de Miami 123         | Hornets de Charlotte 91, Heat de Miami 123 | Hornets de Charlotte 91, Heat de Miami 123          |  | American Airlines Arena, Miami, Floride Affluence : 19 600 Arbitres : Ken Mauer, Sean Corbin, Ed Malloy | TNT |
| 17 avril 2016 17:30 EDT | Report | Score par quart-temps : 22-41, 28-26, 24-30, 17-26 |                                            |                                                     |  | American Airlines Arena, Miami, Floride Affluence : 19 600 Arbitres : Ken Mauer, Sean Corbin, Ed Malloy | TNT |
| 17 avril 2016 17:30 EDT | Report | Score par mi-temps : 50-67, 41-56                  |                                            |                                                     |  | American Airlines Arena, Miami, Floride Affluence : 19 600 Arbitres : Ken Mauer, Sean Corbin, Ed Malloy | TNT |
| 17 avril 2016 17:30 EDT | Report | Nicolas Batum, 24 Cody Zeller, 7 Jeremy Lin, 3     | Points Rebonds Passes d.                   | Luol Deng, 31 Hassan Whiteside, 11 Goran Dragić, 10 |  | American Airlines Arena, Miami, Floride Affluence : 19 600 Arbitres : Ken Mauer, Sean Corbin, Ed Malloy | TNT |

| 20 avril 2016 19:00 EDT | Report | Hornets de Charlotte 103, Heat de Miami 115           | Hornets de Charlotte 103, Heat de Miami 115 | Hornets de Charlotte 103, Heat de Miami 115          |  | American Airlines Arena, Miami, Floride Affluence : 19 650 Arbitres : Marc Davis, Courtney Kirkland, Bill Spooner | NBA TV |
| 20 avril 2016 19:00 EDT | Report | Score par quart-temps : 29-29, 31-43, 18-19, 25-24    |                                             |                                                      |  | American Airlines Arena, Miami, Floride Affluence : 19 650 Arbitres : Marc Davis, Courtney Kirkland, Bill Spooner | NBA TV |
| 20 avril 2016 19:00 EDT | Report | Score par mi-temps : 60-72, 43-43                     |                                             |                                                      |  | American Airlines Arena, Miami, Floride Affluence : 19 650 Arbitres : Marc Davis, Courtney Kirkland, Bill Spooner | NBA TV |
| 20 avril 2016 19:00 EDT | Report | Kemba Walker, 29 Batum, Jefferson, 7 Walker, Batum, 3 | Points Rebonds Passes d.                    | Dwyane Wade, 28 Hassan Whiteside, 13 Dwyane Wade, 13 |  | American Airlines Arena, Miami, Floride Affluence : 19 650 Arbitres : Marc Davis, Courtney Kirkland, Bill Spooner | NBA TV |

| 23 avril 2016 17:30 EDT | Report | Heat de Miami 80, Hornets de Charlotte 96          | Heat de Miami 80, Hornets de Charlotte 96 | Heat de Miami 80, Hornets de Charlotte 96          |  | Time Warner Cable Arena, Charlotte, Caroline du Nord Affluence : 19 604 Arbitres : Mike Callahan, James Williams, Sean Wright | TNT |
| 23 avril 2016 17:30 EDT | Report | Score par quart-temps : 28-29, 16-20, 14-26, 22-21 |                                           |                                                    |  | Time Warner Cable Arena, Charlotte, Caroline du Nord Affluence : 19 604 Arbitres : Mike Callahan, James Williams, Sean Wright | TNT |
| 23 avril 2016 17:30 EDT | Report | Score par mi-temps : 44-49, 36-47                  |                                           |                                                    |  | Time Warner Cable Arena, Charlotte, Caroline du Nord Affluence : 19 604 Arbitres : Mike Callahan, James Williams, Sean Wright | TNT |
| 23 avril 2016 17:30 EDT | Report | Luol Deng, 19 Hassan Whiteside, 18 Goran Dragic, 4 | Points Rebonds Passes d.                  | Jeremy Lin, 18 Marvin Williams, 14 Kemba Walker, 7 |  | Time Warner Cable Arena, Charlotte, Caroline du Nord Affluence : 19 604 Arbitres : Mike Callahan, James Williams, Sean Wright | TNT |

| 25 avril 2016 19:00 EDT | Report | Heat de Miami 85, Hornets de Charlotte 89          | Heat de Miami 85, Hornets de Charlotte 89 | Heat de Miami 85, Hornets de Charlotte 89           |  | Time Warner Cable Arena, Charlotte, Caroline du Nord Affluence : 19 607 Arbitres : Ken Mauer, Brian Forte, Ed Malloy | NBA TV |
| 25 avril 2016 19:00 EDT | Report | Score par quart-temps : 26-19, 13-29, 22-21, 24-20 |                                           |                                                     |  | Time Warner Cable Arena, Charlotte, Caroline du Nord Affluence : 19 607 Arbitres : Ken Mauer, Brian Forte, Ed Malloy | NBA TV |
| 25 avril 2016 19:00 EDT | Report | Score par mi-temps : 39-48, 46-41                  |                                           |                                                     |  | Time Warner Cable Arena, Charlotte, Caroline du Nord Affluence : 19 607 Arbitres : Ken Mauer, Brian Forte, Ed Malloy | NBA TV |
| 25 avril 2016 19:00 EDT | Report | Joe Johnson, 16 4 joueurs, 7 Dwyane Wade, 10       | Points Rebonds Passes d.                  | Kemba Walker, 34 Spencer Hawes, 8 Jefferson, Lin, 3 |  | Time Warner Cable Arena, Charlotte, Caroline du Nord Affluence : 19 607 Arbitres : Ken Mauer, Brian Forte, Ed Malloy | NBA TV |

| 27 avril 2016 20:00 EDT | Report | Hornets de Charlotte 90, Heat de Miami 88            | Hornets de Charlotte 90, Heat de Miami 88 | Hornets de Charlotte 90, Heat de Miami 88           |  | American Airlines Arena, Miami, Floride Affluence : 19 685 Arbitres : Derrick Stafford, Kane Fitzgerald, Jason Phillips | TNT |
| 27 avril 2016 20:00 EDT | Report | Score par quart-temps : 28-25, 21-22, 16-24, 25-17   |                                           |                                                     |  | American Airlines Arena, Miami, Floride Affluence : 19 685 Arbitres : Derrick Stafford, Kane Fitzgerald, Jason Phillips | TNT |
| 27 avril 2016 20:00 EDT | Report | Score par mi-temps : 49-47, 41-41                    |                                           |                                                     |  | American Airlines Arena, Miami, Floride Affluence : 19 685 Arbitres : Derrick Stafford, Kane Fitzgerald, Jason Phillips | TNT |
| 27 avril 2016 20:00 EDT | Report | Marvin Williams, 17 Marvin Williams, 8 Jeremy Lin, 7 | Points Rebonds Passes d.                  | Dwyane Wade, 25 Hassan Whiteside, 12 Dwyane Wade, 4 |  | American Airlines Arena, Miami, Floride Affluence : 19 685 Arbitres : Derrick Stafford, Kane Fitzgerald, Jason Phillips | TNT |

| 29 avril 2016 20:00 EDT | Report | Heat de Miami 97, Hornets de Charlotte 90                    | Heat de Miami 97, Hornets de Charlotte 90 | Heat de Miami 97, Hornets de Charlotte 90        |  | Time Warner Cable Arena, Charlotte, Caroline du Nord Affluence : 19 636 Arbitres : Monty McCutchen, Bill Spooner, Tom Washington | ESPN |
| 29 avril 2016 20:00 EDT | Report | Score par quart-temps : 27-24, 32-26, 16-20, 22-20           |                                           |                                                  |  | Time Warner Cable Arena, Charlotte, Caroline du Nord Affluence : 19 636 Arbitres : Monty McCutchen, Bill Spooner, Tom Washington | ESPN |
| 29 avril 2016 20:00 EDT | Report | Score par mi-temps : 59-50, 38-40                            |                                           |                                                  |  | Time Warner Cable Arena, Charlotte, Caroline du Nord Affluence : 19 636 Arbitres : Monty McCutchen, Bill Spooner, Tom Washington | ESPN |
| 29 avril 2016 20:00 EDT | Report | Dwyane Wade, 23 Dragić, Haslem, Whiteside, 7 Dwyande Wade, 4 | Points Rebonds Passes d.                  | Kemba Walker, 37 Al Jefferson, 9 Kemba Walker, 5 |  | Time Warner Cable Arena, Charlotte, Caroline du Nord Affluence : 19 636 Arbitres : Monty McCutchen, Bill Spooner, Tom Washington | ESPN |

| 1er mai 2016 13:00 EDT | Report | Hornets de Charlotte 73, Heat de Miami 106         | Hornets de Charlotte 73, Heat de Miami 106 | Hornets de Charlotte 73, Heat de Miami 106                     |  | American Airlines Arena, Miami, Floride Affluence : 19 868 Arbitres : Mike Callahan, Bill Kennedy, Ed Malloy | ABC |
| 1er mai 2016 13:00 EDT | Report | Score par quart-temps : 18-29, 24-25, 11-29, 20-23 |                                            |                                                                |  | American Airlines Arena, Miami, Floride Affluence : 19 868 Arbitres : Mike Callahan, Bill Kennedy, Ed Malloy | ABC |
| 1er mai 2016 13:00 EDT | Report | Score par mi-temps : 42-54, 31-52                  |                                            |                                                                |  | American Airlines Arena, Miami, Floride Affluence : 19 868 Arbitres : Mike Callahan, Bill Kennedy, Ed Malloy | ABC |
| 1er mai 2016 13:00 EDT | Report | Frank Kaminsky, 12 Cody Zeller, 7 Kemba Walker, 6  | Points Rebonds Passes d.                   | Goran Dragić, 25 Hassan Whiteside, 12 Deng, Dragić, Johnson, 4 |  | American Airlines Arena, Miami, Floride Affluence : 19 868 Arbitres : Mike Callahan, Bill Kennedy, Ed Malloy | ABC |
| 1er mai 2016 13:00 EDT | Report | Miami remporte la série 4 à 3.                     |                                            |                                                                |  | American Airlines Arena, Miami, Floride Affluence : 19 868 Arbitres : Mike Callahan, Bill Kennedy, Ed Malloy | ABC |

Matchs de saison régulière
Égalité dans la série 2 à 2.
| 28 octobre 2015 | Rapport | Hornets de Charlotte 94, Heat de Miami 104 | Hornets de Charlotte 94, Heat de Miami 104 | Hornets de Charlotte 94, Heat de Miami 104 |  | American Airlines Arena, Miami, Floride |

| 9 décembre 2015 | Rapport | Heat de Miami 81, Hornets de Charlotte 99 | Heat de Miami 81, Hornets de Charlotte 99 | Heat de Miami 81, Hornets de Charlotte 99 |  | Time Warner Cable Arena, Charlotte, Caroline du Nord |

| 5 février 2016 | Rapport | Heat de Miami 98, Hornets de Charlotte 95 | Heat de Miami 98, Hornets de Charlotte 95 | Heat de Miami 98, Hornets de Charlotte 95 |  | Time Warner Cable Arena, Charlotte, Caroline du Nord |

| 17 mars 2016 | Rapport | Hornets de Charlotte 109, Heat de Miami 106 | Hornets de Charlotte 109, Heat de Miami 106 | Hornets de Charlotte 109, Heat de Miami 106 |  | American Airlines Arena, Miami, Floride |

Dernière rencontre en playoffsPremier tour de conférence Est 2014 (Miami gagne 4-0).

##### (4)Hawks d'Atlantavs.Celtics de Boston(5)
| 16 avril 2016 19:00 EDT | Report | Celtics de Boston 101, Hawks d'Atlanta 102         | Celtics de Boston 101, Hawks d'Atlanta 102 | Celtics de Boston 101, Hawks d'Atlanta 102    |  | Philips Arena, Atlanta, Géorgie Affluence : 18 980 Arbitres : James Capers, Derrick Collins, Rodney Mott | ESPN |
| 16 avril 2016 19:00 EDT | Report | Score par quart-temps : 19-30, 15-21, 31-21, 36-30 |                                            |                                               |  | Philips Arena, Atlanta, Géorgie Affluence : 18 980 Arbitres : James Capers, Derrick Collins, Rodney Mott | ESPN |
| 16 avril 2016 19:00 EDT | Report | Score par mi-temps : 34-51, 67-51                  |                                            |                                               |  | Philips Arena, Atlanta, Géorgie Affluence : 18 980 Arbitres : James Capers, Derrick Collins, Rodney Mott | ESPN |
| 16 avril 2016 19:00 EDT | Report | Isaiah Thomas, 27 Jae Crowder, 10 Isaiah Thomas, 8 | Points Rebonds Passes d.                   | Al Horford, 24 Al Horford, 12 Jeff Teague, 12 |  | Philips Arena, Atlanta, Géorgie Affluence : 18 980 Arbitres : James Capers, Derrick Collins, Rodney Mott | ESPN |

| 19 avril 2016 19:00 EDT | Report | Celtics de Boston 72, Hawks d'Atlanta 89                    | Celtics de Boston 72, Hawks d'Atlanta 89 | Celtics de Boston 72, Hawks d'Atlanta 89            |  | Philips Arena, Atlanta, Géorgie Affluence : 18 972 Arbitres : Scott Foster, Tony Brothers, Josh Tiven | TNT |
| 19 avril 2016 19:00 EDT | Report | Score par quart-temps : 7-24, 21-19, 18-18, 26-28           |                                          |                                                     |  | Philips Arena, Atlanta, Géorgie Affluence : 18 972 Arbitres : Scott Foster, Tony Brothers, Josh Tiven | TNT |
| 19 avril 2016 19:00 EDT | Report | Score par mi-temps : 28-43, 44-46                           |                                          |                                                     |  | Philips Arena, Atlanta, Géorgie Affluence : 18 972 Arbitres : Scott Foster, Tony Brothers, Josh Tiven | TNT |
| 19 avril 2016 19:00 EDT | Report | Isaiah Thomas, 16 Amir Johnson, 8 Crowder, Smart, Turner, 3 | Points Rebonds Passes d.                 | Horford, Korver, 17 Kent Bazemore, 9 Jeff Teague, 6 |  | Philips Arena, Atlanta, Géorgie Affluence : 18 972 Arbitres : Scott Foster, Tony Brothers, Josh Tiven | TNT |

| 22 avril 2016 20:00 EDT | Report | Hawks d'Atlanta 103, Celtics de Boston 111         | Hawks d'Atlanta 103, Celtics de Boston 111 | Hawks d'Atlanta 103, Celtics de Boston 111         |  | TD Garden, Boston, Massachusetts Affluence : 18 624 Arbitres : Marc Davis, Eric Lewis, Zach Zarba | ESPN2 |
| 22 avril 2016 20:00 EDT | Report | Score par quart-temps : 20-37, 25-20, 33-23, 25-32 |                                            |                                                    |  | TD Garden, Boston, Massachusetts Affluence : 18 624 Arbitres : Marc Davis, Eric Lewis, Zach Zarba | ESPN2 |
| 22 avril 2016 20:00 EDT | Report | Score par mi-temps : 45-57, 58-55                  |                                            |                                                    |  | TD Garden, Boston, Massachusetts Affluence : 18 624 Arbitres : Marc Davis, Eric Lewis, Zach Zarba | ESPN2 |
| 22 avril 2016 20:00 EDT | Report | Jeff Teague, 23 Al Horford, 13 Al Horford, 6       | Points Rebonds Passes d.                   | Isaiah Thomas, 42 Jonas Jerebko, 12 Evan Turner, 7 |  | TD Garden, Boston, Massachusetts Affluence : 18 624 Arbitres : Marc Davis, Eric Lewis, Zach Zarba | ESPN2 |

| 24 avril 2016 18:00 EDT | Report | Hawks d'Atlanta 95, Celtics de Boston 104                     | Hawks d'Atlanta 95, Celtics de Boston 104 | Hawks d'Atlanta 95, Celtics de Boston 104             | OT | TD Garden, Boston, Massachusetts Affluence : 18 624 Arbitres : Monty McCutchen, Bennie Adams, Jason Phillips | TNT |
| 24 avril 2016 18:00 EDT | Report | Score par quart-temps : 21-24, 27-22, 25-24, 19-22, OT : 3-12 |                                           |                                                       | OT | TD Garden, Boston, Massachusetts Affluence : 18 624 Arbitres : Monty McCutchen, Bennie Adams, Jason Phillips | TNT |
| 24 avril 2016 18:00 EDT | Report | Score par mi-temps : 48-46, 47-58                             |                                           |                                                       | OT | TD Garden, Boston, Massachusetts Affluence : 18 624 Arbitres : Monty McCutchen, Bennie Adams, Jason Phillips | TNT |
| 24 avril 2016 18:00 EDT | Report | Paul Millsap, 45 Paul Millsap, 13 Horford, Teague, 5          | Points Rebonds Passes d.                  | Isaiah Thomas, 28 Jonas Jerebko, 10 Thomas, Turner, 6 | OT | TD Garden, Boston, Massachusetts Affluence : 18 624 Arbitres : Monty McCutchen, Bennie Adams, Jason Phillips | TNT |

| 26 avril 2016 20:30 EDT | Report | Celtics de Boston 83, Hawks d'Atlanta 110          | Celtics de Boston 83, Hawks d'Atlanta 110 | Celtics de Boston 83, Hawks d'Atlanta 110                |  | Philips Arena, Atlanta, Géorgie Affluence : 18 987 Arbitres : Mike Callahan, Pat Fraher, John Goble | TNT |
| 26 avril 2016 20:30 EDT | Report | Score par quart-temps : 20-15, 19-32, 23-42, 21-21 |                                           |                                                          |  | Philips Arena, Atlanta, Géorgie Affluence : 18 987 Arbitres : Mike Callahan, Pat Fraher, John Goble | TNT |
| 26 avril 2016 20:30 EDT | Report | Score par mi-temps : 39-47, 44-63                  |                                           |                                                          |  | Philips Arena, Atlanta, Géorgie Affluence : 18 987 Arbitres : Mike Callahan, Pat Fraher, John Goble | TNT |
| 26 avril 2016 20:30 EDT | Report | Evan Turner, 15 Jonas Jerebko, 8 Terry Rozier, 4   | Points Rebonds Passes d.                  | Mike Scott, 17 Horford, Millsap, 8 Millsap, Sefolosha, 6 |  | Philips Arena, Atlanta, Géorgie Affluence : 18 987 Arbitres : Mike Callahan, Pat Fraher, John Goble | TNT |

| 28 avril 2016 20:00 EDT | Report | Hawks d'Atlanta 104, Celtics de Boston 92          | Hawks d'Atlanta 104, Celtics de Boston 92 | Hawks d'Atlanta 104, Celtics de Boston 92            |  | TD Garden, Boston, Massachusetts Affluence : 18 624 Arbitres : Scott Foster, Tony Brothers, James Williams | TNT |
| 28 avril 2016 20:00 EDT | Report | Score par quart-temps : 20-17, 21-16, 39-26, 24-33 |                                           |                                                      |  | TD Garden, Boston, Massachusetts Affluence : 18 624 Arbitres : Scott Foster, Tony Brothers, James Williams | TNT |
| 28 avril 2016 20:00 EDT | Report | Score par mi-temps : 41-33, 63-59                  |                                           |                                                      |  | TD Garden, Boston, Massachusetts Affluence : 18 624 Arbitres : Scott Foster, Tony Brothers, James Williams | TNT |
| 28 avril 2016 20:00 EDT | Report | Paul Millsap, 17 Kyle Korver, 9 Dennis Schröder, 8 | Points Rebonds Passes d.                  | Isaiah Thomas, 25 Smart, Turner, 7 Isaiah Thomas, 10 |  | TD Garden, Boston, Massachusetts Affluence : 18 624 Arbitres : Scott Foster, Tony Brothers, James Williams | TNT |
| 28 avril 2016 20:00 EDT | Report | Atlanta remporte la série 4 à 2.                   |                                           |                                                      |  | TD Garden, Boston, Massachusetts Affluence : 18 624 Arbitres : Scott Foster, Tony Brothers, James Williams | TNT |

Matchs de saison régulière
Atlanta gagne la série 3 à 1.
| 13 novembre 2015 | Rapport | Hawks d'Atlanta 93, Celtics de Boston 106 | Hawks d'Atlanta 93, Celtics de Boston 106 | Hawks d'Atlanta 93, Celtics de Boston 106 |  | TD Garden, Boston, Massachusetts |

| 24 novembre 2015 | Rapport | Celtics de Boston 97, Hawks d'Atlanta 121 | Celtics de Boston 97, Hawks d'Atlanta 121 | Celtics de Boston 97, Hawks d'Atlanta 121 |  | Philips Arena, Atlanta, Géorgie |

| 18 décembre 2015 | Rapport | Hawks d'Atlanta 109, Celtics de Boston 101 | Hawks d'Atlanta 109, Celtics de Boston 101 | Hawks d'Atlanta 109, Celtics de Boston 101 |  | TD Garden, Boston, Massachusetts |

| 9 avril 2016 | Rapport | Celtics de Boston 107, Hawks d'Atlanta 118 | Celtics de Boston 107, Hawks d'Atlanta 118 | Celtics de Boston 107, Hawks d'Atlanta 118 |  | Philips Arena, Atlanta, Géorgie |

Dernière rencontre en playoffsPremier tour de conférence Est 2012 (Boston gagne 4-2).

#### Demi-finales de conférence

##### (1)Cavaliers de Clevelandvs.Hawks d'Atlanta(4)
| 2 mai 2016 19:00 EDT | Report | Hawks d'Atlanta 93, Cavaliers de Cleveland 104          | Hawks d'Atlanta 93, Cavaliers de Cleveland 104 | Hawks d'Atlanta 93, Cavaliers de Cleveland 104        |  | Quicken Loans Arena, Cleveland, Ohio Affluence : 20 562 Arbitres : Scott Foster, Eric Lewis, Zach Zarba | TNT |
| 2 mai 2016 19:00 EDT | Report | Score par quart-temps : 19-30, 22-21, 29-23, 23-30      |                                                |                                                       |  | Quicken Loans Arena, Cleveland, Ohio Affluence : 20 562 Arbitres : Scott Foster, Eric Lewis, Zach Zarba | TNT |
| 2 mai 2016 19:00 EDT | Report | Score par mi-temps : 41-51, 52-53                       |                                                |                                                       |  | Quicken Loans Arena, Cleveland, Ohio Affluence : 20 562 Arbitres : Scott Foster, Eric Lewis, Zach Zarba | TNT |
| 2 mai 2016 19:00 EDT | Report | Dennis Schröder, 27 Paul Millsap, 13 Dennis Schröder, 6 | Points Rebonds Passes d.                       | LeBron James, 25 Tristan Thompson, 14 LeBron James, 9 |  | Quicken Loans Arena, Cleveland, Ohio Affluence : 20 562 Arbitres : Scott Foster, Eric Lewis, Zach Zarba | TNT |

| 4 mai 2016 20:00 EDT | Report | Hawks d'Atlanta 98, Cavaliers de Cleveland 123     | Hawks d'Atlanta 98, Cavaliers de Cleveland 123 | Hawks d'Atlanta 98, Cavaliers de Cleveland 123         |  | Quicken Loans Arena, Cleveland, Ohio Affluence : 20 562 Arbitres : Mike Callahan, Rodney Mott, Sean Wright | TNT |
| 4 mai 2016 20:00 EDT | Report | Score par quart-temps : 20-35, 18-39, 32-32, 28-17 |                                                |                                                        |  | Quicken Loans Arena, Cleveland, Ohio Affluence : 20 562 Arbitres : Mike Callahan, Rodney Mott, Sean Wright | TNT |
| 4 mai 2016 20:00 EDT | Report | Score par mi-temps : 38-74, 60-49                  |                                                |                                                        |  | Quicken Loans Arena, Cleveland, Ohio Affluence : 20 562 Arbitres : Mike Callahan, Rodney Mott, Sean Wright | TNT |
| 4 mai 2016 20:00 EDT | Report | Paul Millsap, 16 Paul Millsap, 11 Jeff Teague, 6   | Points Rebonds Passes d.                       | LeBron James, 27 Kevin Love, 13 Dellavedova, Irving, 6 |  | Quicken Loans Arena, Cleveland, Ohio Affluence : 20 562 Arbitres : Mike Callahan, Rodney Mott, Sean Wright | TNT |

| 6 mai 2016 19:00 EDT | Report | Cavaliers de Cleveland 121, Hawks d'Atlanta 108    | Cavaliers de Cleveland 121, Hawks d'Atlanta 108 | Cavaliers de Cleveland 121, Hawks d'Atlanta 108 |  | Philips Arena, Atlanta, Géorgie Affluence : 19 089 Arbitres : Dan Crawford, Tony Brothers, Ron Garretson | ESPN |
| 6 mai 2016 19:00 EDT | Report | Score par quart-temps : 31-28, 24-35, 30-28, 36-17 |                                                 |                                                 |  | Philips Arena, Atlanta, Géorgie Affluence : 19 089 Arbitres : Dan Crawford, Tony Brothers, Ron Garretson | ESPN |
| 6 mai 2016 19:00 EDT | Report | Score par mi-temps : 55-63, 66-45                  |                                                 |                                                 |  | Philips Arena, Atlanta, Géorgie Affluence : 19 089 Arbitres : Dan Crawford, Tony Brothers, Ron Garretson | ESPN |
| 6 mai 2016 19:00 EDT | Report | Channing Frye, 27 Kevin Love, 15 LeBron James, 8   | Points Rebonds Passes d.                        | Al Horford, 24 Paul Millsap, 8 Jeff Teague, 14  |  | Philips Arena, Atlanta, Géorgie Affluence : 19 089 Arbitres : Dan Crawford, Tony Brothers, Ron Garretson | ESPN |

| 8 mai 2016 15:30 EDT | Report | Cavaliers de Cleveland 100, Hawks d'Atlanta 99     | Cavaliers de Cleveland 100, Hawks d'Atlanta 99 | Cavaliers de Cleveland 100, Hawks d'Atlanta 99         |  | Philips Arena, Atlanta, Géorgie Affluence : 19 031 Arbitres : Marc Davis, Bennie Adams, Jason Phillips | ABC |
| 8 mai 2016 15:30 EDT | Report | Score par quart-temps : 27-36, 29-22, 25-19, 19-22 |                                                |                                                        |  | Philips Arena, Atlanta, Géorgie Affluence : 19 031 Arbitres : Marc Davis, Bennie Adams, Jason Phillips | ABC |
| 8 mai 2016 15:30 EDT | Report | Score par mi-temps : 56-58, 44-41                  |                                                |                                                        |  | Philips Arena, Atlanta, Géorgie Affluence : 19 031 Arbitres : Marc Davis, Bennie Adams, Jason Phillips | ABC |
| 8 mai 2016 15:30 EDT | Report | Kevin Love, 27 Kevin Love, 13 LeBron James, 9      | Points Rebonds Passes d.                       | Dennis Schröder, 21 Paul Millsap, 9 Dennis Schröder, 6 |  | Philips Arena, Atlanta, Géorgie Affluence : 19 031 Arbitres : Marc Davis, Bennie Adams, Jason Phillips | ABC |
| 8 mai 2016 15:30 EDT | Report | Cleveland remporte la série 4 à 0.                 |                                                |                                                        |  | Philips Arena, Atlanta, Géorgie Affluence : 19 031 Arbitres : Marc Davis, Bennie Adams, Jason Phillips | ABC |

Matchs de saison régulière
Cleveland gagne la série 3 à 0.
| 21 novembre 2015 | Rapport | Hawks d'Atlanta 97, Cavaliers de Cleveland 109 | Hawks d'Atlanta 97, Cavaliers de Cleveland 109 | Hawks d'Atlanta 97, Cavaliers de Cleveland 109 |  | Quicken Loans Arena, Cleveland, Ohio |

| 1er avril 2016 | Rapport | Cavaliers de Cleveland 110, Hawks d'Atlanta 108 | Cavaliers de Cleveland 110, Hawks d'Atlanta 108 | Cavaliers de Cleveland 110, Hawks d'Atlanta 108 | OT | Philips Arena, Atlanta, Géorgie |

| 11 avril 2016 | Rapport | Hawks d'Atlanta 94, Cavaliers de Cleveland 109 | Hawks d'Atlanta 94, Cavaliers de Cleveland 109 | Hawks d'Atlanta 94, Cavaliers de Cleveland 109 |  | Quicken Loans Arena, Cleveland, Ohio |

Dernière rencontre en playoffsFinale de conférence Est 2015 (Cleveland gagne 4-0).

##### (2)Raptors de Torontovs.Heat de Miami(3)
| 3 mai 2016 20:00 EDT | Report | Heat de Miami 102, Raptors de Toronto 96                      | Heat de Miami 102, Raptors de Toronto 96 | Heat de Miami 102, Raptors de Toronto 96                  | OT | Centre Air Canada, Toronto, Ontario Affluence : 19 800 Arbitres : Monty McCutchen, Jason Phillips, Josh Tiven | TNT |
| 3 mai 2016 20:00 EDT | Report | Score par quart-temps : 18-18, 23-25, 27-20, 22-27, OT : 12-6 |                                          |                                                           | OT | Centre Air Canada, Toronto, Ontario Affluence : 19 800 Arbitres : Monty McCutchen, Jason Phillips, Josh Tiven | TNT |
| 3 mai 2016 20:00 EDT | Report | Score par mi-temps : 41-43, 61-53                             |                                          |                                                           | OT | Centre Air Canada, Toronto, Ontario Affluence : 19 800 Arbitres : Monty McCutchen, Jason Phillips, Josh Tiven | TNT |
| 3 mai 2016 20:00 EDT | Report | Goran Dragić, 26 Hassan Whiteside, 17 Dwyane Wade, 4          | Points Rebonds Passes d.                 | Jonas Valančiūnas, 24 Jonas Valančiūnas, 14 Kyle Lowry, 6 | OT | Centre Air Canada, Toronto, Ontario Affluence : 19 800 Arbitres : Monty McCutchen, Jason Phillips, Josh Tiven | TNT |

| 5 mai 2016 20:00 EDT | Report | Heat de Miami 92, Raptors de Toronto 96                       | Heat de Miami 92, Raptors de Toronto 96 | Heat de Miami 92, Raptors de Toronto 96                 | OT | Centre Air Canada, Toronto, Ontario Affluence : 20 906 Arbitres : Ken Mauer, Derrick Collins, John Goble | ESPN |
| 5 mai 2016 20:00 EDT | Report | Score par quart-temps : 19-29, 22-19, 24-15, 21-23, OT : 6-10 |                                         |                                                         | OT | Centre Air Canada, Toronto, Ontario Affluence : 20 906 Arbitres : Ken Mauer, Derrick Collins, John Goble | ESPN |
| 5 mai 2016 20:00 EDT | Report | Score par mi-temps : 41-48, 51-48                             |                                         |                                                         | OT | Centre Air Canada, Toronto, Ontario Affluence : 20 906 Arbitres : Ken Mauer, Derrick Collins, John Goble | ESPN |
| 5 mai 2016 20:00 EDT | Report | Goran Dragić, 20 Hassan Whiteside, 13 Dragić, Johnson, 4      | Points Rebonds Passes d.                | DeMarre Carroll, 21 Jonas Valančiūnas, 12 Kyle Lowry, 6 | OT | Centre Air Canada, Toronto, Ontario Affluence : 20 906 Arbitres : Ken Mauer, Derrick Collins, John Goble | ESPN |

| 7 mai 2016 17:00 EDT | Report | Raptors de Toronto 95, Heat de Miami 91               | Raptors de Toronto 95, Heat de Miami 91 | Raptors de Toronto 95, Heat de Miami 91       |  | American Airlines Arena, Miami, Floride Affluence : 19 675 Arbitres : James Capers, Kane Fitzgerald, Ed Malloy | ESPN |
| 7 mai 2016 17:00 EDT | Report | Score par quart-temps : 23-19, 26-21, 19-28, 27-23    |                                         |                                               |  | American Airlines Arena, Miami, Floride Affluence : 19 675 Arbitres : James Capers, Kane Fitzgerald, Ed Malloy | ESPN |
| 7 mai 2016 17:00 EDT | Report | Score par mi-temps : 49-40, 46-51                     |                                         |                                               |  | American Airlines Arena, Miami, Floride Affluence : 19 675 Arbitres : James Capers, Kane Fitzgerald, Ed Malloy | ESPN |
| 7 mai 2016 17:00 EDT | Report | Kyle Lowry, 33 Jonas Valančiūnas, 12 DeMar DeRozan, 5 | Points Rebonds Passes d.                | Dwyane Wade, 38 Dwyane Wade, 8 Dwyane Wade, 4 |  | American Airlines Arena, Miami, Floride Affluence : 19 675 Arbitres : James Capers, Kane Fitzgerald, Ed Malloy | ESPN |

| 9 mai 2016 20:00 EDT | Report | Raptors de Toronto 87, Heat de Miami 94                       | Raptors de Toronto 87, Heat de Miami 94 | Raptors de Toronto 87, Heat de Miami 94      | OT | American Airlines Arena, Miami, Floride Affluence : 19 600 Arbitres : Mike Callahan, Brian Forte, Bill Kennedy | TNT |
| 9 mai 2016 20:00 EDT | Report | Score par quart-temps : 21-25, 14-19, 27-16, 21-23, OT : 4-11 |                                         |                                              | OT | American Airlines Arena, Miami, Floride Affluence : 19 600 Arbitres : Mike Callahan, Brian Forte, Bill Kennedy | TNT |
| 9 mai 2016 20:00 EDT | Report | Score par mi-temps : 35-44, 52-50                             |                                         |                                              | OT | American Airlines Arena, Miami, Floride Affluence : 19 600 Arbitres : Mike Callahan, Brian Forte, Bill Kennedy | TNT |
| 9 mai 2016 20:00 EDT | Report | Joseph, Ross, 14 Bismack Biyombo, 13 Kyle Lowry, 9            | Points Rebonds Passes d.                | Dwyane Wade, 30 Luol Deng, 9 Goran Dragić, 4 | OT | American Airlines Arena, Miami, Floride Affluence : 19 600 Arbitres : Mike Callahan, Brian Forte, Bill Kennedy | TNT |

| 11 mai 2016 20:00 EDT | Report | Heat de Miami 91, Raptors de Toronto 99            | Heat de Miami 91, Raptors de Toronto 99 | Heat de Miami 91, Raptors de Toronto 99        |  | Centre Air Canada, Toronto, Ontario Affluence : 20 155 Arbitres : Scott Foster, Tony Brothers, Sean Wright | TNT |
| 11 mai 2016 20:00 EDT | Report | Score par quart-temps : 18-28, 27-27, 17-20, 29-24 |                                         |                                                |  | Centre Air Canada, Toronto, Ontario Affluence : 20 155 Arbitres : Scott Foster, Tony Brothers, Sean Wright | TNT |
| 11 mai 2016 20:00 EDT | Report | Score par mi-temps : 45-55, 46-44                  |                                         |                                                |  | Centre Air Canada, Toronto, Ontario Affluence : 20 155 Arbitres : Scott Foster, Tony Brothers, Sean Wright | TNT |
| 11 mai 2016 20:00 EDT | Report | Dwyane Wade, 20 Joe Johnson, 8 T. Johnson, Wade, 4 | Points Rebonds Passes d.                | DeMar DeRozan, 34 Kyle Lowry, 10 Kyle Lowry, 6 |  | Centre Air Canada, Toronto, Ontario Affluence : 20 155 Arbitres : Scott Foster, Tony Brothers, Sean Wright | TNT |

| 13 mai 2016 20:00 EDT | Report | Raptors de Toronto 91, Heat de Miami 103           | Raptors de Toronto 91, Heat de Miami 103 | Raptors de Toronto 91, Heat de Miami 103     |  | American Airlines Arena, Miami, Floride Affluence : 19 757 Arbitres : Monty McCutchen, Sean Corbin, Marc Davis | ESPN |
| 13 mai 2016 20:00 EDT | Report | Score par quart-temps : 20-21, 24-32, 28-29, 19-21 |                                          |                                              |  | American Airlines Arena, Miami, Floride Affluence : 19 757 Arbitres : Monty McCutchen, Sean Corbin, Marc Davis | ESPN |
| 13 mai 2016 20:00 EDT | Report | Score par mi-temps : 44-53, 47-50                  |                                          |                                              |  | American Airlines Arena, Miami, Floride Affluence : 19 757 Arbitres : Monty McCutchen, Sean Corbin, Marc Davis | ESPN |
| 13 mai 2016 20:00 EDT | Report | Kyle Lowry, 36 Bismack Biyombo, 13 Kyle Lowry, 3   | Points Rebonds Passes d.                 | Goran Dragić, 30 Luol Deng, 8 Dwyane Wade, 5 |  | American Airlines Arena, Miami, Floride Affluence : 19 757 Arbitres : Monty McCutchen, Sean Corbin, Marc Davis | ESPN |

| 15 mai 2016 15:30 EDT | Report | Heat de Miami 89, Raptors de Toronto 116            | Heat de Miami 89, Raptors de Toronto 116 | Heat de Miami 89, Raptors de Toronto 116         |  | Centre Air Canada, Toronto, Ontario Affluence : 20 257 Arbitres : Dan Crawford, James Capers, Zach Zarba | ABC |
| 15 mai 2016 15:30 EDT | Report | Score par quart-temps : 24-25, 23-28, 31-33, 11-30  |                                          |                                                  |  | Centre Air Canada, Toronto, Ontario Affluence : 20 257 Arbitres : Dan Crawford, James Capers, Zach Zarba | ABC |
| 15 mai 2016 15:30 EDT | Report | Score par mi-temps : 47-53, 42-63                   |                                          |                                                  |  | Centre Air Canada, Toronto, Ontario Affluence : 20 257 Arbitres : Dan Crawford, James Capers, Zach Zarba | ABC |
| 15 mai 2016 15:30 EDT | Report | Dragić, Wade, 16 Justise Winslow, 8 Goran Dragić, 7 | Points Rebonds Passes d.                 | Kyle Lowry, 35 Bismack Biyombo, 16 Kyle Lowry, 9 |  | Centre Air Canada, Toronto, Ontario Affluence : 20 257 Arbitres : Dan Crawford, James Capers, Zach Zarba | ABC |
| 15 mai 2016 15:30 EDT | Report | Toronto remporte la série 4 à 3.                    |                                          |                                                  |  | Centre Air Canada, Toronto, Ontario Affluence : 20 257 Arbitres : Dan Crawford, James Capers, Zach Zarba | ABC |

Matchs de saison régulière
Toronto gagne la série 3 à 1.
| 8 novembre 2015 | Rapport | Raptors de Toronto 76, Heat de Miami 96 | Raptors de Toronto 76, Heat de Miami 96 | Raptors de Toronto 76, Heat de Miami 96 |  | American Airlines Arena, Miami, Floride |

| 18 décembre 2015 | Rapport | Raptors de Toronto 108, Heat de Miami 94 | Raptors de Toronto 108, Heat de Miami 94 | Raptors de Toronto 108, Heat de Miami 94 |  | American Airlines Arena, Miami, Floride |

| 22 février 2016 | Rapport | Heat de Miami 81, Raptors de Toronto 101 | Heat de Miami 81, Raptors de Toronto 101 | Heat de Miami 81, Raptors de Toronto 101 |  | Centre Air Canada, Toronto, Ontario |

| 12 mars 2016 | Rapport | Heat de Miami 104, Raptors de Toronto 112 | Heat de Miami 104, Raptors de Toronto 112 | Heat de Miami 104, Raptors de Toronto 112 | OT | Centre Air Canada, Toronto, Ontario |

C'est la première fois que ces deux équipes se rencontrent en Playoffs.

#### Finale de conférence

##### (1)Cavaliers de Clevelandvs.Raptors de Toronto(2)
| 17 mai 2016 20:30 EDT | Report | Raptors de Toronto 84, Cavaliers de Cleveland 115  | Raptors de Toronto 84, Cavaliers de Cleveland 115 | Raptors de Toronto 84, Cavaliers de Cleveland 115      |  | Quicken Loans Arena, Cleveland, Ohio Affluence : 20 562 Arbitres : Scott Foster, Sean Corbin, Jason Phillips | ESPN |
| 17 mai 2016 20:30 EDT | Report | Score par quart-temps : 28-33, 16-33, 23-29, 17-20 |                                                   |                                                        |  | Quicken Loans Arena, Cleveland, Ohio Affluence : 20 562 Arbitres : Scott Foster, Sean Corbin, Jason Phillips | ESPN |
| 17 mai 2016 20:30 EDT | Report | Score par mi-temps : 44-66, 40-49                  |                                                   |                                                        |  | Quicken Loans Arena, Cleveland, Ohio Affluence : 20 562 Arbitres : Scott Foster, Sean Corbin, Jason Phillips | ESPN |
| 17 mai 2016 20:30 EDT | Report | DeMar DeRozan, 18 3 joueurs, 4 DeRozan, Lowry, 5   | Points Rebonds Passes d.                          | Kyrie Irving, 27 Richard Jefferson, 11 Kyrie Irving, 5 |  | Quicken Loans Arena, Cleveland, Ohio Affluence : 20 562 Arbitres : Scott Foster, Sean Corbin, Jason Phillips | ESPN |

| 19 mai 2016 20:30 EDT | Report | Raptors de Toronto 89, Cavaliers de Cleveland 108    | Raptors de Toronto 89, Cavaliers de Cleveland 108 | Raptors de Toronto 89, Cavaliers de Cleveland 108      |  | Quicken Loans Arena, Cleveland, Ohio Affluence : 20 562 Arbitres : Dan Crawford, James Capers, Sean Wright | ESPN |
| 19 mai 2016 20:30 EDT | Report | Score par quart-temps : 28-30, 20-32, 21-24, 20-22   |                                                   |                                                        |  | Quicken Loans Arena, Cleveland, Ohio Affluence : 20 562 Arbitres : Dan Crawford, James Capers, Sean Wright | ESPN |
| 19 mai 2016 20:30 EDT | Report | Score par mi-temps : 48-62, 41-46                    |                                                   |                                                        |  | Quicken Loans Arena, Cleveland, Ohio Affluence : 20 562 Arbitres : Dan Crawford, James Capers, Sean Wright | ESPN |
| 19 mai 2016 20:30 EDT | Report | DeMar DeRozan, 18 Kyle Lowry, 6 Patrick Patterson, 4 | Points Rebonds Passes d.                          | Kyrie Irving, 26 Tristan Thompson, 12 LeBron James, 11 |  | Quicken Loans Arena, Cleveland, Ohio Affluence : 20 562 Arbitres : Dan Crawford, James Capers, Sean Wright | ESPN |

| 21 mai 2016 20:30 EDT | Report | Cavaliers de Cleveland 84, Raptors de Toronto 99    | Cavaliers de Cleveland 84, Raptors de Toronto 99 | Cavaliers de Cleveland 84, Raptors de Toronto 99       |  | Centre Air Canada, Toronto, Ontario Affluence : 20 207 Arbitres : Ken Mauer, Marc Davis, Pat Fraher | ESPN |
| 21 mai 2016 20:30 EDT | Report | Score par quart-temps : 24-27, 23-33, 23-20, 14-19  |                                                  |                                                        |  | Centre Air Canada, Toronto, Ontario Affluence : 20 207 Arbitres : Ken Mauer, Marc Davis, Pat Fraher | ESPN |
| 21 mai 2016 20:30 EDT | Report | Score par mi-temps : 47-60, 37-39                   |                                                  |                                                        |  | Centre Air Canada, Toronto, Ontario Affluence : 20 207 Arbitres : Ken Mauer, Marc Davis, Pat Fraher | ESPN |
| 21 mai 2016 20:30 EDT | Report | LeBron James, 24 James, Thompson, 8 LeBron James, 5 | Points Rebonds Passes d.                         | DeMar DeRozan, 32 Bismack Biyombo, 26 DeMar DeRozan, 4 |  | Centre Air Canada, Toronto, Ontario Affluence : 20 207 Arbitres : Ken Mauer, Marc Davis, Pat Fraher | ESPN |

| 23 mai 2016 20:30 EDT | Report | Cavaliers de Cleveland 99, Raptors de Toronto 105    | Cavaliers de Cleveland 99, Raptors de Toronto 105 | Cavaliers de Cleveland 99, Raptors de Toronto 105 |  | Centre Air Canada, Toronto, Ontario Affluence : 20 397 Arbitres : Monty McCutchen, David Guthrie, Derrick Stafford | ESPN |
| 23 mai 2016 20:30 EDT | Report | Score par quart-temps : 24-27, 17-30, 28-21, 30-27   |                                                   |                                                   |  | Centre Air Canada, Toronto, Ontario Affluence : 20 397 Arbitres : Monty McCutchen, David Guthrie, Derrick Stafford | ESPN |
| 23 mai 2016 20:30 EDT | Report | Score par mi-temps : 41-57, 58-48                    |                                                   |                                                   |  | Centre Air Canada, Toronto, Ontario Affluence : 20 397 Arbitres : Monty McCutchen, David Guthrie, Derrick Stafford | ESPN |
| 23 mai 2016 20:30 EDT | Report | LeBron James, 29 James, Thompson, 9 Irving, James, 6 | Points Rebonds Passes d.                          | Kyle Lowry, 35 Bismack Biyombo, 14 Kyle Lowry, 5  |  | Centre Air Canada, Toronto, Ontario Affluence : 20 397 Arbitres : Monty McCutchen, David Guthrie, Derrick Stafford | ESPN |

| 25 mai 2016 20:30 EDT | Report | Raptors de Toronto 78, Cavaliers de Cleveland 116  | Raptors de Toronto 78, Cavaliers de Cleveland 116 | Raptors de Toronto 78, Cavaliers de Cleveland 116   |  | Quicken Loans Arena, Cleveland, Ohio Affluence : 20 562 Arbitres : Mike Callahan, Ed Malloy, Tom Washington | ESPN |
| 25 mai 2016 20:30 EDT | Report | Score par quart-temps : 19-37, 15-28, 26-35, 18-16 |                                                   |                                                     |  | Quicken Loans Arena, Cleveland, Ohio Affluence : 20 562 Arbitres : Mike Callahan, Ed Malloy, Tom Washington | ESPN |
| 25 mai 2016 20:30 EDT | Report | Score par mi-temps : 34-65, 44-51                  |                                                   |                                                     |  | Quicken Loans Arena, Cleveland, Ohio Affluence : 20 562 Arbitres : Mike Callahan, Ed Malloy, Tom Washington | ESPN |
| 25 mai 2016 20:30 EDT | Report | DeMar DeRozan, 14 Jason Thompson, 5 Kyle Lowry, 6  | Points Rebonds Passes d.                          | Kevin Love, 25 Tristan Thompson, 10 LeBron James, 8 |  | Quicken Loans Arena, Cleveland, Ohio Affluence : 20 562 Arbitres : Mike Callahan, Ed Malloy, Tom Washington | ESPN |

| 27 mai 2016 20:30 EDT | Report | Cavaliers de Cleveland 113, Raptors de Toronto 87  | Cavaliers de Cleveland 113, Raptors de Toronto 87 | Cavaliers de Cleveland 113, Raptors de Toronto 87   |  | Centre Air Canada, Toronto, Ontario Affluence : 20 605 Arbitres : Dan Crawford, Bill Kennedy, Jason Phillips | ESPN |
| 27 mai 2016 20:30 EDT | Report | Score par quart-temps : 31-25, 24-16, 31-33, 27-13 |                                                   |                                                     |  | Centre Air Canada, Toronto, Ontario Affluence : 20 605 Arbitres : Dan Crawford, Bill Kennedy, Jason Phillips | ESPN |
| 27 mai 2016 20:30 EDT | Report | Score par mi-temps : 55-41, 58-46                  |                                                   |                                                     |  | Centre Air Canada, Toronto, Ontario Affluence : 20 605 Arbitres : Dan Crawford, Bill Kennedy, Jason Phillips | ESPN |
| 27 mai 2016 20:30 EDT | Report | LeBron James, 33 Kevin Love, 12 Kyrie Irving, 9    | Points Rebonds Passes d.                          | Kyle Lowry, 35 Bismack Biyombo, 9 DeRozan, Lowry, 3 |  | Centre Air Canada, Toronto, Ontario Affluence : 20 605 Arbitres : Dan Crawford, Bill Kennedy, Jason Phillips | ESPN |
| 27 mai 2016 20:30 EDT | Report | Cleveland remporte la série 4 à 2.                 |                                                   |                                                     |  | Centre Air Canada, Toronto, Ontario Affluence : 20 605 Arbitres : Dan Crawford, Bill Kennedy, Jason Phillips | ESPN |

Matchs de saison régulière
Toronto gagne la série 2 à 1.
| 25 novembre 2015 | Rapport | Cavaliers de Cleveland 99, Raptors de Toronto 103 | Cavaliers de Cleveland 99, Raptors de Toronto 103 | Cavaliers de Cleveland 99, Raptors de Toronto 103 |  | Centre Air Canada, Toronto, Ontario |

| 4 janvier 2016 | Rapport | Raptors de Toronto 100, Cavaliers de Cleveland 122 | Raptors de Toronto 100, Cavaliers de Cleveland 122 | Raptors de Toronto 100, Cavaliers de Cleveland 122 |  | Quicken Loans Arena, Cleveland, Ohio |

| 26 février 2016 | Rapport | Cavaliers de Cleveland 97, Raptors de Toronto 99 | Cavaliers de Cleveland 97, Raptors de Toronto 99 | Cavaliers de Cleveland 97, Raptors de Toronto 99 |  | Centre Air Canada, Toronto, Ontario |

C'est la première fois que ces deux équipes se rencontrent en Playoffs.

### Conférence Ouest

#### Salles
Salles des huit participants.

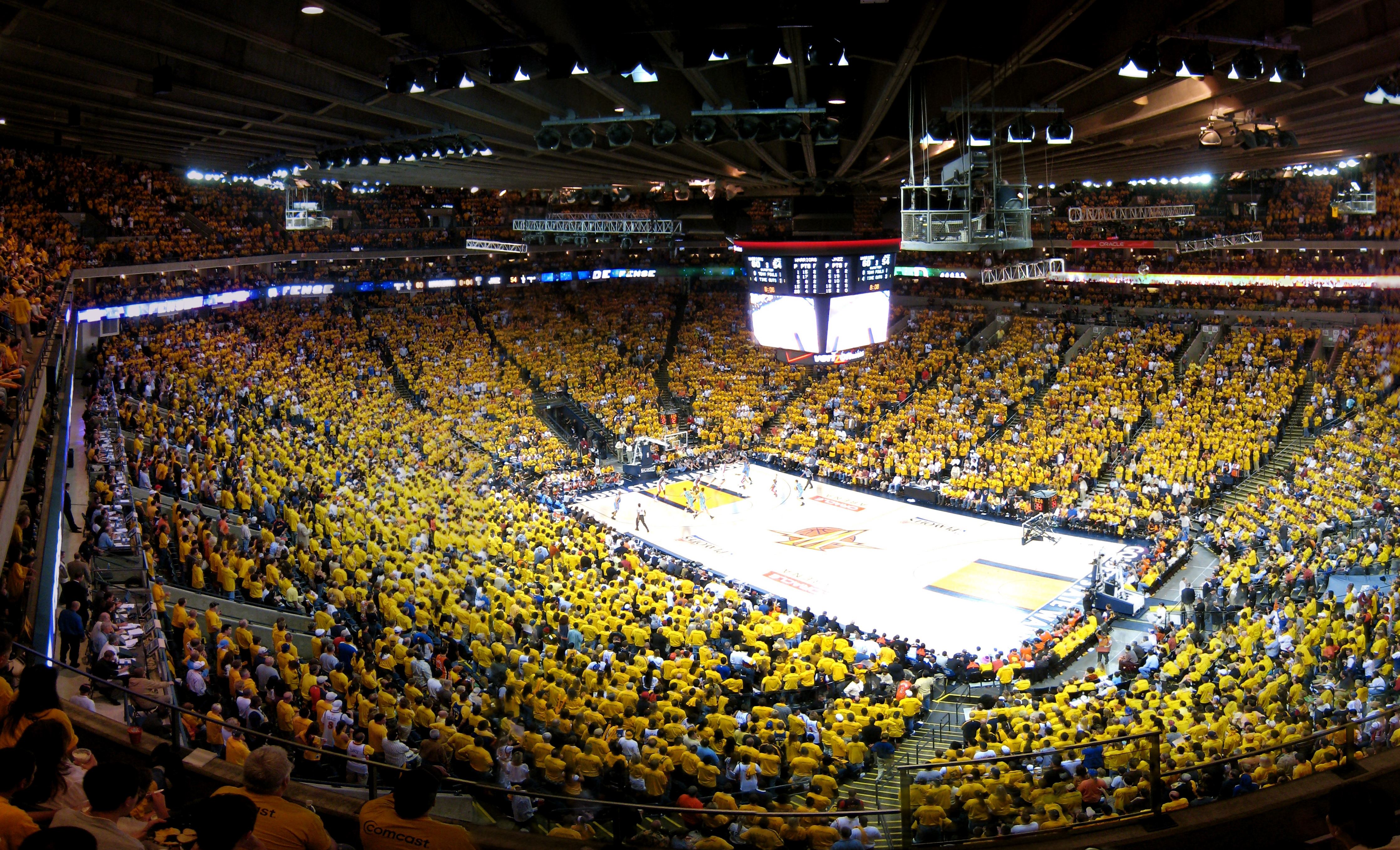
Oracle Arena, Oakland
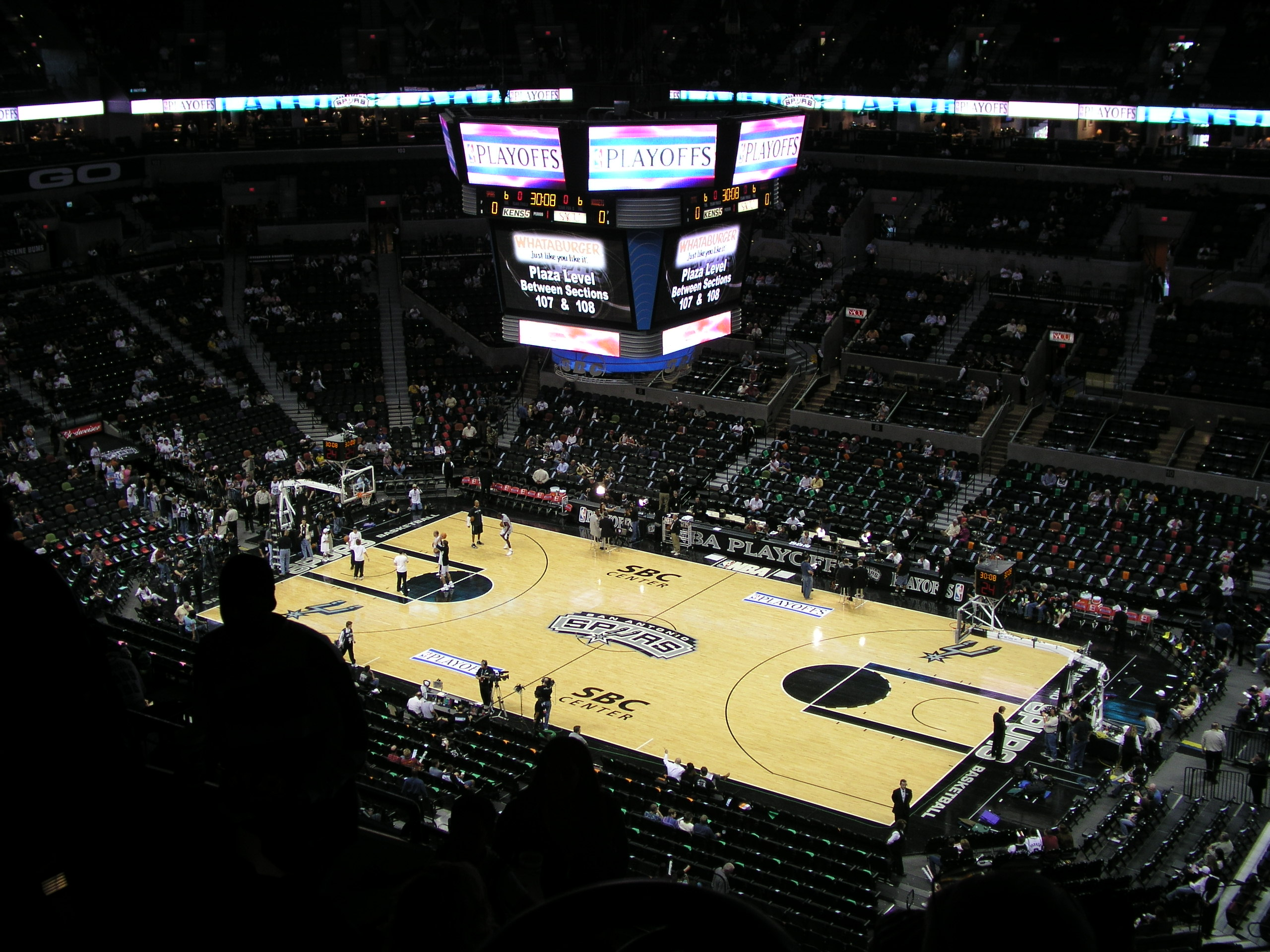
AT&T Center, San Antonio
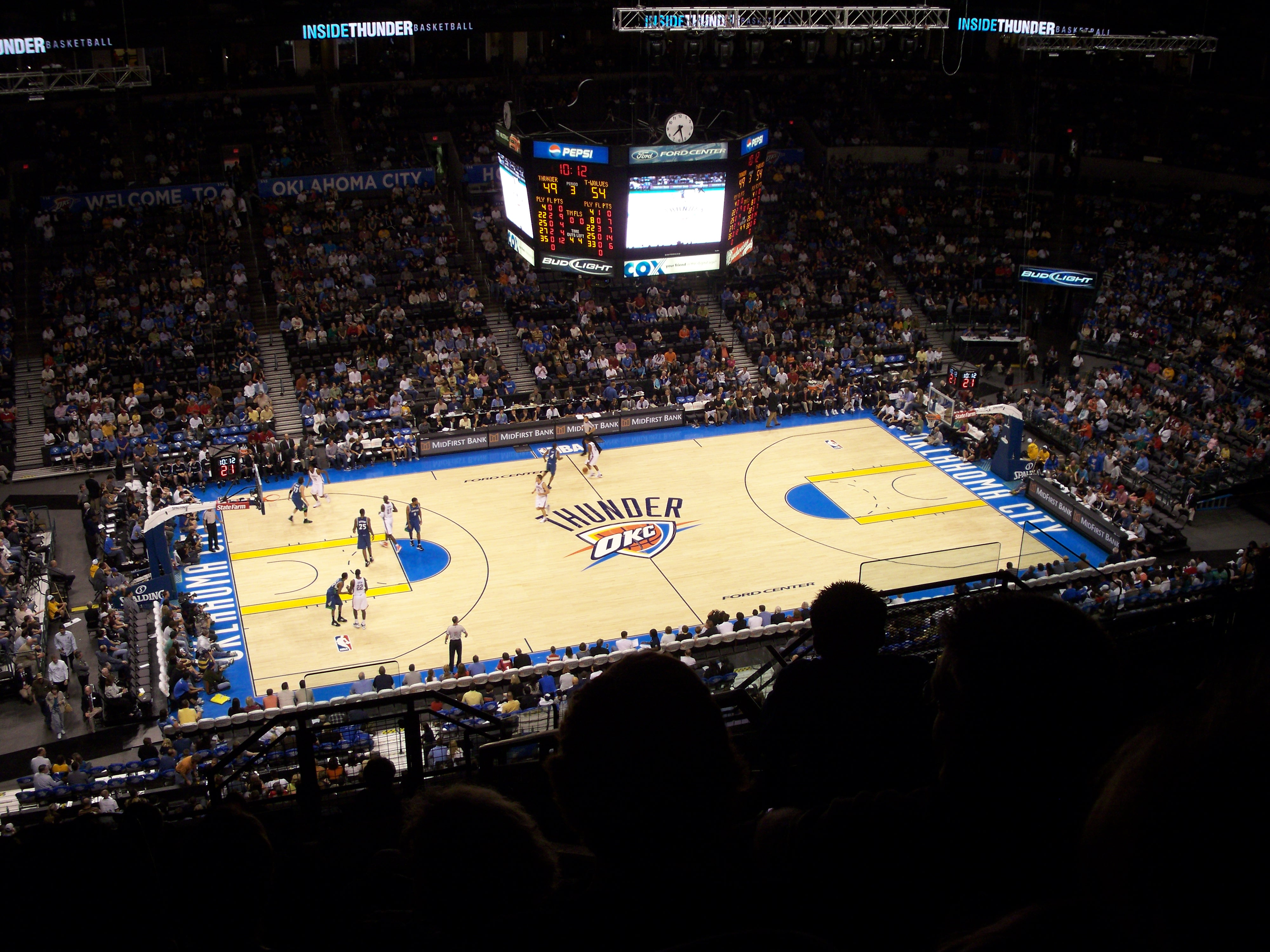
Chesapeake Energy Arena, Oklahoma City
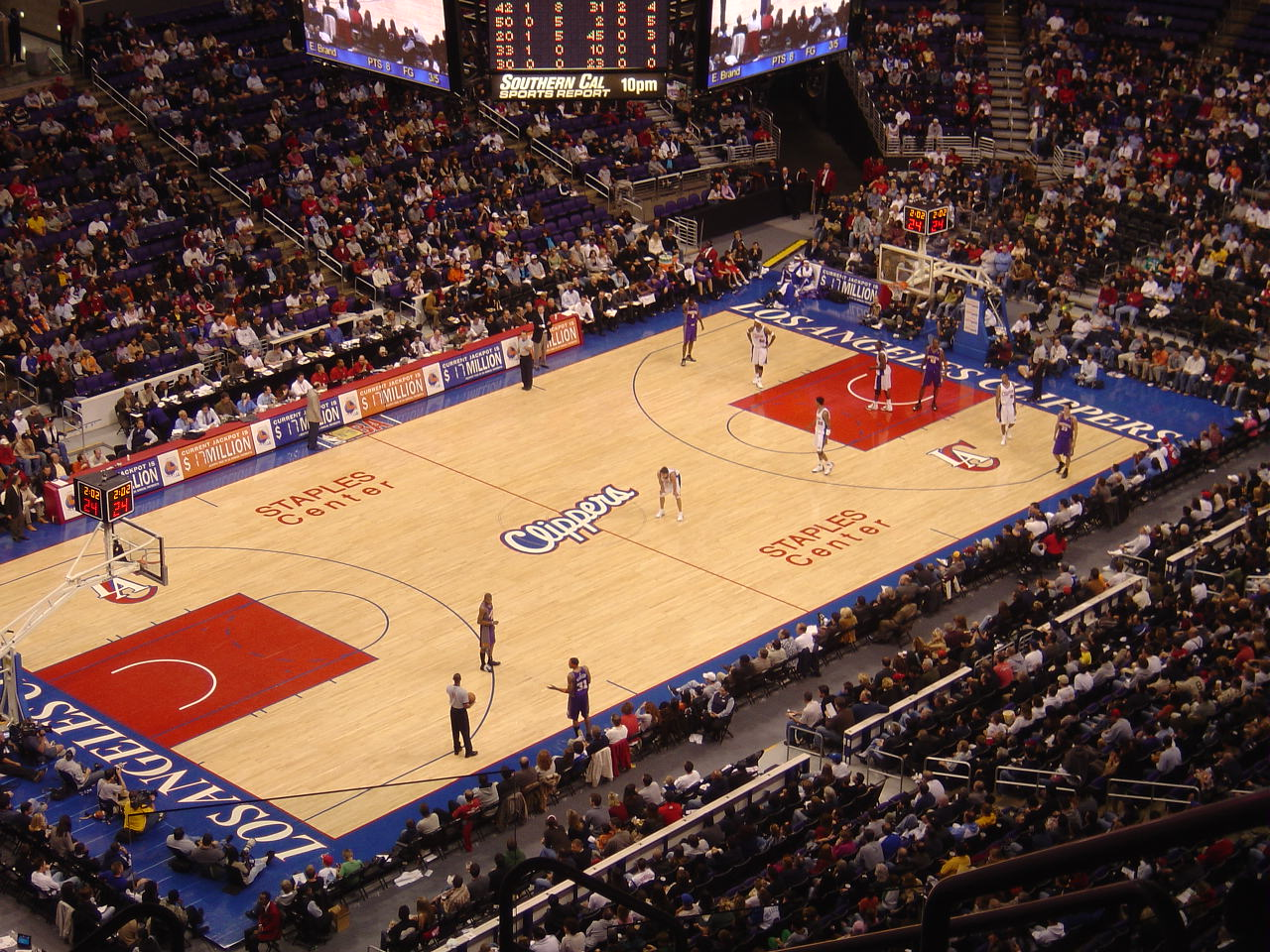
Staples Center, Los Angeles Version Clippers
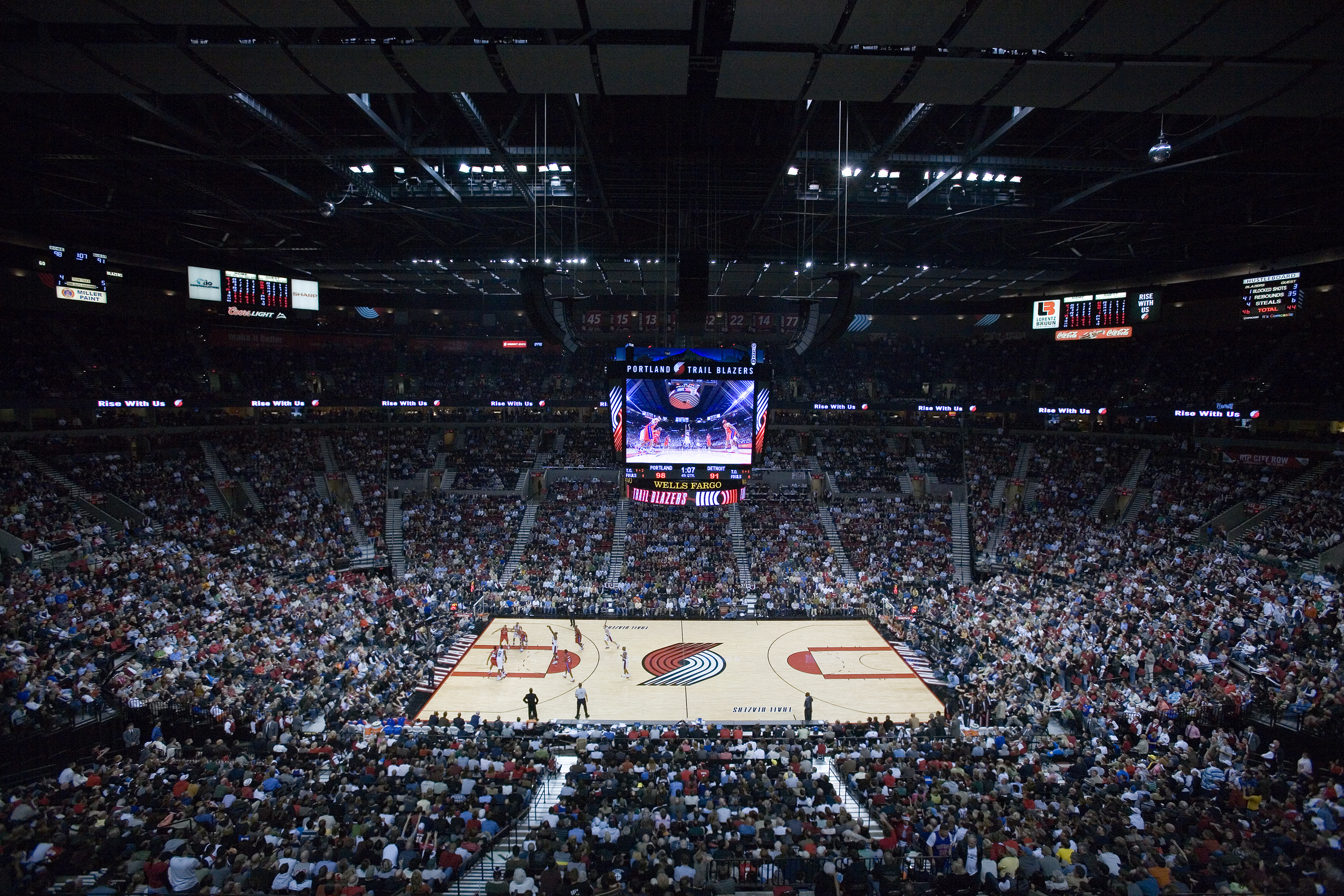
Moda Center, Portland
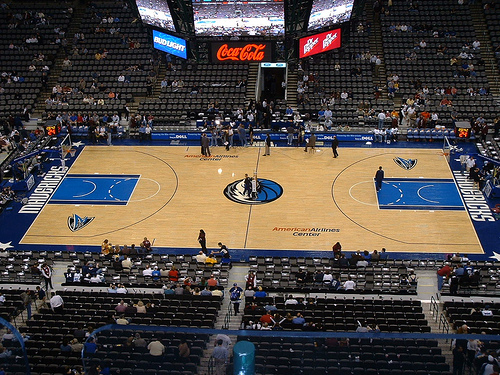
American Airlines Center, Dallas
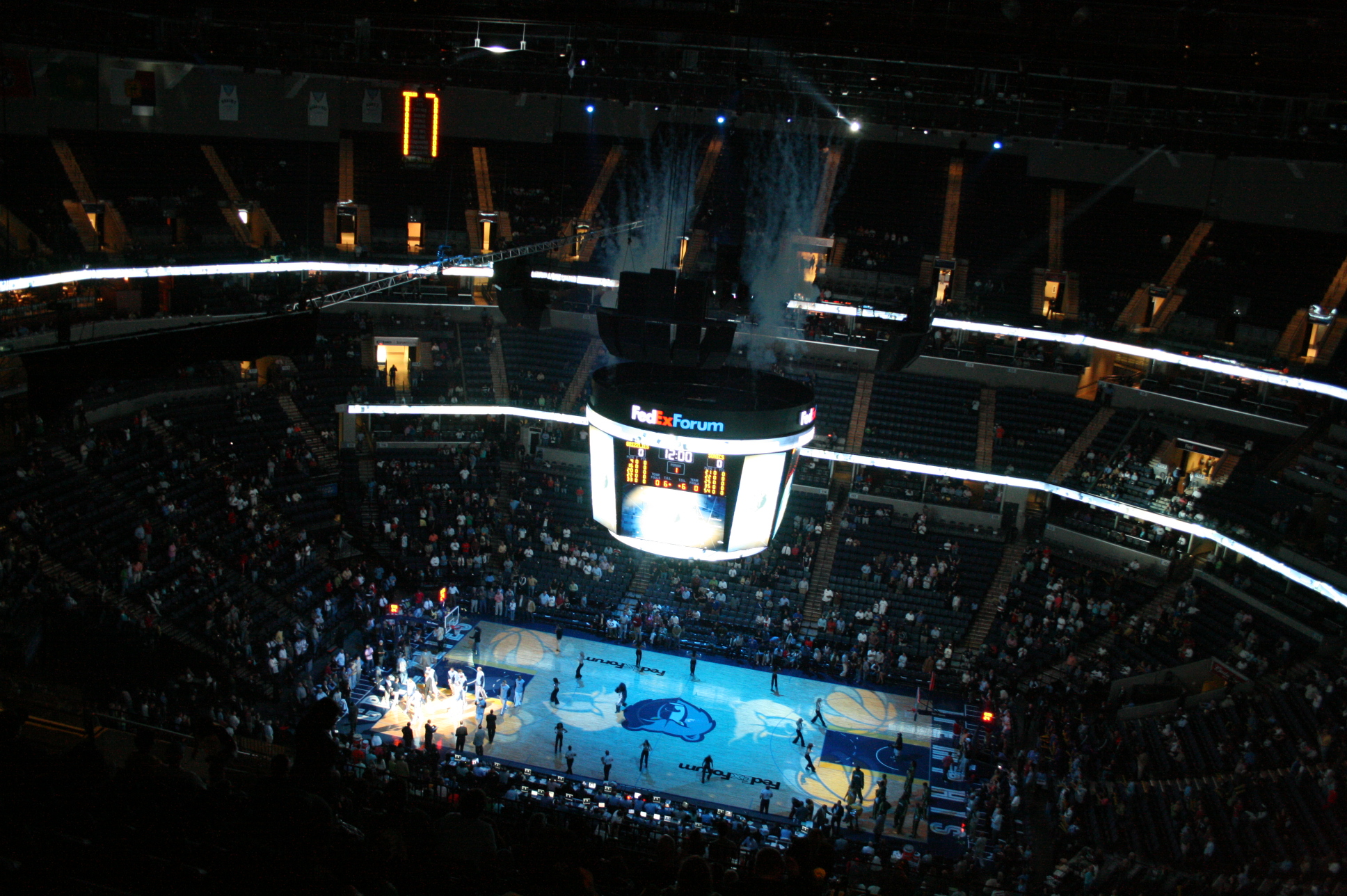
FedExForum, Memphis
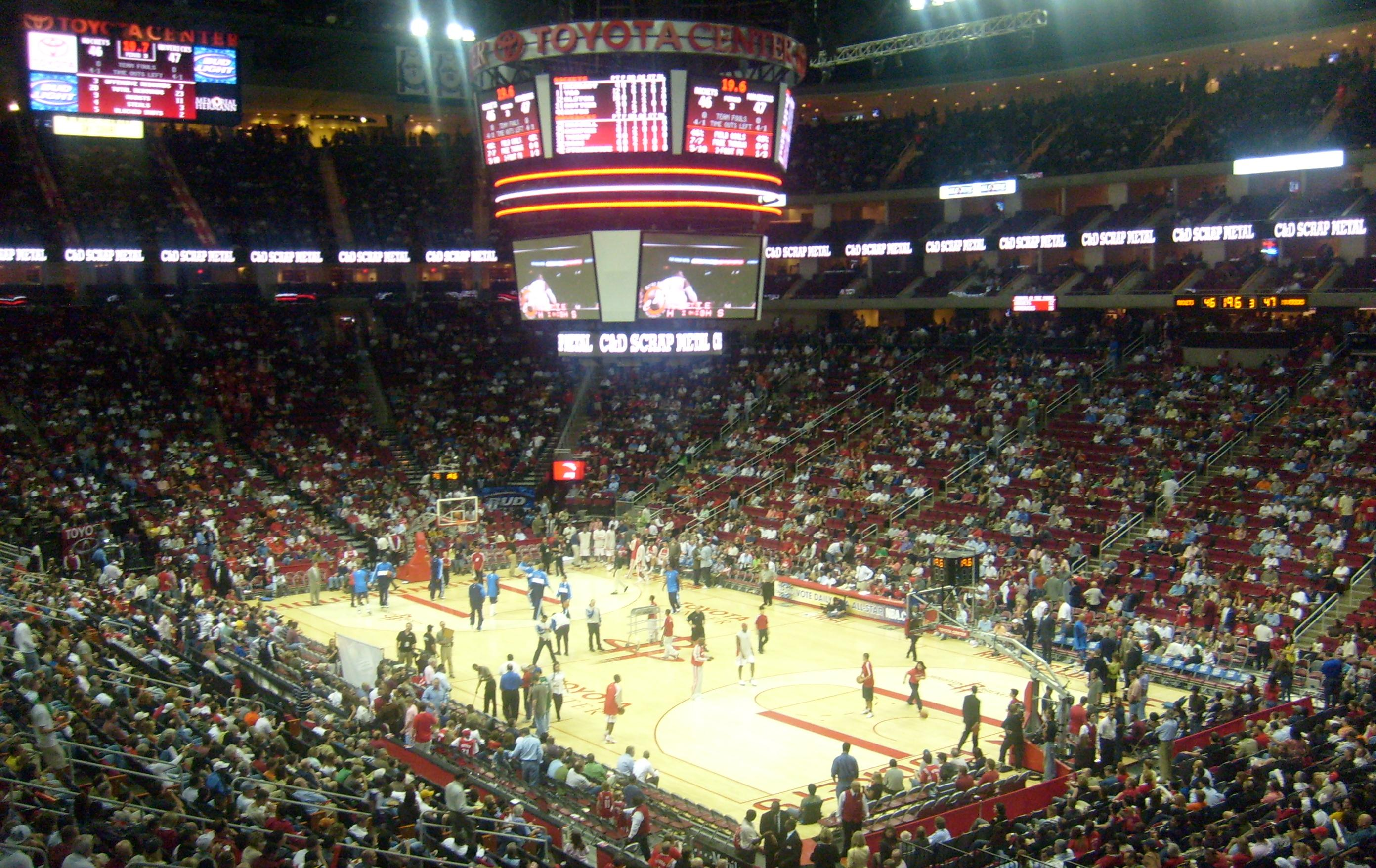
Toyota Center, Houston

#### Premier tour

##### (1)Warriors de Golden Statevs.Rockets de Houston(8)
| 16 avril 2016 15:30 EDT | Report | Rockets de Houston 78, Warriors de Golden State 104 | Rockets de Houston 78, Warriors de Golden State 104 | Rockets de Houston 78, Warriors de Golden State 104    |  | Oracle Arena, Oakland, Californie Affluence : 19 596 Arbitres : Dan Crawford, Ron Garretson, Mark Lindsay | ABC |
| 16 avril 2016 15:30 EDT | Report | Score par quart-temps : 15-33, 18-27, 27-22, 18-22  |                                                     |                                                        |  | Oracle Arena, Oakland, Californie Affluence : 19 596 Arbitres : Dan Crawford, Ron Garretson, Mark Lindsay | ABC |
| 16 avril 2016 15:30 EDT | Report | Score par mi-temps : 33-60, 45-44                   |                                                     |                                                        |  | Oracle Arena, Oakland, Californie Affluence : 19 596 Arbitres : Dan Crawford, Ron Garretson, Mark Lindsay | ABC |
| 16 avril 2016 15:30 EDT | Report | James Harden, 17 Clint Capela, 12 Corey Brewer, 6   | Points Rebonds Passes d.                            | Stephen Curry, 24 Draymond Green, 10 Andre Iguodala, 7 |  | Oracle Arena, Oakland, Californie Affluence : 19 596 Arbitres : Dan Crawford, Ron Garretson, Mark Lindsay | ABC |

| 18 avril 2016 22:30 EDT | Report | Rockets de Houston 106, Warriors de Golden State 115 | Rockets de Houston 106, Warriors de Golden State 115 | Rockets de Houston 106, Warriors de Golden State 115   |  | Oracle Arena, Oakland, Californie Affluence : 19 596 Arbitres : James Capers, John Goble, Rodney Mott | TNT |
| 18 avril 2016 22:30 EDT | Report | Score par quart-temps : 30-33, 28-33, 21-20, 27-29   |                                                      |                                                        |  | Oracle Arena, Oakland, Californie Affluence : 19 596 Arbitres : James Capers, John Goble, Rodney Mott | TNT |
| 18 avril 2016 22:30 EDT | Report | Score par mi-temps : 58-66, 48-49                    |                                                      |                                                        |  | Oracle Arena, Oakland, Californie Affluence : 19 596 Arbitres : James Capers, John Goble, Rodney Mott | TNT |
| 18 avril 2016 22:30 EDT | Report | James Harden, 28 Dwight Howard, 10 James Harden, 11  | Points Rebonds Passes d.                             | Klay Thompson, 34 Draymond Green, 14 Draymond Green, 8 |  | Oracle Arena, Oakland, Californie Affluence : 19 596 Arbitres : James Capers, John Goble, Rodney Mott | TNT |

| 21 avril 2016 21:30 EDT | Report | Warriors de Golden State 96, Rockets de Houston 97       | Warriors de Golden State 96, Rockets de Houston 97 | Warriors de Golden State 96, Rockets de Houston 97      |  | Toyota Center, Houston, Texas Affluence : 18 200 Arbitres : Scott Foster, Mark Ayotte, Tom Washington | TNT |
| 21 avril 2016 21:30 EDT | Report | Score par quart-temps : 18-31, 30-24, 24-23, 24-19       |                                                    |                                                         |  | Toyota Center, Houston, Texas Affluence : 18 200 Arbitres : Scott Foster, Mark Ayotte, Tom Washington | TNT |
| 21 avril 2016 21:30 EDT | Report | Score par mi-temps : 48-55, 48-42                        |                                                    |                                                         |  | Toyota Center, Houston, Texas Affluence : 18 200 Arbitres : Scott Foster, Mark Ayotte, Tom Washington | TNT |
| 21 avril 2016 21:30 EDT | Report | Marreese Speights, 22 Klay Thompson, 8 Draymond Green, 7 | Points Rebonds Passes d.                           | James Harden, 35 Howard, Motiejūnas, 13 James Harden, 9 |  | Toyota Center, Houston, Texas Affluence : 18 200 Arbitres : Scott Foster, Mark Ayotte, Tom Washington | TNT |

| 24 avril 2016 15:30 EDT | Report | Warriors de Golden State 121, Rockets de Houston 94     | Warriors de Golden State 121, Rockets de Houston 94 | Warriors de Golden State 121, Rockets de Houston 94  |  | Toyota Center, Houston, Texas Affluence : 18 200 Arbitres : Derrick Stafford, Kane Fitzgerald, Zach Zarba | ABC |
| 24 avril 2016 15:30 EDT | Report | Score par quart-temps : 29-29, 27-27, 41-20, 24-18      |                                                     |                                                      |  | Toyota Center, Houston, Texas Affluence : 18 200 Arbitres : Derrick Stafford, Kane Fitzgerald, Zach Zarba | ABC |
| 24 avril 2016 15:30 EDT | Report | Score par mi-temps : 56-56, 65-38                       |                                                     |                                                      |  | Toyota Center, Houston, Texas Affluence : 18 200 Arbitres : Derrick Stafford, Kane Fitzgerald, Zach Zarba | ABC |
| 24 avril 2016 15:30 EDT | Report | Klay Thompson, 23 Draymond Green, 8 Shaun Livingston, 9 | Points Rebonds Passes d.                            | Dwight Howard, 19 Dwight Howard, 15 James Harden, 10 |  | Toyota Center, Houston, Texas Affluence : 18 200 Arbitres : Derrick Stafford, Kane Fitzgerald, Zach Zarba | ABC |

| 27 avril 2016 22:30 EDT | Report | Rockets de Houston 81, Warriors de Golden State 114 | Rockets de Houston 81, Warriors de Golden State 114 | Rockets de Houston 81, Warriors de Golden State 114   |  | Oracle Arena, Oakland, Californie Affluence : 19 596 Arbitres : Ken Mauer, Brian Forte, Ed Malloy | TNT |
| 27 avril 2016 22:30 EDT | Report | Score par quart-temps : 20-37, 17-22, 22-30, 22-25  |                                                     |                                                       |  | Oracle Arena, Oakland, Californie Affluence : 19 596 Arbitres : Ken Mauer, Brian Forte, Ed Malloy | TNT |
| 27 avril 2016 22:30 EDT | Report | Score par mi-temps : 37-59, 44-55                   |                                                     |                                                       |  | Oracle Arena, Oakland, Californie Affluence : 19 596 Arbitres : Ken Mauer, Brian Forte, Ed Malloy | TNT |
| 27 avril 2016 22:30 EDT | Report | James Harden, 35 Dwight Howard, 21 James Harden, 6  | Points Rebonds Passes d.                            | Klay Thompson, 27 Draymond Green, 9 Draymond Green, 8 |  | Oracle Arena, Oakland, Californie Affluence : 19 596 Arbitres : Ken Mauer, Brian Forte, Ed Malloy | TNT |
| 27 avril 2016 22:30 EDT | Report | Golden State remporte la série 4 à 1.               |                                                     |                                                       |  | Oracle Arena, Oakland, Californie Affluence : 19 596 Arbitres : Ken Mauer, Brian Forte, Ed Malloy | TNT |

Matchs de saison régulière
Golden State gagne la série 3 à 0.
| 30 octobre 2015 | Rapport | Warriors de Golden State 112, Rockets de Houston 92 | Warriors de Golden State 112, Rockets de Houston 92 | Warriors de Golden State 112, Rockets de Houston 92 |  | Toyota Center, Houston, Texas |

| 31 décembre 2015 | Rapport | Warriors de Golden State 114, Rockets de Houston 110 | Warriors de Golden State 114, Rockets de Houston 110 | Warriors de Golden State 114, Rockets de Houston 110 |  | Toyota Center, Houston, Texas |

| 9 février 2016 | Rapport | Rockets de Houston 110, Warriors de Golden State 123 | Rockets de Houston 110, Warriors de Golden State 123 | Rockets de Houston 110, Warriors de Golden State 123 |  | Oracle Arena, Oakland, Californie |

Dernière rencontre en playoffsFinale de conférence Ouest 2015 (Golden State gagne 4-1).

##### (2)Spurs de San Antoniovs.Grizzlies de Memphis(7)
| 17 avril 2016 20:00 EDT | Report | Grizzlies de Memphis 74, Spurs de San Antonio 106    | Grizzlies de Memphis 74, Spurs de San Antonio 106 | Grizzlies de Memphis 74, Spurs de San Antonio 106 |  | AT&T Center, San Antonio, Texas Affluence : 18 418 Arbitres : Mike Callahan, Pat Fraher, Sean Wright | TNT |
| 17 avril 2016 20:00 EDT | Report | Score par quart-temps : 13-22, 24-26, 14-33, 23-25   |                                                   |                                                   |  | AT&T Center, San Antonio, Texas Affluence : 18 418 Arbitres : Mike Callahan, Pat Fraher, Sean Wright | TNT |
| 17 avril 2016 20:00 EDT | Report | Score par mi-temps : 37-48, 37-58                    |                                                   |                                                   |  | AT&T Center, San Antonio, Texas Affluence : 18 418 Arbitres : Mike Callahan, Pat Fraher, Sean Wright | TNT |
| 17 avril 2016 20:00 EDT | Report | Vince Carter, 16 Chris Andersen, 9 Xavier Munford, 4 | Points Rebonds Passes d.                          | Kawhi Leonard, 20 Tim Duncan, 11 Tony Parker, 6   |  | AT&T Center, San Antonio, Texas Affluence : 18 418 Arbitres : Mike Callahan, Pat Fraher, Sean Wright | TNT |

| 19 avril 2016 21:30 EDT | Report | Grizzlies de Memphis 68, Spurs de San Antonio 94   | Grizzlies de Memphis 68, Spurs de San Antonio 94 | Grizzlies de Memphis 68, Spurs de San Antonio 94  |  | AT&T Center, San Antonio, Texas Affluence : 18 418 Arbitres : Mike Callahan, Tom Washington, James Williams | TNT |
| 19 avril 2016 21:30 EDT | Report | Score par quart-temps : 11-22, 24-27, 18-21, 15-24 |                                                  |                                                   |  | AT&T Center, San Antonio, Texas Affluence : 18 418 Arbitres : Mike Callahan, Tom Washington, James Williams | TNT |
| 19 avril 2016 21:30 EDT | Report | Score par mi-temps : 35-49, 33-45                  |                                                  |                                                   |  | AT&T Center, San Antonio, Texas Affluence : 18 418 Arbitres : Mike Callahan, Tom Washington, James Williams | TNT |
| 19 avril 2016 21:30 EDT | Report | Tony Allen, 12 Zach Randolph, 12 Zach Randolph, 3  | Points Rebonds Passes d.                         | Patrick Mills, 16 Tim Duncan, 9 Duncan, Parker, 4 |  | AT&T Center, San Antonio, Texas Affluence : 18 418 Arbitres : Mike Callahan, Tom Washington, James Williams | TNT |

| 22 avril 2016 21:30 EDT | Report | Spurs de San Antonio 96, Grizzlies de Memphis 87       | Spurs de San Antonio 96, Grizzlies de Memphis 87 | Spurs de San Antonio 96, Grizzlies de Memphis 87        |  | FedExForum, Memphis, Tennessee Affluence : 18 119 Arbitres : Derrick Stafford, Kane Fitzgerald, Gary Zielinski | ESPN |
| 22 avril 2016 21:30 EDT | Report | Score par quart-temps : 26-18, 18-25, 26-28, 26-16     |                                                  |                                                         |  | FedExForum, Memphis, Tennessee Affluence : 18 119 Arbitres : Derrick Stafford, Kane Fitzgerald, Gary Zielinski | ESPN |
| 22 avril 2016 21:30 EDT | Report | Score par mi-temps : 44-43, 52-44                      |                                                  |                                                         |  | FedExForum, Memphis, Tennessee Affluence : 18 119 Arbitres : Derrick Stafford, Kane Fitzgerald, Gary Zielinski | ESPN |
| 22 avril 2016 21:30 EDT | Report | Kawhi Leonard, 32 LaMarcus Aldridge, 10 Tony Parker, 7 | Points Rebonds Passes d.                         | Zach Randolph, 20 Barnes, Randolph, 11 Jordan Farmar, 6 |  | FedExForum, Memphis, Tennessee Affluence : 18 119 Arbitres : Derrick Stafford, Kane Fitzgerald, Gary Zielinski | ESPN |

| 24 avril 2016 13:00 EDT | Report | Spurs de San Antonio 116, Grizzlies de Memphis 95        | Spurs de San Antonio 116, Grizzlies de Memphis 95 | Spurs de San Antonio 116, Grizzlies de Memphis 95        |  | FedExForum, Memphis, Tennessee Affluence : 18 119 Arbitres : James Capers, John Goble, David Guthrie | ABC |
| 24 avril 2016 13:00 EDT | Report | Score par quart-temps : 25-19, 22-26, 37-21, 32-29       |                                                   |                                                          |  | FedExForum, Memphis, Tennessee Affluence : 18 119 Arbitres : James Capers, John Goble, David Guthrie | ABC |
| 24 avril 2016 13:00 EDT | Report | Score par mi-temps : 47-45, 69-50                        |                                                   |                                                          |  | FedExForum, Memphis, Tennessee Affluence : 18 119 Arbitres : James Capers, John Goble, David Guthrie | ABC |
| 24 avril 2016 13:00 EDT | Report | Kawhi Leonard, 21 LaMarcus Aldridge, 10 Kawhi Leonard, 4 | Points Rebonds Passes d.                          | Lance Stephenson, 26 Chris Andersen, 13 Jordan Farmar, 5 |  | FedExForum, Memphis, Tennessee Affluence : 18 119 Arbitres : James Capers, John Goble, David Guthrie | ABC |
| 24 avril 2016 13:00 EDT | Report | San Antonio remporte la série 4 à 0.                     |                                                   |                                                          |  | FedExForum, Memphis, Tennessee Affluence : 18 119 Arbitres : James Capers, John Goble, David Guthrie | ABC |

Matchs de saison régulière
San Antonio gagne la série 4 à 0.
| 21 novembre 2015 | Rapport | Grizzlies de Memphis 82, Spurs de San Antonio 92 | Grizzlies de Memphis 82, Spurs de San Antonio 92 | Grizzlies de Memphis 82, Spurs de San Antonio 92 |  | AT&T Center, San Antonio, Texas |

| 3 décembre 2015 | Rapport | Spurs de San Antonio 103, Grizzlies de Memphis 83 | Spurs de San Antonio 103, Grizzlies de Memphis 83 | Spurs de San Antonio 103, Grizzlies de Memphis 83 |  | FedExForum, Memphis, Tennessee |

| 25 mars 2016 | Rapport | Grizzlies de Memphis 104, Spurs de San Antonio 110 | Grizzlies de Memphis 104, Spurs de San Antonio 110 | Grizzlies de Memphis 104, Spurs de San Antonio 110 |  | AT&T Center, San Antonio, Texas |

| 28 mars 2016 | Rapport | Spurs de San Antonio 101, Grizzlies de Memphis 87 | Spurs de San Antonio 101, Grizzlies de Memphis 87 | Spurs de San Antonio 101, Grizzlies de Memphis 87 |  | FedExForum, Memphis, Tennessee |

Dernière rencontre en playoffsFinale de conférence Ouest 2013 (San Antonio gagne 4-0).

##### (3)Thunder d'Oklahoma Cityvs.Mavericks de Dallas(6)
| 16 avril 2016 21:30 EDT | Report | Mavericks de Dallas 70, Thunder d'Oklahoma City 108      | Mavericks de Dallas 70, Thunder d'Oklahoma City 108 | Mavericks de Dallas 70, Thunder d'Oklahoma City 108         |  | Chesapeake Energy Arena, Oklahoma City, Oklahoma Affluence : 18 203 Arbitres : Monty McCutchen, Tony Brown, John Goble | ESPN |
| 16 avril 2016 21:30 EDT | Report | Score par quart-temps : 11-26, 22-33, 18-34, 19-15       |                                                     |                                                             |  | Chesapeake Energy Arena, Oklahoma City, Oklahoma Affluence : 18 203 Arbitres : Monty McCutchen, Tony Brown, John Goble | ESPN |
| 16 avril 2016 21:30 EDT | Report | Score par mi-temps : 33-59, 37-49                        |                                                     |                                                             |  | Chesapeake Energy Arena, Oklahoma City, Oklahoma Affluence : 18 203 Arbitres : Monty McCutchen, Tony Brown, John Goble | ESPN |
| 16 avril 2016 21:30 EDT | Report | Dirk Nowitzki, 18 Pachulia, Powell, 6 Barea, Williams, 3 | Points Rebonds Passes d.                            | Russell Westbrook, 24 Enes Kanter, 13 Russell Westbrook, 11 |  | Chesapeake Energy Arena, Oklahoma City, Oklahoma Affluence : 18 203 Arbitres : Monty McCutchen, Tony Brown, John Goble | ESPN |

| 18 avril 2016 20:00 EDT | Report | Mavericks de Dallas 85, Thunder d'Oklahoma City 84      | Mavericks de Dallas 85, Thunder d'Oklahoma City 84 | Mavericks de Dallas 85, Thunder d'Oklahoma City 84          |  | Chesapeake Energy Arena, Oklahoma City, Oklahoma Affluence : 18 203 Arbitres : Dan Crawford, David Guthrie, Bill Spooner | TNT |
| 18 avril 2016 20:00 EDT | Report | Score par quart-temps : 24-20, 21-23, 14-19, 26-22      |                                                    |                                                             |  | Chesapeake Energy Arena, Oklahoma City, Oklahoma Affluence : 18 203 Arbitres : Dan Crawford, David Guthrie, Bill Spooner | TNT |
| 18 avril 2016 20:00 EDT | Report | Score par mi-temps : 45-43, 40-41                       |                                                    |                                                             |  | Chesapeake Energy Arena, Oklahoma City, Oklahoma Affluence : 18 203 Arbitres : Dan Crawford, David Guthrie, Bill Spooner | TNT |
| 18 avril 2016 20:00 EDT | Report | Raymond Felton, 21 Raymond Felton, 11 Deron Williams, 5 | Points Rebonds Passes d.                           | Kevin Durant, 21 Russell Westbrook, 14 Russell Westbrook, 6 |  | Chesapeake Energy Arena, Oklahoma City, Oklahoma Affluence : 18 203 Arbitres : Dan Crawford, David Guthrie, Bill Spooner | TNT |

| 21 avril 2016 19:00 EDT | Report | Thunder d'Oklahoma City 131, Mavericks de Dallas 102  | Thunder d'Oklahoma City 131, Mavericks de Dallas 102 | Thunder d'Oklahoma City 131, Mavericks de Dallas 102         |  | American Airlines Center, Dallas, Texas Affluence : 20 150 Arbitres : Mike Callahan, Sean Wright, Pat Fraher | TNT |
| 21 avril 2016 19:00 EDT | Report | Score par quart-temps : 27-21, 31-27, 39-30, 34-24    |                                                      |                                                              |  | American Airlines Center, Dallas, Texas Affluence : 20 150 Arbitres : Mike Callahan, Sean Wright, Pat Fraher | TNT |
| 21 avril 2016 19:00 EDT | Report | Score par mi-temps : 58-48, 73-54                     |                                                      |                                                              |  | American Airlines Center, Dallas, Texas Affluence : 20 150 Arbitres : Mike Callahan, Sean Wright, Pat Fraher | TNT |
| 21 avril 2016 19:00 EDT | Report | Kevin Durant, 34 Enes Kanter, 8 Russell Westbrook, 15 | Points Rebonds Passes d.                             | Wesley Matthews, 22 Nowitzki, Pachulia, 6 José Juan Barea, 7 |  | American Airlines Center, Dallas, Texas Affluence : 20 150 Arbitres : Mike Callahan, Sean Wright, Pat Fraher | TNT |

| 23 avril 2016 20:00 EDT | Report | Thunder d'Oklahoma City 119, Mavericks de Dallas 108     | Thunder d'Oklahoma City 119, Mavericks de Dallas 108 | Thunder d'Oklahoma City 119, Mavericks de Dallas 108  |  | American Airlines Center, Dallas, Texas Affluence : 20 516 Arbitres : Ken Mauer, Ed Malloy, Sean Corbin | ESPN |
| 23 avril 2016 20:00 EDT | Report | Score par quart-temps : 33-18, 24-30, 32-31, 30-29       |                                                      |                                                       |  | American Airlines Center, Dallas, Texas Affluence : 20 516 Arbitres : Ken Mauer, Ed Malloy, Sean Corbin | ESPN |
| 23 avril 2016 20:00 EDT | Report | Score par mi-temps : 57-48, 62-60                        |                                                      |                                                       |  | American Airlines Center, Dallas, Texas Affluence : 20 516 Arbitres : Ken Mauer, Ed Malloy, Sean Corbin | ESPN |
| 23 avril 2016 20:00 EDT | Report | Enes Kanter, 28 Adams, Roberson, 8 Russell Westbrook, 15 | Points Rebonds Passes d.                             | Dirk Nowitzki, 27 Dirk Nowitzki, 8 Raymond Felton, 11 |  | American Airlines Center, Dallas, Texas Affluence : 20 516 Arbitres : Ken Mauer, Ed Malloy, Sean Corbin | ESPN |

| 25 avril 2016 20:00 EDT | Report | Mavericks de Dallas 104, Thunder d'Oklahoma City 118 | Mavericks de Dallas 104, Thunder d'Oklahoma City 118 | Mavericks de Dallas 104, Thunder d'Oklahoma City 118             |  | Chesapeake Energy Arena, Oklahoma City, Oklahoma Affluence : 18 203 | TNT |
| 25 avril 2016 20:00 EDT | Report | Score par quart-temps : 24-35, 37-33, 22-25, 21-25   |                                                      |                                                                  |  | Chesapeake Energy Arena, Oklahoma City, Oklahoma Affluence : 18 203 | TNT |
| 25 avril 2016 20:00 EDT | Report | Score par mi-temps : 61-68, 43-50                    |                                                      |                                                                  |  | Chesapeake Energy Arena, Oklahoma City, Oklahoma Affluence : 18 203 | TNT |
| 25 avril 2016 20:00 EDT | Report | Dirk Nowitzki, 24 Dwight Powell, 9 Zaza Pachulia, 9  | Points Rebonds Passes d.                             | Russell Westbrook, 36 Russell Westbrook, 12 Russell Westbrook, 9 |  | Chesapeake Energy Arena, Oklahoma City, Oklahoma Affluence : 18 203 | TNT |
| 25 avril 2016 20:00 EDT | Report | Oklahoma City remporte la série 4 à 1.               |                                                      |                                                                  |  | Chesapeake Energy Arena, Oklahoma City, Oklahoma Affluence : 18 203 | TNT |

Matchs de saison régulière
Oklahoma City gagne la série 4 à 0.
| 22 novembre 2015 | Rapport | Mavericks de Dallas 114, Thunder d'Oklahoma City 117 | Mavericks de Dallas 114, Thunder d'Oklahoma City 117 | Mavericks de Dallas 114, Thunder d'Oklahoma City 117 |  | Chesapeake Energy Arena, Oklahoma City, Oklahoma |

| 13 janvier 2016 | Rapport | Mavericks de Dallas 89, Thunder d'Oklahoma City 108 | Mavericks de Dallas 89, Thunder d'Oklahoma City 108 | Mavericks de Dallas 89, Thunder d'Oklahoma City 108 |  | Chesapeake Energy Arena, Oklahoma City, Oklahoma |

| 22 janvier 2016 | Rapport | Thunder d'Oklahoma City 109, Mavericks de Dallas 106 | Thunder d'Oklahoma City 109, Mavericks de Dallas 106 | Thunder d'Oklahoma City 109, Mavericks de Dallas 106 |  | American Airlines Center, Dallas, Texas |

| 24 février 2016 | Rapport | Thunder d'Oklahoma City 116, Mavericks de Dallas 103 | Thunder d'Oklahoma City 116, Mavericks de Dallas 103 | Thunder d'Oklahoma City 116, Mavericks de Dallas 103 |  | FedExForum, Memphis, Tennessee |

Dernière rencontre en playoffsPremier tour de conférence Ouest 2012 (Oklahoma City gagne 4-0).

##### (4)Clippers de Los Angelesvs.Trail Blazers de Portland(5)
| 17 avril 2016 22:30 EDT | Rapport | Trail Blazers de Portland 95, Clippers de Los Angeles 115 | Trail Blazers de Portland 95, Clippers de Los Angeles 115 | Trail Blazers de Portland 95, Clippers de Los Angeles 115 |  | Staples Center, Los Angeles, Californie Affluence : 19 122 Arbitres : Marc Davis, Bill Kennedy, Eric Lewis | ESPN |
| 17 avril 2016 22:30 EDT | Rapport | Score par quart-temps : 21-26, 21-24, 24-31, 29-34        |                                                           |                                                           |  | Staples Center, Los Angeles, Californie Affluence : 19 122 Arbitres : Marc Davis, Bill Kennedy, Eric Lewis | ESPN |
| 17 avril 2016 22:30 EDT | Rapport | Score par mi-temps : 42-50, 53-65                         |                                                           |                                                           |  | Staples Center, Los Angeles, Californie Affluence : 19 122 Arbitres : Marc Davis, Bill Kennedy, Eric Lewis | ESPN |
| 17 avril 2016 22:30 EDT | Rapport | Damian Lillard, 21 Al-Farouq Aminu, 12 Damian Lillard, 8  | Points Rebonds Passes d.                                  | Chris Paul, 28 Griffin, Jordan, 12 Chris Paul, 11         |  | Staples Center, Los Angeles, Californie Affluence : 19 122 Arbitres : Marc Davis, Bill Kennedy, Eric Lewis | ESPN |

| 20 avril 2016 22:30 EDT | Report | Trail Blazers de Portland 81, Clippers de Los Angeles 102 | Trail Blazers de Portland 81, Clippers de Los Angeles 102 | Trail Blazers de Portland 81, Clippers de Los Angeles 102 |  | Staples Center, Los Angeles, Californie Affluence : 19 127 Arbitres : Derrick Stafford, Bill Kennedy, Leroy Richardson | TNT |
| 20 avril 2016 22:30 EDT | Report | Score par quart-temps : 17-22, 26-25, 18-20, 20-35        |                                                           |                                                           |  | Staples Center, Los Angeles, Californie Affluence : 19 127 Arbitres : Derrick Stafford, Bill Kennedy, Leroy Richardson | TNT |
| 20 avril 2016 22:30 EDT | Report | Score par mi-temps : 43-47, 38-55                         |                                                           |                                                           |  | Staples Center, Los Angeles, Californie Affluence : 19 127 Arbitres : Derrick Stafford, Bill Kennedy, Leroy Richardson | TNT |
| 20 avril 2016 22:30 EDT | Report | Lillard, Plumlee, 17 Aminu, Plumlee, 10 Mason Plumlee, 7  | Points Rebonds Passes d.                                  | Chris Paul, 25 DeAndre Jordan, 18 Jordan, Paul, 5         |  | Staples Center, Los Angeles, Californie Affluence : 19 127 Arbitres : Derrick Stafford, Bill Kennedy, Leroy Richardson | TNT |

| 23 avril 2016 22:30 EDT | Report | Clippers de Los Angeles 88, Trail Blazers de Portland 96 | Clippers de Los Angeles 88, Trail Blazers de Portland 96 | Clippers de Los Angeles 88, Trail Blazers de Portland 96 |  | Moda Center, Portland, Oregon Affluence : 19 761 Arbitres : Scott Foster, Tony Brothers, Tom Washington | TNT |
| 23 avril 2016 22:30 EDT | Report | Score par quart-temps : 19-22, 21-27, 27-21, 21-26       |                                                          |                                                          |  | Moda Center, Portland, Oregon Affluence : 19 761 Arbitres : Scott Foster, Tony Brothers, Tom Washington | TNT |
| 23 avril 2016 22:30 EDT | Report | Score par mi-temps : 40-49, 48-47                        |                                                          |                                                          |  | Moda Center, Portland, Oregon Affluence : 19 761 Arbitres : Scott Foster, Tony Brothers, Tom Washington | TNT |
| 23 avril 2016 22:30 EDT | Report | Chris Paul, 26 DeAndre Jordan, 16 Chris Paul, 9          | Points Rebonds Passes d.                                 | Damian Lillard, 32 Mason Plumlee, 21 Mason Plumlee, 9    |  | Moda Center, Portland, Oregon Affluence : 19 761 Arbitres : Scott Foster, Tony Brothers, Tom Washington | TNT |

| 25 avril 2016 22:30 EDT | Report | Clippers de Los Angeles 84, Trail Blazers de Portland 98 | Clippers de Los Angeles 84, Trail Blazers de Portland 98 | Clippers de Los Angeles 84, Trail Blazers de Portland 98 |  | Moda Center, Portland, Oregon Affluence : 19 607 Arbitres : Ken Mauer, Brian Forte, Ed Malloy | TNT |
| 25 avril 2016 22:30 EDT | Report | Score par quart-temps : 20-24, 23-23, 21-19, 20-32       |                                                          |                                                          |  | Moda Center, Portland, Oregon Affluence : 19 607 Arbitres : Ken Mauer, Brian Forte, Ed Malloy | TNT |
| 25 avril 2016 22:30 EDT | Report | Score par mi-temps : 43-47, 41-51                        |                                                          |                                                          |  | Moda Center, Portland, Oregon Affluence : 19 607 Arbitres : Ken Mauer, Brian Forte, Ed Malloy | TNT |
| 25 avril 2016 22:30 EDT | Report | Griffin, Green, 17 DeAndre Jordan, 15 Chris Paul, 4      | Points Rebonds Passes d.                                 | Al-Farouq Aminu, 30 Mason Plumlee, 14 Mason Plumlee, 10  |  | Moda Center, Portland, Oregon Affluence : 19 607 Arbitres : Ken Mauer, Brian Forte, Ed Malloy | TNT |

| 27 avril 2016 22:00 EDT | Report | Trail Blazers de Portland 108, Clippers de Los Angeles 98 | Trail Blazers de Portland 108, Clippers de Los Angeles 98 | Trail Blazers de Portland 108, Clippers de Los Angeles 98 |  | Staples Center, Los Angeles, Californie Affluence : 19 060 Arbitres : Dan Crawford, Ron Garretson, Bill Spooner | NBA TV |
| 27 avril 2016 22:00 EDT | Report | Score par quart-temps : 18-18, 27-32, 26-21, 37-27        |                                                           |                                                           |  | Staples Center, Los Angeles, Californie Affluence : 19 060 Arbitres : Dan Crawford, Ron Garretson, Bill Spooner | NBA TV |
| 27 avril 2016 22:00 EDT | Report | Score par mi-temps : 45-50, 63-48                         |                                                           |                                                           |  | Staples Center, Los Angeles, Californie Affluence : 19 060 Arbitres : Dan Crawford, Ron Garretson, Bill Spooner | NBA TV |
| 27 avril 2016 22:00 EDT | Report | C.J. McCollum, 27 Mason Plumlee, 15 Damian Lillard, 5     | Points Rebonds Passes d.                                  | J. J. Redick, 19 DeAndre Jordan, 17 Crawford, Prigioni, 4 |  | Staples Center, Los Angeles, Californie Affluence : 19 060 Arbitres : Dan Crawford, Ron Garretson, Bill Spooner | NBA TV |

| 29 avril 2016 22:30 EDT | Report | Clippers de Los Angeles 103, Trail Blazers de Portland 106 | Clippers de Los Angeles 103, Trail Blazers de Portland 106 | Clippers de Los Angeles 103, Trail Blazers de Portland 106 |  | Moda Center, Portland, Oregon Affluence : 19 768 Arbitres : Marc Davis, Sean Wright, Zach Zarba | ESPN |
| 29 avril 2016 22:30 EDT | Report | Score par quart-temps : 24-24, 24-26, 34-30, 21-26         |                                                            |                                                            |  | Moda Center, Portland, Oregon Affluence : 19 768 Arbitres : Marc Davis, Sean Wright, Zach Zarba | ESPN |
| 29 avril 2016 22:30 EDT | Report | Score par mi-temps : 48-50, 55-56                          |                                                            |                                                            |  | Moda Center, Portland, Oregon Affluence : 19 768 Arbitres : Marc Davis, Sean Wright, Zach Zarba | ESPN |
| 29 avril 2016 22:30 EDT | Report | Jamal Crawford, 32 DeAndre Jordan, 20 Austin Rivers, 8     | Points Rebonds Passes d.                                   | Damian Lillard, 28 Mason Plumlee, 14 Damian Lillard, 7     |  | Moda Center, Portland, Oregon Affluence : 19 768 Arbitres : Marc Davis, Sean Wright, Zach Zarba | ESPN |
| 29 avril 2016 22:30 EDT | Report | Portland remporte la série 4 à 2.                          |                                                            |                                                            |  | Moda Center, Portland, Oregon Affluence : 19 768 Arbitres : Marc Davis, Sean Wright, Zach Zarba | ESPN |

Matchs de saison régulière
Los Angeles gagne la série 3 à 1.
| 20 novembre 2015 | Rapport | Clippers de Los Angeles 91, Trail Blazers de Portland 102 | Clippers de Los Angeles 91, Trail Blazers de Portland 102 | Clippers de Los Angeles 91, Trail Blazers de Portland 102 |  | Moda Center, Portland, Oregon |

| 30 novembre 2015 | Rapport | Trail Blazers de Portland 87, Clippers de Los Angeles 102 | Trail Blazers de Portland 87, Clippers de Los Angeles 102 | Trail Blazers de Portland 87, Clippers de Los Angeles 102 |  | Staples Center, Los Angeles, Californie |

| 6 janvier 2016 | Rapport | Clippers de Los Angeles 109, Trail Blazers de Portland 98 | Clippers de Los Angeles 109, Trail Blazers de Portland 98 | Clippers de Los Angeles 109, Trail Blazers de Portland 98 |  | Moda Center, Portland, Oregon |

| 24 mars 2016 | Rapport | Trail Blazers de Portland 94, Clippers de Los Angeles 96 | Trail Blazers de Portland 94, Clippers de Los Angeles 96 | Trail Blazers de Portland 94, Clippers de Los Angeles 96 |  | Staples Center, Los Angeles, Californie |

C'est la première fois que ces deux équipes se rencontrent en Playoffs.

#### Demi-finales de conférence

##### (1)Warriors de Golden Statevs.Trail Blazers de Portland(5)
| 1er mai 2016 15:30 EDT | Report | Trail Blazers de Portland 106, Warriors de Golden State 118 | Trail Blazers de Portland 106, Warriors de Golden State 118 | Trail Blazers de Portland 106, Warriors de Golden State 118 |  | Oracle Arena, Oakland, Californie Affluence : 19 596 Arbitres : Monty McCutchen, James Capers, John Goble | ABC |
| 1er mai 2016 15:30 EDT | Report | Score par quart-temps : 17-37, 34-28, 22-28, 33-25          |                                                             |                                                             |  | Oracle Arena, Oakland, Californie Affluence : 19 596 Arbitres : Monty McCutchen, James Capers, John Goble | ABC |
| 1er mai 2016 15:30 EDT | Report | Score par mi-temps : 51-65, 55-53                           |                                                             |                                                             |  | Oracle Arena, Oakland, Californie Affluence : 19 596 Arbitres : Monty McCutchen, James Capers, John Goble | ABC |
| 1er mai 2016 15:30 EDT | Report | Damian Lillard, 30 Mason Plumlee, 12 Mason Plumlee, 6       | Points Rebonds Passes d.                                    | Klay Thompson, 37 Draymond Green, 13 Draymond Green, 11     |  | Oracle Arena, Oakland, Californie Affluence : 19 596 Arbitres : Monty McCutchen, James Capers, John Goble | ABC |

| 3 mai 2016 22:30 EDT | Report | Trail Blazers de Portland 99, Warriors de Golden State 110 | Trail Blazers de Portland 99, Warriors de Golden State 110 | Trail Blazers de Portland 99, Warriors de Golden State 110 |  | Oracle Arena, Oakland, Californie Affluence : 19 596 Arbitres : Dan Crawford, Courtney Kirkland, Derrick Stafford | TNT |
| 3 mai 2016 22:30 EDT | Report | Score par quart-temps : 34-21, 25-30, 28-25, 12-34         |                                                            |                                                            |  | Oracle Arena, Oakland, Californie Affluence : 19 596 Arbitres : Dan Crawford, Courtney Kirkland, Derrick Stafford | TNT |
| 3 mai 2016 22:30 EDT | Report | Score par mi-temps : 59-51, 40-59                          |                                                            |                                                            |  | Oracle Arena, Oakland, Californie Affluence : 19 596 Arbitres : Dan Crawford, Courtney Kirkland, Derrick Stafford | TNT |
| 3 mai 2016 22:30 EDT | Report | Damian Lillard, 25 Mason Plumlee, 11 Damian Lillard, 6     | Points Rebonds Passes d.                                   | Klay Thompson, 27 Draymond Green, 14 Draymond Green, 7     |  | Oracle Arena, Oakland, Californie Affluence : 19 596 Arbitres : Dan Crawford, Courtney Kirkland, Derrick Stafford | TNT |

| 7 mai 2016 20:30 EDT | Report | Warriors de Golden State 108, Trail Blazers de Portland 120 | Warriors de Golden State 108, Trail Blazers de Portland 120 | Warriors de Golden State 108, Trail Blazers de Portland 120 |  | Moda Center, Portland, Oregon Affluence : 19 673 Arbitres : Mike Callahan, Pat Fraher, Bill Kennedy | ABC |
| 7 mai 2016 20:30 EDT | Report | Score par quart-temps : 28-22, 18-36, 34-35, 28-27          |                                                             |                                                             |  | Moda Center, Portland, Oregon Affluence : 19 673 Arbitres : Mike Callahan, Pat Fraher, Bill Kennedy | ABC |
| 7 mai 2016 20:30 EDT | Report | Score par mi-temps : 46-58, 62-62                           |                                                             |                                                             |  | Moda Center, Portland, Oregon Affluence : 19 673 Arbitres : Mike Callahan, Pat Fraher, Bill Kennedy | ABC |
| 7 mai 2016 20:30 EDT | Report | Draymond Green, 37 Draymond Green, 9 Shaun Livingston, 10   | Points Rebonds Passes d.                                    | Damian Lillard, 40 Aminu, Davis, 10 Damian Lillard, 10      |  | Moda Center, Portland, Oregon Affluence : 19 673 Arbitres : Mike Callahan, Pat Fraher, Bill Kennedy | ABC |

| 9 mai 2016 22:30 EDT | Report | Warriors de Golden State 132, Trail Blazers de Portland 125    | Warriors de Golden State 132, Trail Blazers de Portland 125 | Warriors de Golden State 132, Trail Blazers de Portland 125 | OT | Moda Center, Portland, Oregon Affluence : 19 583 Arbitres : Scott Foster, Ed Malloy, Tom Washington | TNT |
| 9 mai 2016 22:30 EDT | Report | Score par quart-temps : 18-26, 39-41, 29-18, 25-26, OT : 21-14 |                                                             |                                                             | OT | Moda Center, Portland, Oregon Affluence : 19 583 Arbitres : Scott Foster, Ed Malloy, Tom Washington | TNT |
| 9 mai 2016 22:30 EDT | Report | Score par mi-temps : 57-67, 75-58                              |                                                             |                                                             | OT | Moda Center, Portland, Oregon Affluence : 19 583 Arbitres : Scott Foster, Ed Malloy, Tom Washington | TNT |
| 9 mai 2016 22:30 EDT | Report | Stephen Curry, 40 Bogut, Curry, Green, 9 Stephen Curry, 8      | Points Rebonds Passes d.                                    | Damian Lillard, 36 Mason Plumlee, 15 Damian Lillard, 10     | OT | Moda Center, Portland, Oregon Affluence : 19 583 Arbitres : Scott Foster, Ed Malloy, Tom Washington | TNT |

| 11 mai 2016 22:30 EDT | Report | Trail Blazers de Portland 121, Warriors de Golden State 125 | Trail Blazers de Portland 121, Warriors de Golden State 125 | Trail Blazers de Portland 121, Warriors de Golden State 125 |  | Oracle Arena, Oakland, Californie Affluence : 19 596 | TNT |
| 11 mai 2016 22:30 EDT | Report | Score par quart-temps : 30-27, 33-31, 28-35, 30-32          |                                                             |                                                             |  | Oracle Arena, Oakland, Californie Affluence : 19 596 | TNT |
| 11 mai 2016 22:30 EDT | Report | Score par mi-temps : 63-58, 58-67                           |                                                             |                                                             |  | Oracle Arena, Oakland, Californie Affluence : 19 596 | TNT |
| 11 mai 2016 22:30 EDT | Report | Damian Lillard, 28 Al-Farouq Aminu, 9 Damian Lillard, 7     | Points Rebonds Passes d.                                    | Klay Thompson, 33 Draymond Green, 11 Stephen Curry, 11      |  | Oracle Arena, Oakland, Californie Affluence : 19 596 | TNT |
| 11 mai 2016 22:30 EDT | Report | Golden State remporte la série 4 à 1.                       |                                                             |                                                             |  | Oracle Arena, Oakland, Californie Affluence : 19 596 | TNT |

Matchs de saison régulière
Golden State gagne la série 3 à 1.
| 8 janvier 2016 | Rapport | Warriors de Golden State 128, Trail Blazers de Portland 108 | Warriors de Golden State 128, Trail Blazers de Portland 108 | Warriors de Golden State 128, Trail Blazers de Portland 108 |  | Moda Center, Portland, Oregon |

| 19 février 2016 | Rapport | Warriors de Golden State 105, Trail Blazers de Portland 137 | Warriors de Golden State 105, Trail Blazers de Portland 137 | Warriors de Golden State 105, Trail Blazers de Portland 137 |  | Moda Center, Portland, Oregon |

| 11 mars 2016 | Rapport | Trail Blazers de Portland 112, Warriors de Golden State 128 | Trail Blazers de Portland 112, Warriors de Golden State 128 | Trail Blazers de Portland 112, Warriors de Golden State 128 |  | Oracle Arena, Oakland, Californie |

| 3 avril 2016 | Rapport | Trail Blazers de Portland 11, Warriors de Golden State 136 | Trail Blazers de Portland 11, Warriors de Golden State 136 | Trail Blazers de Portland 11, Warriors de Golden State 136 |  | Oracle Arena, Oakland, Californie |

C'est la première fois que ces deux équipes se rencontrent en Playoffs.

##### (2)Spurs de San Antoniovs.Thunder d'Oklahoma City(3)
| 30 avril 2016 20:30 EDT | Report | Thunder d'Oklahoma City 92, Spurs de San Antonio 124  | Thunder d'Oklahoma City 92, Spurs de San Antonio 124 | Thunder d'Oklahoma City 92, Spurs de San Antonio 124   |  | AT&T Center, San Antonio, Texas Affluence : 18 418 Arbitres : Scott Foster, Tony Brothers, David Guthrie | TNT |
| 30 avril 2016 20:30 EDT | Report | Score par quart-temps : 20-43, 20-30, 26-32, 26-19    |                                                      |                                                        |  | AT&T Center, San Antonio, Texas Affluence : 18 418 Arbitres : Scott Foster, Tony Brothers, David Guthrie | TNT |
| 30 avril 2016 20:30 EDT | Report | Score par mi-temps : 40-73, 52-51                     |                                                      |                                                        |  | AT&T Center, San Antonio, Texas Affluence : 18 418 Arbitres : Scott Foster, Tony Brothers, David Guthrie | TNT |
| 30 avril 2016 20:30 EDT | Report | Serge Ibaka, 19 Steven Adams, 10 Russell Westbrook, 9 | Points Rebonds Passes d.                             | LaMarcus Aldridge, 38 Kyle Anderson, 7 Tony Parker, 12 |  | AT&T Center, San Antonio, Texas Affluence : 18 418 Arbitres : Scott Foster, Tony Brothers, David Guthrie | TNT |

| 2 mai 2016 21:30 EDT | Report | Thunder d'Oklahoma City 98, Spurs de San Antonio 97          | Thunder d'Oklahoma City 98, Spurs de San Antonio 97 | Thunder d'Oklahoma City 98, Spurs de San Antonio 97 |  | AT&T Center, San Antonio, Texas Affluence : 18 418 Arbitres : Ken Mauer, Sean Corbin, Marc Davis | TNT |
| 2 mai 2016 21:30 EDT | Report | Score par quart-temps : 29-21, 27-32, 21-23, 21-21           |                                                     |                                                     |  | AT&T Center, San Antonio, Texas Affluence : 18 418 Arbitres : Ken Mauer, Sean Corbin, Marc Davis | TNT |
| 2 mai 2016 21:30 EDT | Report | Score par mi-temps : 56-53, 42-44                            |                                                     |                                                     |  | AT&T Center, San Antonio, Texas Affluence : 18 418 Arbitres : Ken Mauer, Sean Corbin, Marc Davis | TNT |
| 2 mai 2016 21:30 EDT | Report | Russell Westbrook, 29 Steven Adams, 17 Russell Westbrook, 10 | Points Rebonds Passes d.                            | LaMarcus Aldridge, 41 Tim Duncan, 9 Tony Parker, 6  |  | AT&T Center, San Antonio, Texas Affluence : 18 418 Arbitres : Ken Mauer, Sean Corbin, Marc Davis | TNT |

| 6 mai 2016 21:30 EDT | Report | Spurs de San Antonio 100, Thunder d'Oklahoma City 96 | Spurs de San Antonio 100, Thunder d'Oklahoma City 96 | Spurs de San Antonio 100, Thunder d'Oklahoma City 96        |  | Chesapeake Energy Arena, Oklahoma City, Oklahoma Affluence : 18 203 Arbitres : Monty McCutchen, Derrick Stafford, James Williams | ESPN |
| 6 mai 2016 21:30 EDT | Report | Score par quart-temps : 27-20, 20-22, 25-27, 28-27   |                                                      |                                                             |  | Chesapeake Energy Arena, Oklahoma City, Oklahoma Affluence : 18 203 Arbitres : Monty McCutchen, Derrick Stafford, James Williams | ESPN |
| 6 mai 2016 21:30 EDT | Report | Score par mi-temps : 47-42, 53-54                    |                                                      |                                                             |  | Chesapeake Energy Arena, Oklahoma City, Oklahoma Affluence : 18 203 Arbitres : Monty McCutchen, Derrick Stafford, James Williams | ESPN |
| 6 mai 2016 21:30 EDT | Report | Kawhi Leonard, 31 Kawhi Leonard, 11 Tony Parker, 5   | Points Rebonds Passes d.                             | Russell Westbrook, 31 Steven Adams, 11 Russell Westbrook, 8 |  | Chesapeake Energy Arena, Oklahoma City, Oklahoma Affluence : 18 203 Arbitres : Monty McCutchen, Derrick Stafford, James Williams | ESPN |

| 8 mai 2016 20:00 EDT | Report | Spurs de San Antonio 97, Thunder d'Oklahoma City 111 | Spurs de San Antonio 97, Thunder d'Oklahoma City 111 | Spurs de San Antonio 97, Thunder d'Oklahoma City 111    |  | Chesapeake Energy Arena, Oklahoma City, Oklahoma Affluence : 18 203 Arbitres : Dan Crawford, Bill Spooner, Zach Zarba | TNT |
| 8 mai 2016 20:00 EDT | Report | Score par quart-temps : 27-17, 26-28, 28-32, 16-34   |                                                      |                                                         |  | Chesapeake Energy Arena, Oklahoma City, Oklahoma Affluence : 18 203 Arbitres : Dan Crawford, Bill Spooner, Zach Zarba | TNT |
| 8 mai 2016 20:00 EDT | Report | Score par mi-temps : 53-45, 44-66                    |                                                      |                                                         |  | Chesapeake Energy Arena, Oklahoma City, Oklahoma Affluence : 18 203 Arbitres : Dan Crawford, Bill Spooner, Zach Zarba | TNT |
| 8 mai 2016 20:00 EDT | Report | Tony Parker, 22 David West, 7 Mills, Parker, 3       | Points Rebonds Passes d.                             | Kevin Durant, 41 Steven Adams, 11 Russell Westbrook, 15 |  | Chesapeake Energy Arena, Oklahoma City, Oklahoma Affluence : 18 203 Arbitres : Dan Crawford, Bill Spooner, Zach Zarba | TNT |

| 10 mai 2016 20:00 EDT | Report | Thunder d'Oklahoma City 95, Spurs de San Antonio 91        | Thunder d'Oklahoma City 95, Spurs de San Antonio 91 | Thunder d'Oklahoma City 95, Spurs de San Antonio 91   |  | AT&T Center, San Antonio, Texas Affluence : 18 418 Arbitres : Monty McCutchen, John Goble, Jason Phillips | TNT |
| 10 mai 2016 20:00 EDT | Report | Score par quart-temps : 22-16, 21-32, 26-24, 26-19         |                                                     |                                                       |  | AT&T Center, San Antonio, Texas Affluence : 18 418 Arbitres : Monty McCutchen, John Goble, Jason Phillips | TNT |
| 10 mai 2016 20:00 EDT | Report | Score par mi-temps : 43-48, 52-43                          |                                                     |                                                       |  | AT&T Center, San Antonio, Texas Affluence : 18 418 Arbitres : Monty McCutchen, John Goble, Jason Phillips | TNT |
| 10 mai 2016 20:00 EDT | Report | Russell Westbrook, 35 Enes Kanter, 13 Russell Westbrook, 9 | Points Rebonds Passes d.                            | Kawhi Leonard, 26 LaMarcus Aldridge, 9 Tony Parker, 5 |  | AT&T Center, San Antonio, Texas Affluence : 18 418 Arbitres : Monty McCutchen, John Goble, Jason Phillips | TNT |

| 12 mai 2016 20:30 EDT | Report | Spurs de San Antonio 99, Thunder d'Oklahoma City 113     | Spurs de San Antonio 99, Thunder d'Oklahoma City 113 | Spurs de San Antonio 99, Thunder d'Oklahoma City 113    |  | Chesapeake Energy Arena, Oklahoma City, Oklahoma Affluence : 18 203 Arbitres : Bill Kennedy, Mike Callahan, Kane Fitzgerald | ESPN |
| 12 mai 2016 20:30 EDT | Report | Score par quart-temps : 19-25, 12-30, 34-36, 34-22       |                                                      |                                                         |  | Chesapeake Energy Arena, Oklahoma City, Oklahoma Affluence : 18 203 Arbitres : Bill Kennedy, Mike Callahan, Kane Fitzgerald | ESPN |
| 12 mai 2016 20:30 EDT | Report | Score par mi-temps : 31-55, 68-58                        |                                                      |                                                         |  | Chesapeake Energy Arena, Oklahoma City, Oklahoma Affluence : 18 203 Arbitres : Bill Kennedy, Mike Callahan, Kane Fitzgerald | ESPN |
| 12 mai 2016 20:30 EDT | Report | Kawhi Leonard, 22 LaMarcus Aldridge, 14 Kawhi Leonard, 5 | Points Rebonds Passes d.                             | Kevin Durant, 37 Steven Adams, 11 Russell Westbrook, 12 |  | Chesapeake Energy Arena, Oklahoma City, Oklahoma Affluence : 18 203 Arbitres : Bill Kennedy, Mike Callahan, Kane Fitzgerald | ESPN |
| 12 mai 2016 20:30 EDT | Report | Oklahoma City remporte la série 4 à 2.                   |                                                      |                                                         |  | Chesapeake Energy Arena, Oklahoma City, Oklahoma Affluence : 18 203 Arbitres : Bill Kennedy, Mike Callahan, Kane Fitzgerald | ESPN |

Matchs de saison régulière
Égalité dans la série 2 à 2.
| 28 octobre 2015 | Rapport | Spurs de San Antonio 106, Thunder d'Oklahoma City 112 | Spurs de San Antonio 106, Thunder d'Oklahoma City 112 | Spurs de San Antonio 106, Thunder d'Oklahoma City 112 |  | Chesapeake Energy Arena, Oklahoma City, Oklahoma |

| 12 mars 2016 | Rapport | Thunder d'Oklahoma City 85, Spurs de San Antonio 93 | Thunder d'Oklahoma City 85, Spurs de San Antonio 93 | Thunder d'Oklahoma City 85, Spurs de San Antonio 93 |  | AT&T Center, San Antonio, Texas |

| 26 mars 2016 | Rapport | Spurs de San Antonio 92, Thunder d'Oklahoma City 111 | Spurs de San Antonio 92, Thunder d'Oklahoma City 111 | Spurs de San Antonio 92, Thunder d'Oklahoma City 111 |  | Chesapeake Energy Arena, Oklahoma City, Oklahoma |

| 12 avril 2016 | Rapport | Thunder d'Oklahoma City 98, Spurs de San Antonio 102 | Thunder d'Oklahoma City 98, Spurs de San Antonio 102 | Thunder d'Oklahoma City 98, Spurs de San Antonio 102 | OT | AT&T Center, San Antonio, Texas |

Dernière rencontre en playoffsFinale de conférence Ouest 2014 (San Antonio gagne 4-2).

#### Finale de conférence

##### (1)Warriors de Golden Statevs.Thunder d'Oklahoma City(3)
| 16 mai 2016 21:00 EDT | Report | Thunder d'Oklahoma City 108, Warriors de Golden State 102    | Thunder d'Oklahoma City 108, Warriors de Golden State 102 | Thunder d'Oklahoma City 108, Warriors de Golden State 102 |  | Oracle Arena, Oakland, Californie Affluence : 19 596 Arbitres : Monty McCutchen, Derrick Stafford, Tom Washington | TNT |
| 16 mai 2016 21:00 EDT | Report | Score par quart-temps : 21-27, 26-33, 38-28, 23-14           |                                                           |                                                           |  | Oracle Arena, Oakland, Californie Affluence : 19 596 Arbitres : Monty McCutchen, Derrick Stafford, Tom Washington | TNT |
| 16 mai 2016 21:00 EDT | Report | Score par mi-temps : 47-60, 61-42                            |                                                           |                                                           |  | Oracle Arena, Oakland, Californie Affluence : 19 596 Arbitres : Monty McCutchen, Derrick Stafford, Tom Washington | TNT |
| 16 mai 2016 21:00 EDT | Report | Russell Westbrook, 27 Steven Adams, 12 Russell Westbrook, 12 | Points Rebonds Passes d.                                  | Stephen Curry, 26 Stephen Curry, 10 Stephen Curry, 7      |  | Oracle Arena, Oakland, Californie Affluence : 19 596 Arbitres : Monty McCutchen, Derrick Stafford, Tom Washington | TNT |

| 18 mai 2016 21:00 EDT | Report | Thunder d'Oklahoma City 91, Warriors de Golden State 118 | Thunder d'Oklahoma City 91, Warriors de Golden State 118 | Thunder d'Oklahoma City 91, Warriors de Golden State 118 |  | Oracle Arena, Oakland, Californie Affluence : 19 596 Arbitres : Mike Callahan, Kane Fitzgerald, Ed Malloy | TNT |
| 18 mai 2016 21:00 EDT | Report | Score par quart-temps : 20-27, 29-30, 19-31, 23-30       |                                                          |                                                          |  | Oracle Arena, Oakland, Californie Affluence : 19 596 Arbitres : Mike Callahan, Kane Fitzgerald, Ed Malloy | TNT |
| 18 mai 2016 21:00 EDT | Report | Score par mi-temps : 49-57, 42-61                        |                                                          |                                                          |  | Oracle Arena, Oakland, Californie Affluence : 19 596 Arbitres : Mike Callahan, Kane Fitzgerald, Ed Malloy | TNT |
| 18 mai 2016 21:00 EDT | Report | Kevin Durant, 29 Steven Adams, 10 Russell Westbrook, 12  | Points Rebonds Passes d.                                 | Stephen Curry, 28 Draymond Green, 8 Draymond Green, 7    |  | Oracle Arena, Oakland, Californie Affluence : 19 596 Arbitres : Mike Callahan, Kane Fitzgerald, Ed Malloy | TNT |

| 22 mai 2016 21:00 EDT | Report | Warriors de Golden State 105, Thunder d'Oklahoma City 133 | Warriors de Golden State 105, Thunder d'Oklahoma City 133 | Warriors de Golden State 105, Thunder d'Oklahoma City 133 |  | Chesapeake Energy Arena, Oklahoma City, Oklahoma Affluence : 18 203 Arbitres : Scott Foster, Tony Brothers, Zach Zarba | TNT |
| 22 mai 2016 21:00 EDT | Report | Score par quart-temps : 28-34, 19-38, 33-45, 25-16        |                                                           |                                                           |  | Chesapeake Energy Arena, Oklahoma City, Oklahoma Affluence : 18 203 Arbitres : Scott Foster, Tony Brothers, Zach Zarba | TNT |
| 22 mai 2016 21:00 EDT | Report | Score par mi-temps : 47-72, 56-61                         |                                                           |                                                           |  | Chesapeake Energy Arena, Oklahoma City, Oklahoma Affluence : 18 203 Arbitres : Scott Foster, Tony Brothers, Zach Zarba | TNT |
| 22 mai 2016 21:00 EDT | Report | Stephen Curry, 24 Brandon Rush, 7 Cinq joueurs, 3         | Points Rebonds Passes d.                                  | Kevin Durant, 33 Enes Kanter, 12 Russell Westbrook, 12    |  | Chesapeake Energy Arena, Oklahoma City, Oklahoma Affluence : 18 203 Arbitres : Scott Foster, Tony Brothers, Zach Zarba | TNT |

| 24 mai 2016 21:00 EDT | Report | Warriors de Golden State 94, Thunder d'Oklahoma City 118 | Warriors de Golden State 94, Thunder d'Oklahoma City 118 | Warriors de Golden State 94, Thunder d'Oklahoma City 118       |  | Chesapeake Energy Arena, Oklahoma City, Oklahoma Affluence : 18 203 Arbitres : Danny Crawford, John Goble, Bill Kennedy | TNT |
| 24 mai 2016 21:00 EDT | Report | Score par quart-temps : 26-30, 27-42, 29-22, 12-24       |                                                          |                                                                |  | Chesapeake Energy Arena, Oklahoma City, Oklahoma Affluence : 18 203 Arbitres : Danny Crawford, John Goble, Bill Kennedy | TNT |
| 24 mai 2016 21:00 EDT | Report | Score par mi-temps : 53-72, 41-46                        |                                                          |                                                                |  | Chesapeake Energy Arena, Oklahoma City, Oklahoma Affluence : 18 203 Arbitres : Danny Crawford, John Goble, Bill Kennedy | TNT |
| 24 mai 2016 21:00 EDT | Report | Klay Thompson, 26 Draymond Green, 11 Stephen Curry, 5    | Points Rebonds Passes d.                                 | Russell Westbrook, 36 André Roberson, 12 Russell Westbrook, 11 |  | Chesapeake Energy Arena, Oklahoma City, Oklahoma Affluence : 18 203 Arbitres : Danny Crawford, John Goble, Bill Kennedy | TNT |

| 26 mai 2016 21:00 EDT | Report | Thunder d'Oklahoma City 111, Warriors de Golden State 120 | Thunder d'Oklahoma City 111, Warriors de Golden State 120 | Thunder d'Oklahoma City 111, Warriors de Golden State 120 |  | Oracle Arena, Oakland, Californie Affluence : 19 596 Arbitres : James Capers, Ken Mauer, Marc Davis | TNT |
| 26 mai 2016 21:00 EDT | Report | Score par quart-temps : 21-25, 29-33, 27-23, 34-39        |                                                           |                                                           |  | Oracle Arena, Oakland, Californie Affluence : 19 596 Arbitres : James Capers, Ken Mauer, Marc Davis | TNT |
| 26 mai 2016 21:00 EDT | Report | Score par mi-temps : 50-58, 61-62                         |                                                           |                                                           |  | Oracle Arena, Oakland, Californie Affluence : 19 596 Arbitres : James Capers, Ken Mauer, Marc Davis | TNT |
| 26 mai 2016 21:00 EDT | Report | Kevin Durant, 40 Steven Adams, 10 Russell Westbrook, 8    | Points Rebonds Passes d.                                  | Stephen Curry, 31 Andrew Bogut, 14 Andre Iguodala, 8      |  | Oracle Arena, Oakland, Californie Affluence : 19 596 Arbitres : James Capers, Ken Mauer, Marc Davis | TNT |

| 28 mai 2016 21:00 EDT | Report | Warriors de Golden State 108, Thunder d'Oklahoma City 101 | Warriors de Golden State 108, Thunder d'Oklahoma City 101 | Warriors de Golden State 108, Thunder d'Oklahoma City 101 |  | Chesapeake Energy Arena, Oklahoma City, Oklahoma Affluence : 18 203 Arbitres : Monty McCutchen, Ed Malloy, Derrick Stafford | TNT |
| 28 mai 2016 21:00 EDT | Report | Score par quart-temps : 20-23, 28-30, 27-30, 33-18        |                                                           |                                                           |  | Chesapeake Energy Arena, Oklahoma City, Oklahoma Affluence : 18 203 Arbitres : Monty McCutchen, Ed Malloy, Derrick Stafford | TNT |
| 28 mai 2016 21:00 EDT | Report | Score par mi-temps : 48-53, 60-48                         |                                                           |                                                           |  | Chesapeake Energy Arena, Oklahoma City, Oklahoma Affluence : 18 203 Arbitres : Monty McCutchen, Ed Malloy, Derrick Stafford | TNT |
| 28 mai 2016 21:00 EDT | Report | Klay Thompson, 41 Draymond Green, 12 Stephen Curry, 9     | Points Rebonds Passes d.                                  | Kevin Durant, 29 3 joueurs, 9 Russell Westbrook, 11       |  | Chesapeake Energy Arena, Oklahoma City, Oklahoma Affluence : 18 203 Arbitres : Monty McCutchen, Ed Malloy, Derrick Stafford | TNT |

| 30 mai 2016 21:00 EDT | Report | Thunder d'Oklahoma City 88, Warriors de Golden State 96   | Thunder d'Oklahoma City 88, Warriors de Golden State 96 | Thunder d'Oklahoma City 88, Warriors de Golden State 96 |  | Oracle Arena, Oakland, Californie Affluence : 19 596 Arbitres : Dan Crawford, Mike Callahan, Jason Phillips | TNT |
| 30 mai 2016 21:00 EDT | Report | Score par quart-temps : 24-19, 24-23, 12-29, 28-25        |                                                         |                                                         |  | Oracle Arena, Oakland, Californie Affluence : 19 596 Arbitres : Dan Crawford, Mike Callahan, Jason Phillips | TNT |
| 30 mai 2016 21:00 EDT | Report | Score par mi-temps : 48-42, 40-54                         |                                                         |                                                         |  | Oracle Arena, Oakland, Californie Affluence : 19 596 Arbitres : Dan Crawford, Mike Callahan, Jason Phillips | TNT |
| 30 mai 2016 21:00 EDT | Report | Kevin Durant, 27 André Roberson, 12 Russell Westbrook, 13 | Points Rebonds Passes d.                                | Stephen Curry, 36 Draymond Green, 9 Stephen Curry, 8    |  | Oracle Arena, Oakland, Californie Affluence : 19 596 Arbitres : Dan Crawford, Mike Callahan, Jason Phillips | TNT |
| 30 mai 2016 21:00 EDT | Report | Golden State remporte la série 4 à 3.                     |                                                         |                                                         |  | Oracle Arena, Oakland, Californie Affluence : 19 596 Arbitres : Dan Crawford, Mike Callahan, Jason Phillips | TNT |

Matchs de saison régulière
Golden State gagne la série 3 à 0.
| 6 février 2016 | Rapport | Thunder d'Oklahoma City 108, Warriors de Golden State 116 | Thunder d'Oklahoma City 108, Warriors de Golden State 116 | Thunder d'Oklahoma City 108, Warriors de Golden State 116 |  | Oracle Arena, Oakland, Californie |

| 27 février 2016 | Rapport | Warriors de Golden State 121, Thunder d'Oklahoma City 118 | Warriors de Golden State 121, Thunder d'Oklahoma City 118 | Warriors de Golden State 121, Thunder d'Oklahoma City 118 | OT | Chesapeake Energy Arena, Oklahoma City, Oklahoma |

| 3 mars 2016 | Rapport | Thunder d'Oklahoma City 106, Warriors de Golden State 121 | Thunder d'Oklahoma City 106, Warriors de Golden State 121 | Thunder d'Oklahoma City 106, Warriors de Golden State 121 |  | Oracle Arena, Oakland, Californie |

C'est la première fois que ces deux équipes se rencontrent en Playoffs.

## Finales NBA: (E1)Cavaliers de Clevelandvs (O1)Warriors de Golden State
| 2 juin 2016 21:00 EDT | Report | Cavaliers de Cleveland 89, Warriors de Golden State 104 | Cavaliers de Cleveland 89, Warriors de Golden State 104 | Cavaliers de Cleveland 89, Warriors de Golden State 104   |  | Oracle Arena, Oakland Affluence : 19 596 Arbitres : Ken Mauer, Marc Davis, Ed Malloy | ABC |
| 2 juin 2016 21:00 EDT | Report | Score par quart-temps : 24-28, 19-24, 25-22, 21-30      |                                                         |                                                           |  | Oracle Arena, Oakland Affluence : 19 596 Arbitres : Ken Mauer, Marc Davis, Ed Malloy | ABC |
| 2 juin 2016 21:00 EDT | Report | Score par mi-temps : 43-52, 46-52                       |                                                         |                                                           |  | Oracle Arena, Oakland Affluence : 19 596 Arbitres : Ken Mauer, Marc Davis, Ed Malloy | ABC |
| 2 juin 2016 21:00 EDT | Report | Kyrie Irving, 26 Kevin Love, 13 LeBron James, 9         | Points Rebonds Passes d.                                | Shaun Livingston, 20 Draymond Green, 11 Draymond Green, 7 |  | Oracle Arena, Oakland Affluence : 19 596 Arbitres : Ken Mauer, Marc Davis, Ed Malloy | ABC |

| 5 juin 2016 20:00 EDT | Report | Cavaliers de Cleveland 77, Warriors de Golden State 110 | Cavaliers de Cleveland 77, Warriors de Golden State 110 | Cavaliers de Cleveland 77, Warriors de Golden State 110            |  | Oracle Arena, Oakland Affluence : 19 596 Arbitres : Scott Foster, Tony Brothers, James Capers | ABC |
| 5 juin 2016 20:00 EDT | Report | Score par quart-temps : 21-19, 23-33, 18-30, 15-28      |                                                         |                                                                    |  | Oracle Arena, Oakland Affluence : 19 596 Arbitres : Scott Foster, Tony Brothers, James Capers | ABC |
| 5 juin 2016 20:00 EDT | Report | Score par mi-temps : 44-52, 33-58                       |                                                         |                                                                    |  | Oracle Arena, Oakland Affluence : 19 596 Arbitres : Scott Foster, Tony Brothers, James Capers | ABC |
| 5 juin 2016 20:00 EDT | Report | LeBron James, 19 LeBron James, 8 LeBron James, 9        | Points Rebonds Passes d.                                | Draymond Green, 28 Stephen Curry, 9 Green, Livingston, Thompson, 5 |  | Oracle Arena, Oakland Affluence : 19 596 Arbitres : Scott Foster, Tony Brothers, James Capers | ABC |

| 8 juin 2016 21:00 EDT | Report | Warriors de Golden State 90, Cavaliers de Cleveland 120 | Warriors de Golden State 90, Cavaliers de Cleveland 120 | Warriors de Golden State 90, Cavaliers de Cleveland 120 |  | Quicken Loans Arena, Cleveland Affluence : 20 562 Arbitres : Monty McCutchen, Derrick Stafford, Zach Zarba | ABC |
| 8 juin 2016 21:00 EDT | Report | Score par quart-temps : 16-33, 27-18, 26-38, 21-31      |                                                         |                                                         |  | Quicken Loans Arena, Cleveland Affluence : 20 562 Arbitres : Monty McCutchen, Derrick Stafford, Zach Zarba | ABC |
| 8 juin 2016 21:00 EDT | Report | Score par mi-temps : 43-51, 47-69                       |                                                         |                                                         |  | Quicken Loans Arena, Cleveland Affluence : 20 562 Arbitres : Monty McCutchen, Derrick Stafford, Zach Zarba | ABC |
| 8 juin 2016 21:00 EDT | Report | Stephen Curry, 19 Draymond Green, 7 Draymond Green, 7   | Points Rebonds Passes d.                                | LeBron James, 32 Tristan Thompson, 13 Kyrie Irving, 8   |  | Quicken Loans Arena, Cleveland Affluence : 20 562 Arbitres : Monty McCutchen, Derrick Stafford, Zach Zarba | ABC |

| 10 juin 2016 21:00 EDT | Report | Warriors de Golden State 108, Cavaliers de Cleveland 97 | Warriors de Golden State 108, Cavaliers de Cleveland 97 | Warriors de Golden State 108, Cavaliers de Cleveland 97 |  | Quicken Loans Arena, Cleveland Affluence : 20 562 Arbitres : Dan Crawford, Mike Callahan, Jason Phillips | ABC |
| 10 juin 2016 21:00 EDT | Report | Score par quart-temps : 29-28, 21-27, 29-22, 29-20      |                                                         |                                                         |  | Quicken Loans Arena, Cleveland Affluence : 20 562 Arbitres : Dan Crawford, Mike Callahan, Jason Phillips | ABC |
| 10 juin 2016 21:00 EDT | Report | Score par mi-temps : 50-55, 58-42                       |                                                         |                                                         |  | Quicken Loans Arena, Cleveland Affluence : 20 562 Arbitres : Dan Crawford, Mike Callahan, Jason Phillips | ABC |
| 10 juin 2016 21:00 EDT | Report | Stephen Curry, 38 Draymond Green, 12 Andre Iguodala, 7  | Points Rebonds Passes d.                                | Kyrie Irving, 34 LeBron James, 13 LeBron James, 9       |  | Quicken Loans Arena, Cleveland Affluence : 20 562 Arbitres : Dan Crawford, Mike Callahan, Jason Phillips | ABC |

| 13 juin 2016 21:00 EDT | Report | Cavaliers de Cleveland 112, Warriors de Golden State 97 | Cavaliers de Cleveland 112, Warriors de Golden State 97 | Cavaliers de Cleveland 112, Warriors de Golden State 97 |  | Oracle Arena, Oakland Affluence : 19 596 Arbitres : Monty McCutchen, Marc Davis and Derrick Stafford | ABC |
| 13 juin 2016 21:00 EDT | Report | Score par quart-temps : 29-32, 32-29, 32-23, 19-13      |                                                         |                                                         |  | Oracle Arena, Oakland Affluence : 19 596 Arbitres : Monty McCutchen, Marc Davis and Derrick Stafford | ABC |
| 13 juin 2016 21:00 EDT | Report | Score par mi-temps : 61-61, 51-36                       |                                                         |                                                         |  | Oracle Arena, Oakland Affluence : 19 596 Arbitres : Monty McCutchen, Marc Davis and Derrick Stafford | ABC |
| 13 juin 2016 21:00 EDT | Report | James, Irving, 41 LeBron James, 16 LeBron James, 7      | Points Rebonds Passes d.                                | Klay Thompson, 37 Andre Iguodala, 11 Andre Iguodala, 6  |  | Oracle Arena, Oakland Affluence : 19 596 Arbitres : Monty McCutchen, Marc Davis and Derrick Stafford | ABC |

| 16 juin 2016 21:00 EDT | Report | Warriors de Golden State 101, Cavaliers de Cleveland 115 | Warriors de Golden State 101, Cavaliers de Cleveland 115 | Warriors de Golden State 101, Cavaliers de Cleveland 115 |  | Quicken Loans Arena, Cleveland Affluence : 20 562 Arbitres : Scott Foster, Ken Mauer and Jason Phillips | ABC |
| 16 juin 2016 21:00 EDT | Report | Score par quart-temps : 11-31, 32-28, 28-21, 30-35       |                                                          |                                                          |  | Quicken Loans Arena, Cleveland Affluence : 20 562 Arbitres : Scott Foster, Ken Mauer and Jason Phillips | ABC |
| 16 juin 2016 21:00 EDT | Report | Score par mi-temps : 43-59, 58-56                        |                                                          |                                                          |  | Quicken Loans Arena, Cleveland Affluence : 20 562 Arbitres : Scott Foster, Ken Mauer and Jason Phillips | ABC |
| 16 juin 2016 21:00 EDT | Report | Stephen Curry, 30 Draymond Green, 10 Draymond Green, 6   | Points Rebonds Passes d.                                 | LeBron James, 41 Tristan Thompson, 16 LeBron James, 11   |  | Quicken Loans Arena, Cleveland Affluence : 20 562 Arbitres : Scott Foster, Ken Mauer and Jason Phillips | ABC |

| 19 juin 2016 20:00 EDT | Report | Cavaliers de Cleveland 93, Warriors de Golden State 89 | Cavaliers de Cleveland 93, Warriors de Golden State 89 | Cavaliers de Cleveland 93, Warriors de Golden State 89  |  | Oracle Arena, Oakland | ABC |
| 19 juin 2016 20:00 EDT | Report | Score par quart-temps : 23-22, 19-27, 33-27, 18-13     |                                                        |                                                         |  | Oracle Arena, Oakland | ABC |
| 19 juin 2016 20:00 EDT | Report | Score par mi-temps : 42-49, 51-40                      |                                                        |                                                         |  | Oracle Arena, Oakland | ABC |
| 19 juin 2016 20:00 EDT | Report | LeBron James, 27 Kevin Love, 14 LeBron James, 11       | Points Rebonds Passes d.                               | Draymond Green, 32 Draymond Green, 15 Draymond Green, 9 |  | Oracle Arena, Oakland | ABC |
| 19 juin 2016 20:00 EDT | Report | Cleveland remporte la série 4 à 3.                     |                                                        |                                                         |  | Oracle Arena, Oakland | ABC |

Matchs de saison régulière
Golden State remporte la série 2 à 0.
| 25 décembre 2015 |  | Warriors de Golden State 89, Cavaliers de Cleveland 83 | Warriors de Golden State 89, Cavaliers de Cleveland 83 | Warriors de Golden State 89, Cavaliers de Cleveland 83 |  | Quicken Loans Arena, Cleveland |

| 19 janvier 2016 |  | Cavaliers de Cleveland 98, Warriors de Golden State 132 | Cavaliers de Cleveland 98, Warriors de Golden State 132 | Cavaliers de Cleveland 98, Warriors de Golden State 132 |  | Oracle Arena, Oakland |

Dernière rencontre en playoffsFinales NBA 2015 (Golden State gagne 4-2).

## Records individuels
| Catégorie                   | Joueur                          | Équipe                                             | Statistique | Date                                   |
| --------------------------- | ------------------------------- | -------------------------------------------------- | ----------- | -------------------------------------- |
| Minutes                     | C.J. McCollum                   | Trail Blazers de Portland                          | 47:49 (OT)  | 9 mai 2016                             |
| Points                      | Paul Millsap                    | Hawks d'Atlanta                                    | 45          | 24 avril 2016                          |
| Rebonds                     | Bismack Biyombo                 | Raptors de Toronto                                 | 26          | 21 mai 2016                            |
| Rebonds défensifs           | Mason Plumlee Bismack Biyombo   | Trail Blazers de Portland Raptors de Toronto       | 18          | 23 avril 2016 21 mai 2016              |
| Rebonds offensifs           | Jonas Valanciunas Dwight Howard | Raptors de Toronto Rockets de Houston              | 11          | 16 avril 2016 27 avril 2016            |
| Passes décisives            | Russell Westbrook               | Thunder d'Oklahoma City                            | 15          | 21 avril 2016 23 avril 2016 8 mai 2016 |
| Interceptions               | James Harden Russell Westbrook  | Rockets de Houston Thunder d'Oklahoma City         | 7           | 24 avril 2016 16 mai 2016              |
| Contres                     | Draymond Green                  | Warriors de Golden State                           | 7           | 9 mai 2016                             |
| Balles perdues              | Russell Westbrook Kevin Durant  | Thunder d'Oklahoma City                            | 8           | 10 mai 2016 18 mai 2016                |
| Tirs marqués                | Paul Millsap                    | Hawks d'Atlanta                                    | 19 (sur 31) | 24 avril 2016                          |
| Tirs tentés                 | Kevin Durant                    | Thunder d'Oklahoma City                            | 33          | 18 avril 2016                          |
| Tirs à trois points marqués | Klay Thompson                   | Warriors de Golden State                           | 11 (sur 18) | 29 mai 2016                            |
| Tirs à trois points tentés  | Damian Lillard Klay Thompson    | Trail Blazers de Portland Warriors de Golden State | 18          | 9 mai 2016 29 mai 2016                 |
| Lancers francs marqués      | Klay Thompson                   | Warriors de Golden State                           | 15 (sur 16) | 18 avril 2016                          |
| Lancers francs tentés       | DeAndre Jordan                  | Clippers de Los Angeles                            | 18          | 17 avril 2016                          |

- Dernière mise à jour après les matchs du 16 juin 2016.